# Умершие в декабре 2021 года
Это список известных людей, соответствующих установленным критериям значимости (см. Википедия:Критерии значимости персоналий), умерших в декабре 2021 года.
Причина смерти указывается лишь в исключительных случаях (убийство, самоубийство, гибель в результате военных действий, смертная казнь, ДТП или несчастные случаи). В остальных случаях — не указывается.

## 31 декабря
- Асфур, Габер (77) — египетский литературный критик, публицист, министр культуры Египта (2011, 2014—2015)[1].
- Инвуд, Майкл (77) — британский философ[2].
- Калас, Мартон[нем.] (87) — венгерский писатель и литературный переводчик[3].
- Каллаи, Габор[укр.] (62) — венгерский шахматный гроссмейстер[4].
- Кац, Элиху[англ.] (95) — израильский социолог, один из основателей телевидения Израиля, директор Израильского телевидения (1967—1969)[5].
- Ковалёв, Валерий Валерьевич (51) — российский предприниматель[6].
- Мадарас, Чилла[венг.] (78) — венгерская пловчиха, участница летних Олимпийских игр 1964 года в Токио и 1968 года в Мехико[7].
- Мозговенко, Иван Пантелеевич (97) — советский и российский кларнетист, народный артист Российской Федерации (1995)[8].
- Сторожук, Анатолий Васильевич (77) — советский металлург, Герой Социалистического Труда (1984)[9].
- Уайт, Бетти (99) — американская актриса, комедиантка и телеведущая[10].
- Хамутцких, Вадим Анатольевич (52) — российский волейболист, трёхкратный призёр Олимпийских игр (2000, 2004, 2008)[11].
- Хтейк Су Пхая Гьи[англ.] (98) — бирманская принцесса[12].
- Шарангович, Василий Петрович (82) — советский и белорусский художник, народный художник БССР (1991), ректор Белорусской государственной академии искусств (1989—1997)[13].

## 30 декабря
- Будагов, Юлиан Арамович (89) — советский и российский физик, доктор физико-математических наук (1970)[14].
- Васье, Жан[фр.] (72) — французский хоккеист[15].
- Воскресенский, Дмитрий Иванович (95) — советский физик, доктор технических наук, профессор, лауреат Государственной премии СССР (1984)[16].
- Гориккер, Владимир Михайлович (96) — советский и российский режиссёр театра и кино, сценарист, педагог, заслуженный деятель искусств Азербайджанской ССР (1971)[17].
- Гундяев, Николай Михайлович (81) — российский религиозный деятель, ректор Ленинградской духовной академии (1986—1987), брат патриарха Московского и Всея Руси Кирилла[18].
- Джонс, Рон[англ.] (87) — британский легкоатлет (спринтерский бег), участник летних Олимпийских игр 1964 года в Токио и 1968 года в Мехико[19].
- Джонс, Сэм (88) — американский баскетболист[20].
- Козинец, Михаил Антонович (83) — советский и белорусский дирижёр, художественный руководитель Белорусского национального оркестра народных инструментов имени И. Жиновича, ректор Белорусской государственной академии музыки (1985—2005), народный артист БССР (1987)[21].
- Лопрайс, Карел[англ.] (72) — чешский автогонщик, 6-кратный победитель ралли «Дакар» (о смерти объявлено в этот день)[22].
- Лоуренс, Стивен[англ.] (82) — американский композитор, автор музыки к передаче «Улица Сезам»[23].
- Неймер, Владимир Борисович (82) — советский и узбекский дирижёр, дирижёр Национального симфонического оркестра Узбекистана, профессор государственной консерватории Узбекистана[24].
- Пивоваров, Николай Михайлович (68) — глава администрации муниципального образования «Город Майкоп» (2002—2007)[25].
- Сакания, Сергей Викторович (86) — советский актёр, народный артист Абхазии (2014)[26].
- Скарпа, Ренато[англ.] (82) — итальянский актёр[27].

## 29 декабря
- Андрианов, Юрий Михайлович[значимость?] (71) — российский государственный деятель, председатель правительства Тульской области (2011—2018)[28].
- Бонифаси, Антуан (90) — французский футболист, игрок национальной сборной[29].
- Воропай, Галина Владимировна (49) — режиссёр анимации, сценарист, художник, доцент кафедры режиссуры мультимедиа и анимации Санкт-Петербургского государственного института кино и телевидения[30][31].
- Гаравелли, Бьянка[итал.] (63) — итальянская писательница и литературный критик[32].
- Гьян, Кристиан (43) — ганский футболист («Фейеноорд»)[33].
- Захаренко, Лидия Константиновна (83) — советская и российская оперная певица (сопрано), народная артистка РСФСР (1989)[34].
- Карим, Ахмед Дахам (56) — иракский футболист, игрок национальной сборной Ирака[35].
- Козлова, Елена Васильевна (67) — русский прозаик и драматург[36].
- Мисурати, Мустафа аль (95) — ливийский писатель, публицист и общественный деятель[37].
- Фоменков, Валерий Иванович (83) — советский хоккеист и тренер, трёхкратный чемпион СССР, заслуженный мастер спорта России[38].

## 28 декабря

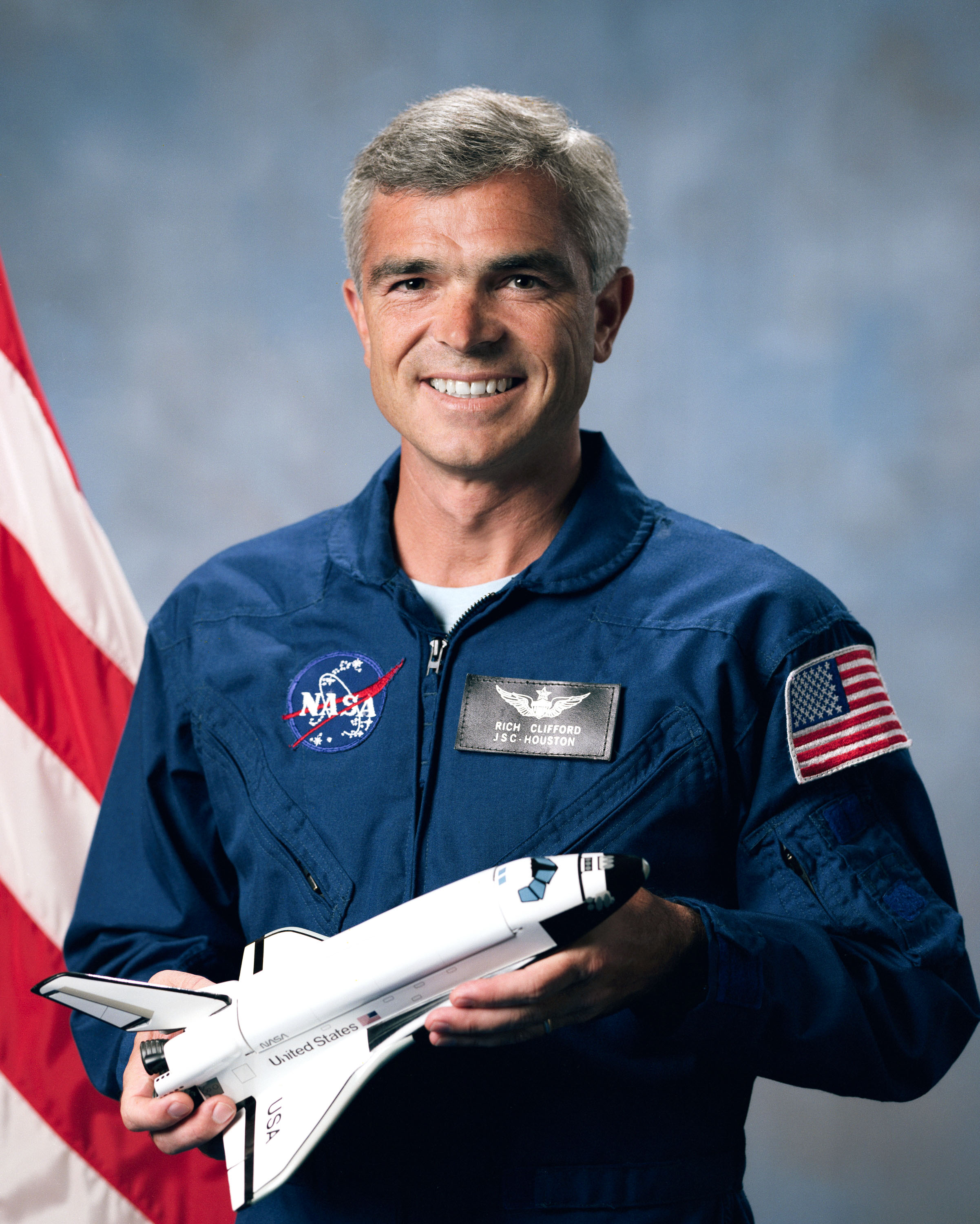
Майкл Клиффорд

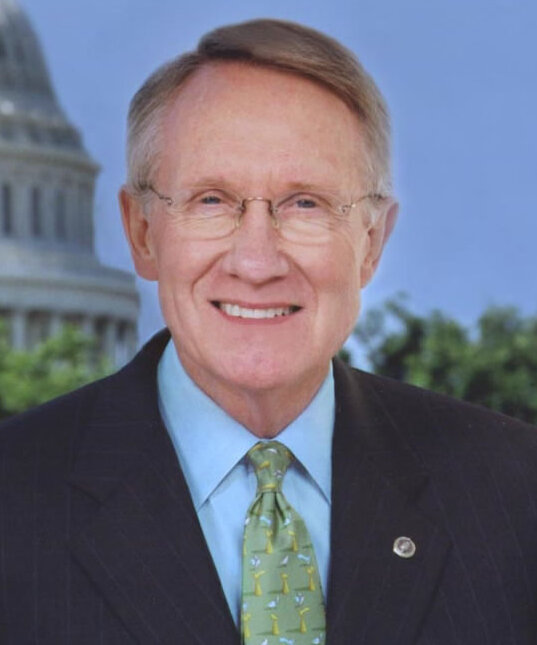
Гарри Рид

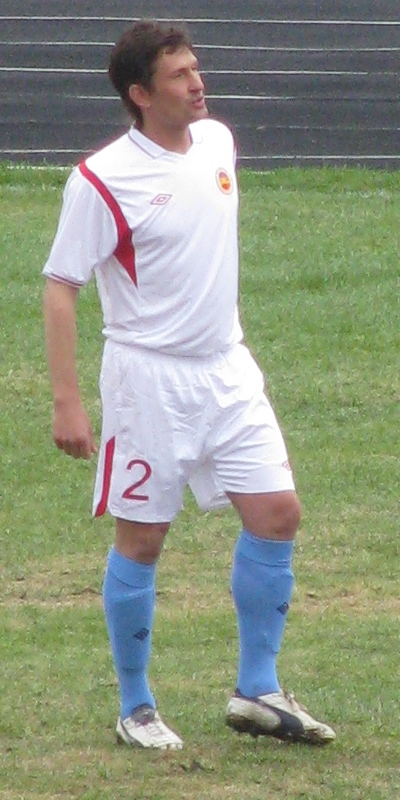
Николай Ширшов

- Богданов, Григорий Юрьевич (72) — французский телеведущий, продюсер, один из братьев Богдановых[39].
- Васильев, Константин Сергеевич (71) — советский и российский хирург, заслуженный врач Российской Федерации, народный депутат СССР (1989)[40].
- Габышев, Леонид Андреевич (69) — русский писатель[41].
- Завидонов, Станислав Петрович (87) — советский футболист и футбольный тренер[42].
- Кейн, Джеймс[англ.] (87) — американский бизнесмен, CEO Bear Stearns (1993—2008)[43].
- Клиффорд, Майкл Ричард Юрэм (69) — американский астронавт, совершивший три космических полёта (1992, 1994, 1996)[44].
- Малышева, Клавдия Филипповна (85) — советский передовик сельскохозяйственного производства, Герой Социалистического Труда (1966) (о смерти объявлено в этот день)[45].
- Марадона, Уго (52) — аргентинский футболист, игрок национальной сборной, брат Диего Марадоны[46].
- Мартинко, Роберт[чеш.] (85) — словацкий политический деятель, министр связи Чехословакии (1990)[47].
- Мустафина, Жанар Габиденовна (85) — советский и казахский учёный-офтальмолог, общественный деятель, заслуженный врач Казахской ССР (1990), профессор (1993)[48].
- Мэдден, Джон (85) — американский тренер по американскому футболу и комментатор НФЛ[49].
- Рид, Гарри (82) — американский политический деятель, сенатор (1987—2017), лидер демократов в Сенате (2007—2017)[50].
- Рыбин, Юрий Николаевич (82) — заслуженный тренер России по лёгкой атлетике[51].
- Сахаров, Анатолий Михайлович (90) — советский передовик производства, Герой Социалистического Труда (1980) (о смерти объявлено в этот день)[52].
- Тиби (Антониу Жозе ди Оливейра Мейрелес) (70) — португальский футбольный вратарь, игрок «Порту» и национальной сборной[53].
- Ширшов, Николай Владимирович (47) — узбекский и российский футболист[54].
- Швец, Сергей Викторович (67) — российский учёный, проректор Хакасского государственного университета им. Н. Ф. Катанова (1996 — 2008), основатель IT-направления в ХГУ.

## 27 декабря

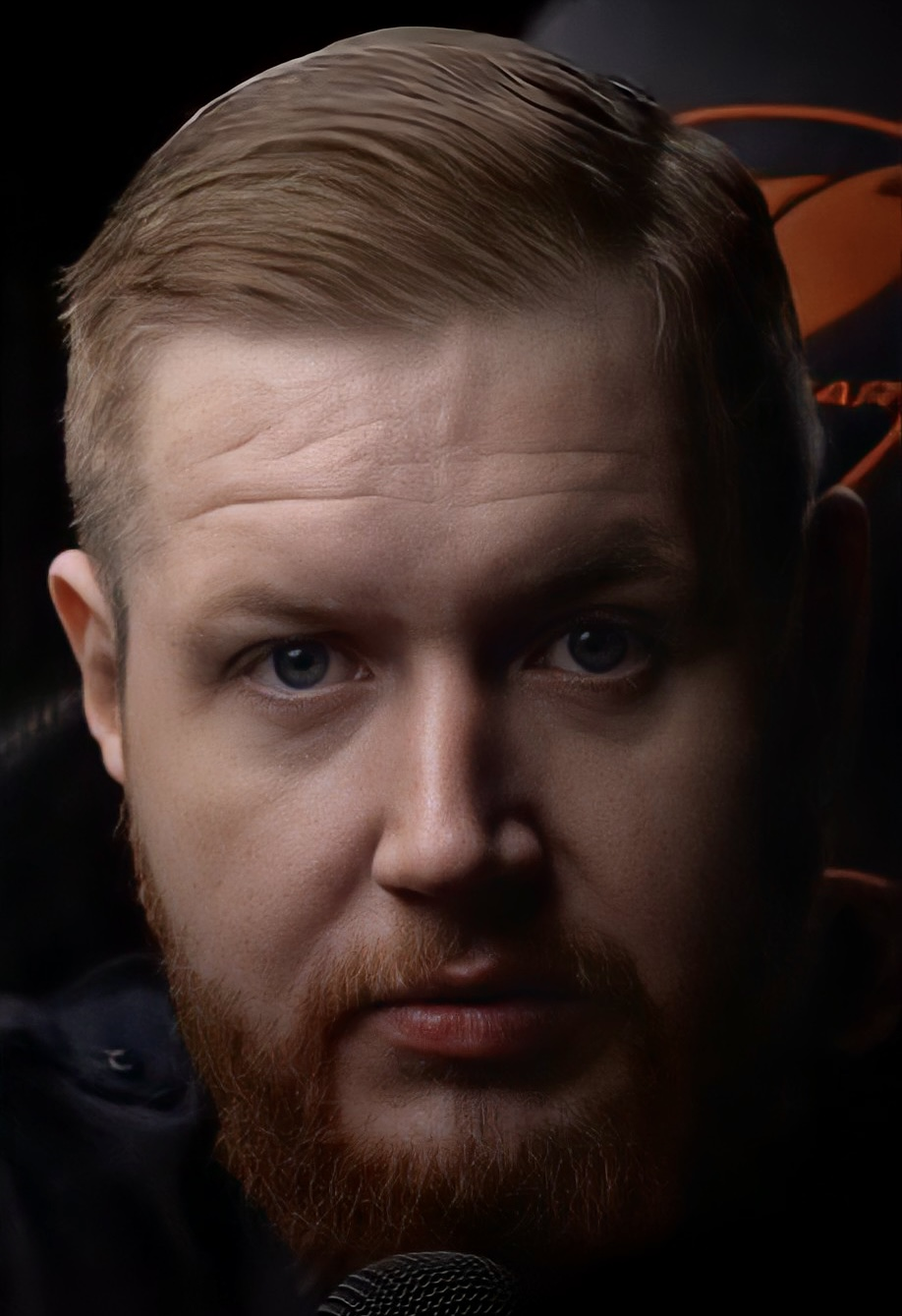
Егор Просвирнин

- Быков, Виталий Михайлович (80) — советский и белорусский актёр театра и кино[55].
- Ваксс, Эндрю (79) — американский писатель детективов и адвокат[56].
- Дашкова, Квета (86) — словацкая детская писательница, издатель[57]
- Жубанов, Каир Ахметович (86) — советский и казахстанский учёный, доктор химических наук (1981), профессор (1983), академик Национальной академии наук Казахстана (НАН) (1989)[58].
- Просвирнин, Егор Александрович (Егор Погром) (35) — российский блогер, публицист, русский националист; самоубийство[59].
- Сокачу, Виктор[рум.] (68) — румынский фолк-певец и композитор, депутат парламента Румынии (2008—2012)[60].
- Хьюм, Кери (74) — новозеландская писательница и поэтесса[61].
- Эшли, Эйприл (86) — английская модель и администратор ресторана[62].

## 26 декабря

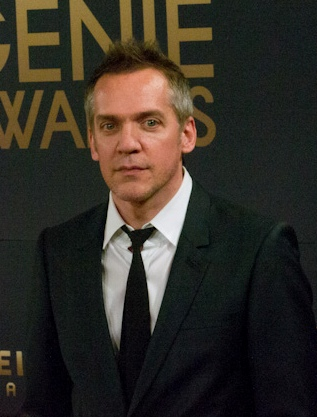
Жан-Марк Валле

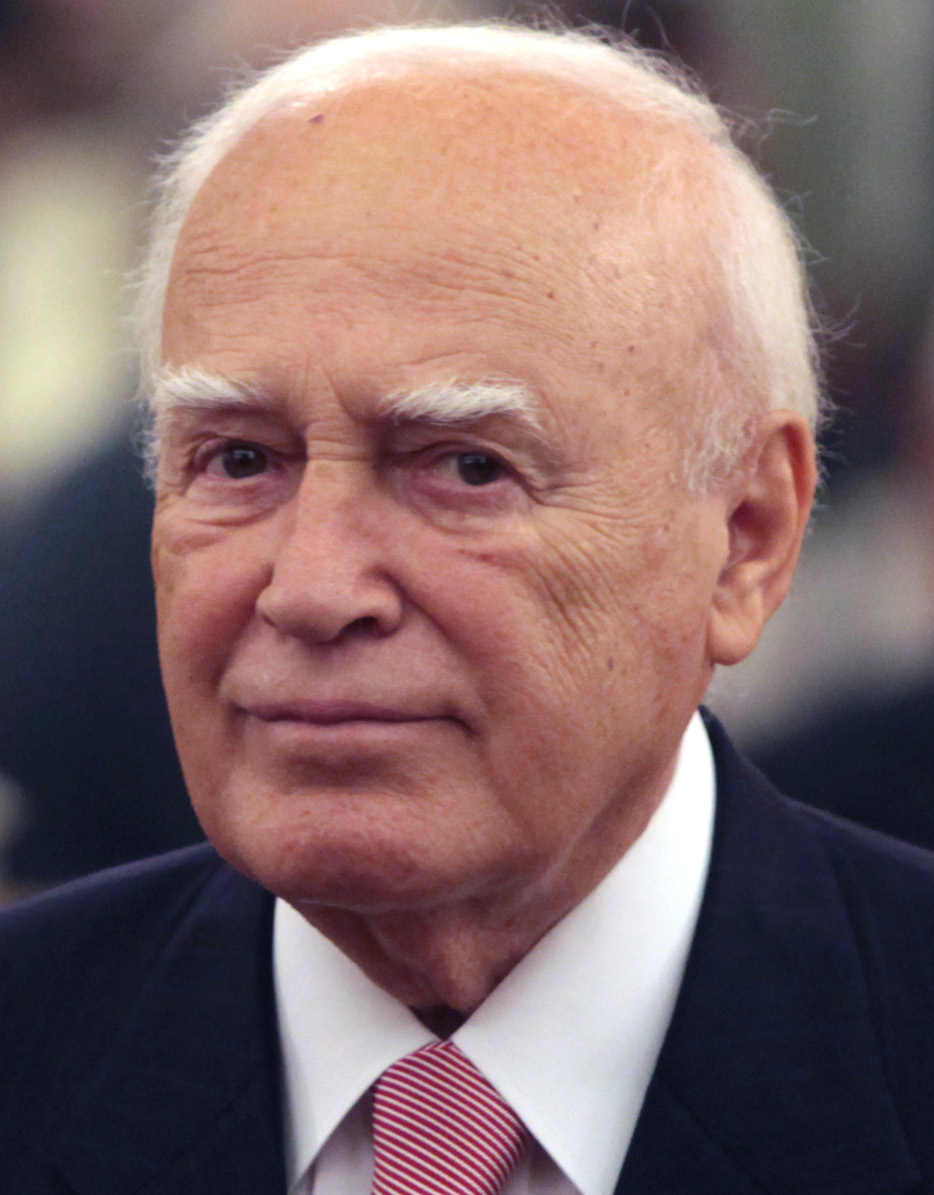
Каролос Папульяс

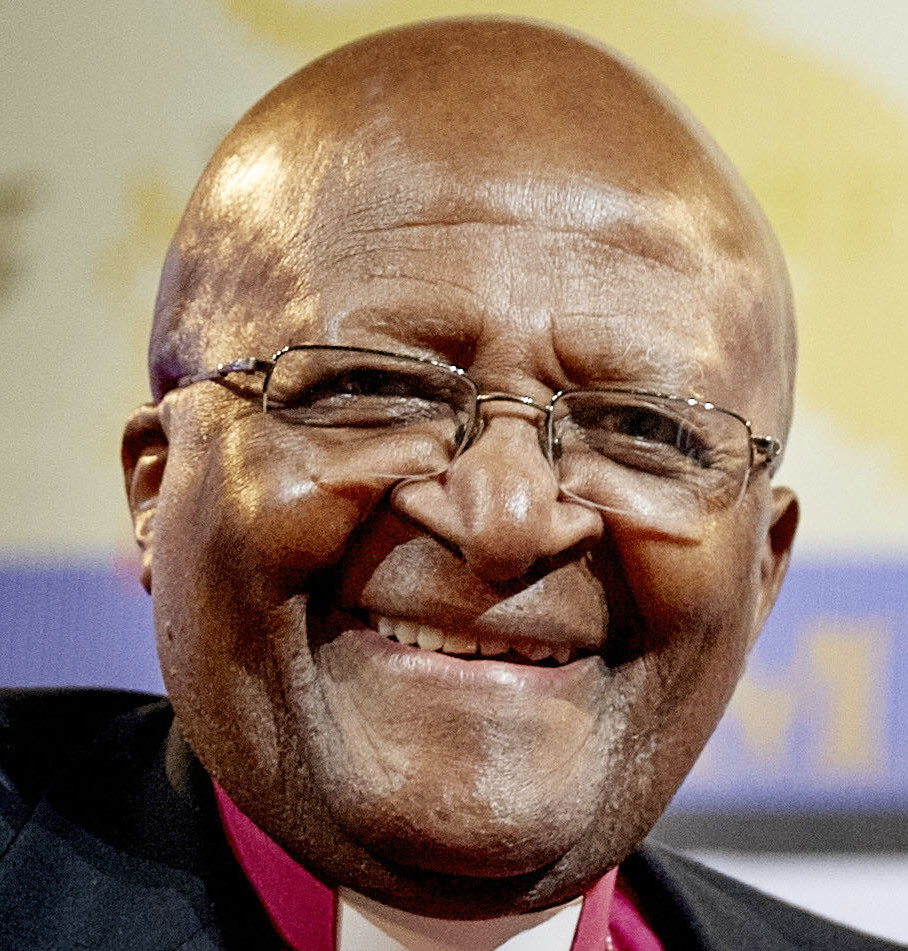
Десмонд Туту

- Байкерк, Гэри Бернелл[англ.] (74) — американский военный медик, награждённый медалью Почёта (США)[63].
- Валле, Жан-Марк (58) — канадский кинорежиссёр[64].
- Карапетьянц, Артемий Михайлович (78) — советский и российский филолог-китаист, лингвист, текстолог, профессор Института Азии и Африки МГУ[65].
- Ковалёв, Николай Николаевич (84) — советский и российский художник, заслуженный художник Российской Федерации[66].
- Папульяс, Каролос (92) — греческий политический деятель, министр иностранных дел Греции (1985—1989, 1993—1996), президент Греции (2005—2015)[67].
- Родригес, Дорвал (86) — бразильский футболист, игрок «Сантоса» и национальной сборной[68].
- Сааведра Вейсе, Агустин[исп.] (78) — боливийский государственный деятель, министр иностранных дел (1982), президент Центрального банка Боливии (2020—2021)[69].
- Туту, Десмонд (90) — южноафриканский англиканский священник, архиепископ Кейптаунский (1986—1996), активный борец с апартеидом, лауреат Нобелевской премии мира (1984)[70].
- Уилсон, Эдвард Осборн (92) — американский биолог и эколог, дважды лауреат Пулитцеровской премии[71].
- Шиктанц, Карел[чеш.] (93) — чешский поэт[72].

## 25 декабря

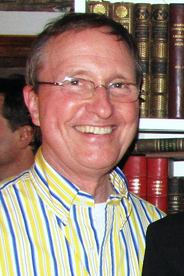
Томас Лавджой

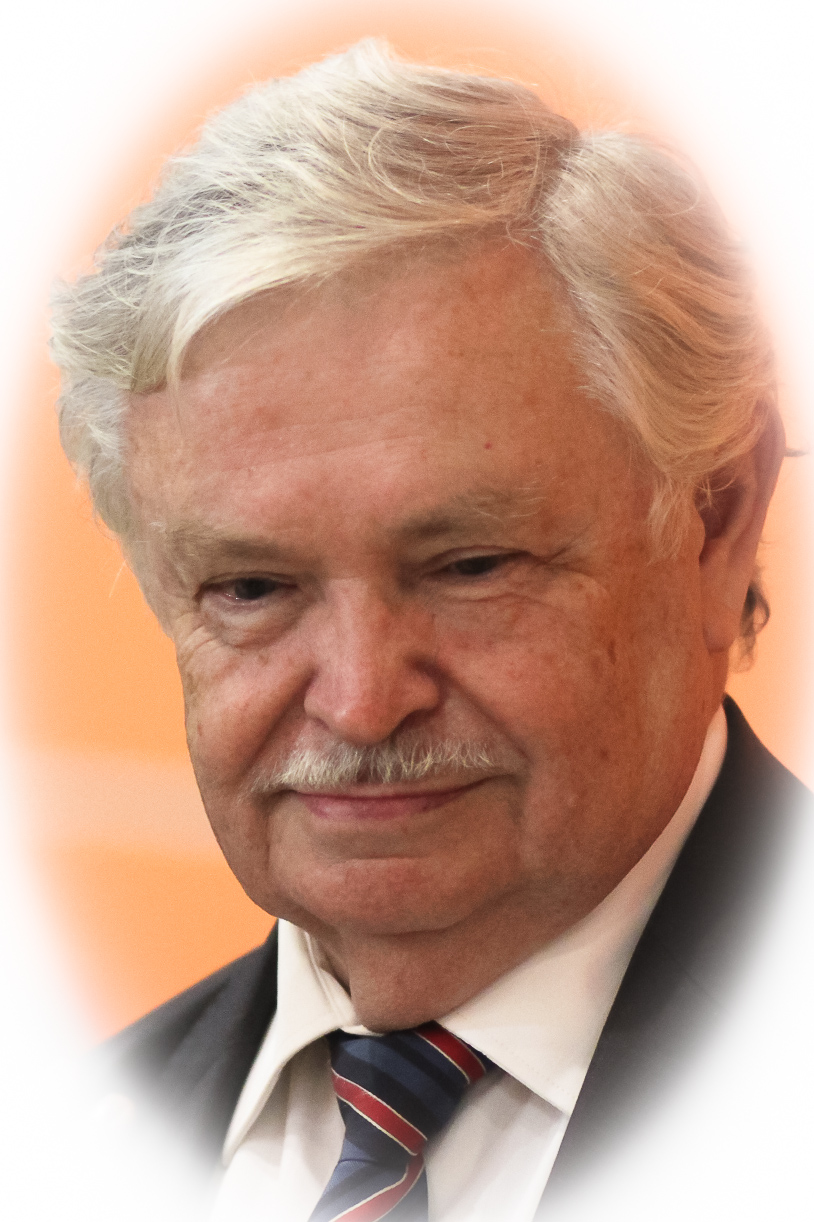
Альберт Лиханов

- Корнев, Тит Фёдорович (98) — советский, украинский и российский тренер по лёгкой атлетике, заслуженный тренер УССР (1978)[73].
- Лавджой, Томас (80) — американский биолог и эколог[74].
- Лапин, Николай Иванович (90) — советский и российский философ, социолог, член-корреспондент РАН (1991; член-корреспондент АН СССР с 1987)[75].
- Лиханов, Альберт Анатольевич (86) — советский и российский писатель, председатель Советского детского фонда имени В. И. Ленина (1987—1991), Российского детского фонда (с 1991), академик РАО (2001)[76].
- Марсинко, Ричард (81) — американский военный деятель, создатель и первый командир отряда SEAL Team Six («морских котиков»), писатель[77].
- Марьям Бегум (85) — афганская принцесса, дочь последнего короля Афганистана Мухаммеда Захир-шаха[78].
- Пейчев, Геннадий Степанович (70) — российский архитектор[79].
- Спенс, Джонатан (85) — британский историк[80].
- Тибо, Уэйн (101) — американский художник[81].

## 24 декабря

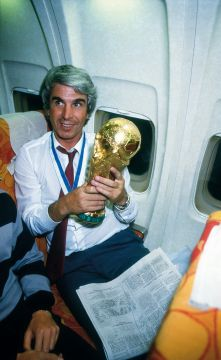
Рауль Мадеро

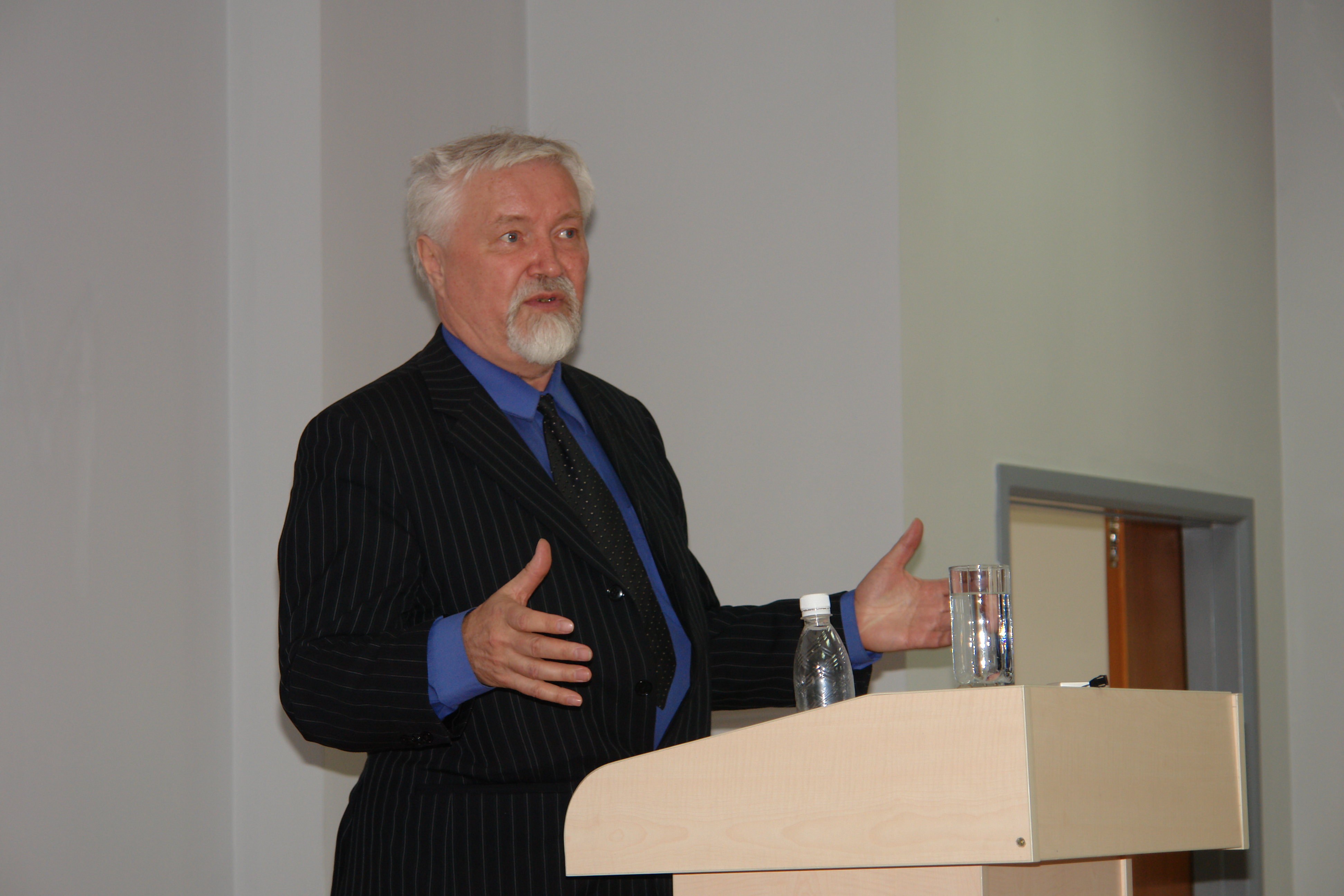
Юлий Худяков

- Вильегас, Хосе (87) — мексиканский футболист, игрок национальной сборной, участник двух чемпионатов мира (1958, 1962)[82].
- Корабельникова, Маргарита Павловна (90) — советская актриса театра, кино и озвучивания.Заслуженная артистка РСФСР (1983)[83].
- Лопес Руис, Оскар[исп.] (83) — аргентинский композитор, гитарист и музыкальный продюсер[84].
- Мадеро, Рауль (82) — аргентинский футболист, игрок национальной сборной[85].
- Малесия, Войвода (51) — югославский футболист, черногорский тренер[86].
- Татосов, Владимир Михайлович (95) — советский и российский актёр театра и кино, народный артист РСФСР (1991)[87].
- Худяков, Юлий Сергеевич (74) — российский историк и археолог, доктор исторических наук (1987), профессор[88].

## 23 декабря

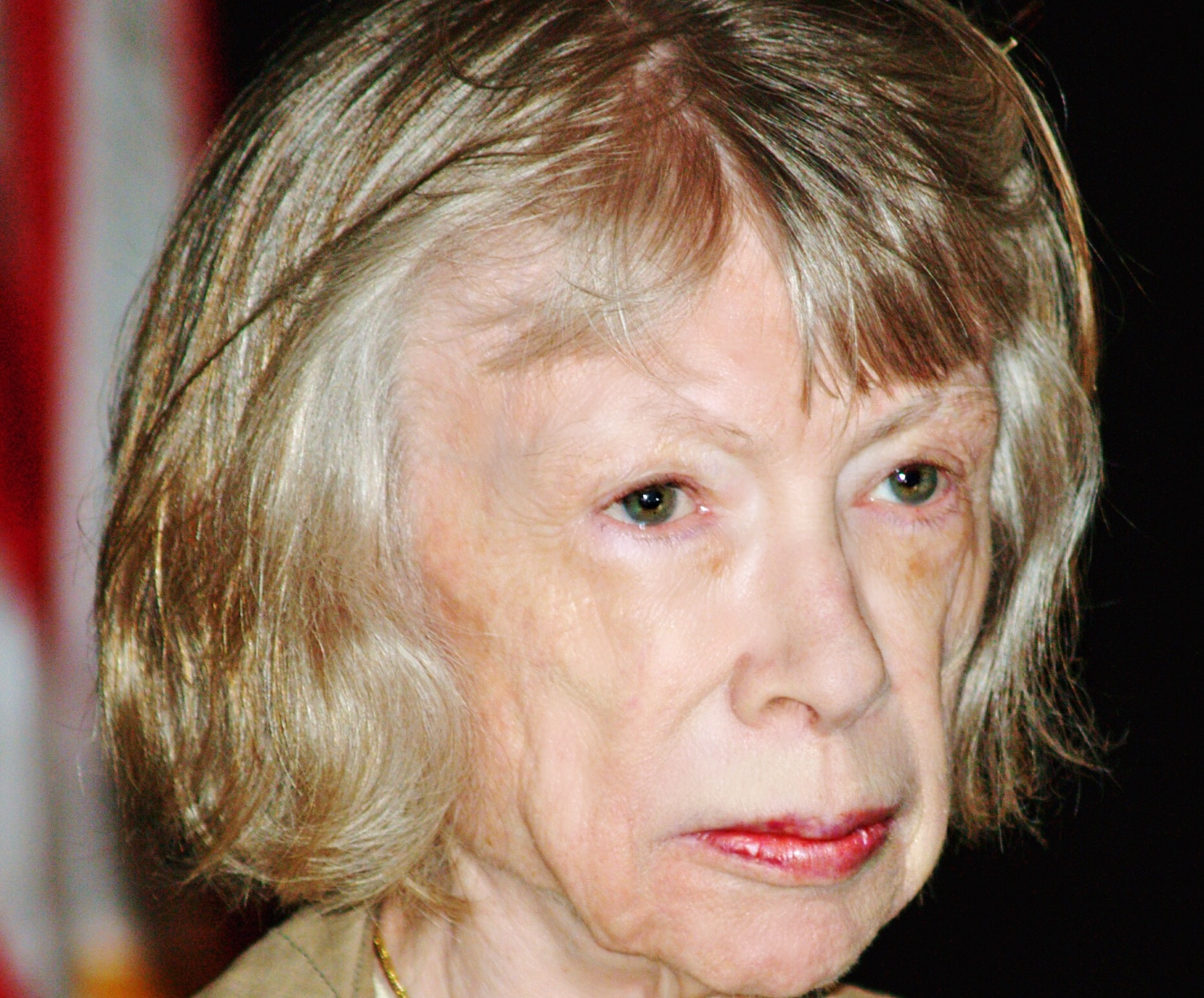
Джоан Дидион

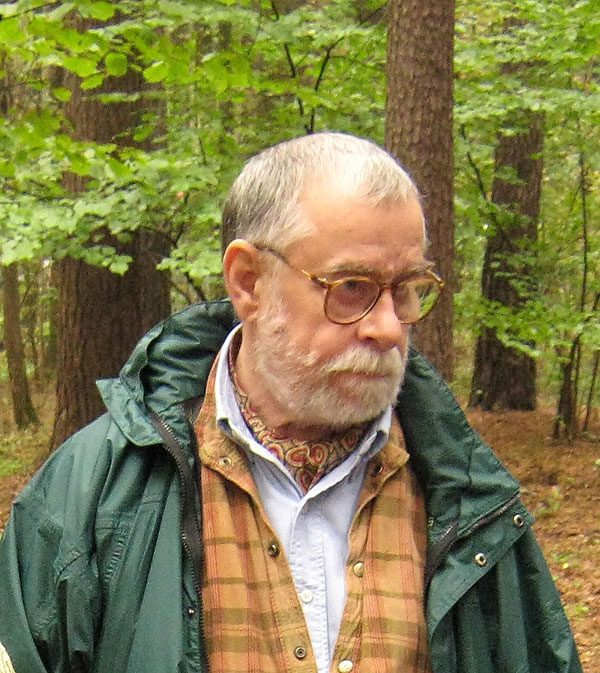
Пётр Синявский

- Бериндей, Дан[рум.] (98) — румынский историк, действительный член Румынской Академии[89].
- Валада, Франсишку[порт.] (80) — португальский велогонщик, участник летних Олимпийских игр 1960 года[90].
- Волков, Виталий Фёдорович (97) — советский и российский военный деятель, генерал-лейтенант, начальник УВВ МВД СССР по Казахской ССР и Киргизской ССР (1975—1980) и по Волго-Вятской зоне (1980—1985)[91].
- Вуядинович, Драган[англ.] (68) — сербский политический деятель и журналист, депутат Народной Скупщины Республики Сербии (2009—2012)[92].
- Грейс, Мирабелла (91) — редактор американской редакции журнала Vogue (1971—1988)[93].
- Давидчук, Василий Иванович[значимость?] (78) — советский и российский телережиссёр, заслуженный деятель искусств России (1995)[94].
- Девульф, Бернар[нидерл.] (61) — бельгийский поэт, лауреат литературной премии Libris[нидерл.] (2010)[95].
- Дидион, Джоан (87) — американская писательница[96].
- Дикерсон, Крис (82) — американский бодибилдер и актёр, обладатель титула «Мистер Олимпия» (1982)[97].
- Зимницкий, Владислав Владимирович[значимость?] (50) — российский кинооператор[98].
- Ёрматов, Шермат (82) — советский и узбекский дирижёр и композитор, народный артист Узбекистана (1996)[99].
- Кудрявцев, Валерий Борисович (85) — советский и российский математик, доктор физико-математических наук, профессор, директор филиала Московского государственного университета в Ташкенте (2008—2020)[100].
- Сааведра Сантис, Омар[исп.] (77) — чилийский писатель, лауреат премии Анны Зегерс (1986)[101].
- Синявский, Пётр Алексеевич (78) — советский и российский детский писатель[102].
- Усманов, Тимурбек (79) — советский и узбекский физик, академик АН Узбекистана (2017)[103].
- Херлейн, Роберто[исп.] (83) — колумбийский политический и государственный деятель, депутат Палаты представителей Колумбии (1968—1974), губернатор Атлантико (1974—1975), сенатор (1976—2018), министр экономического развития (1982—1983)[104].
- Чон Ун[кор.] (93) — южнокорейский политический деятель, депутат парламента Южной Кореи[105].

## 22 декабря

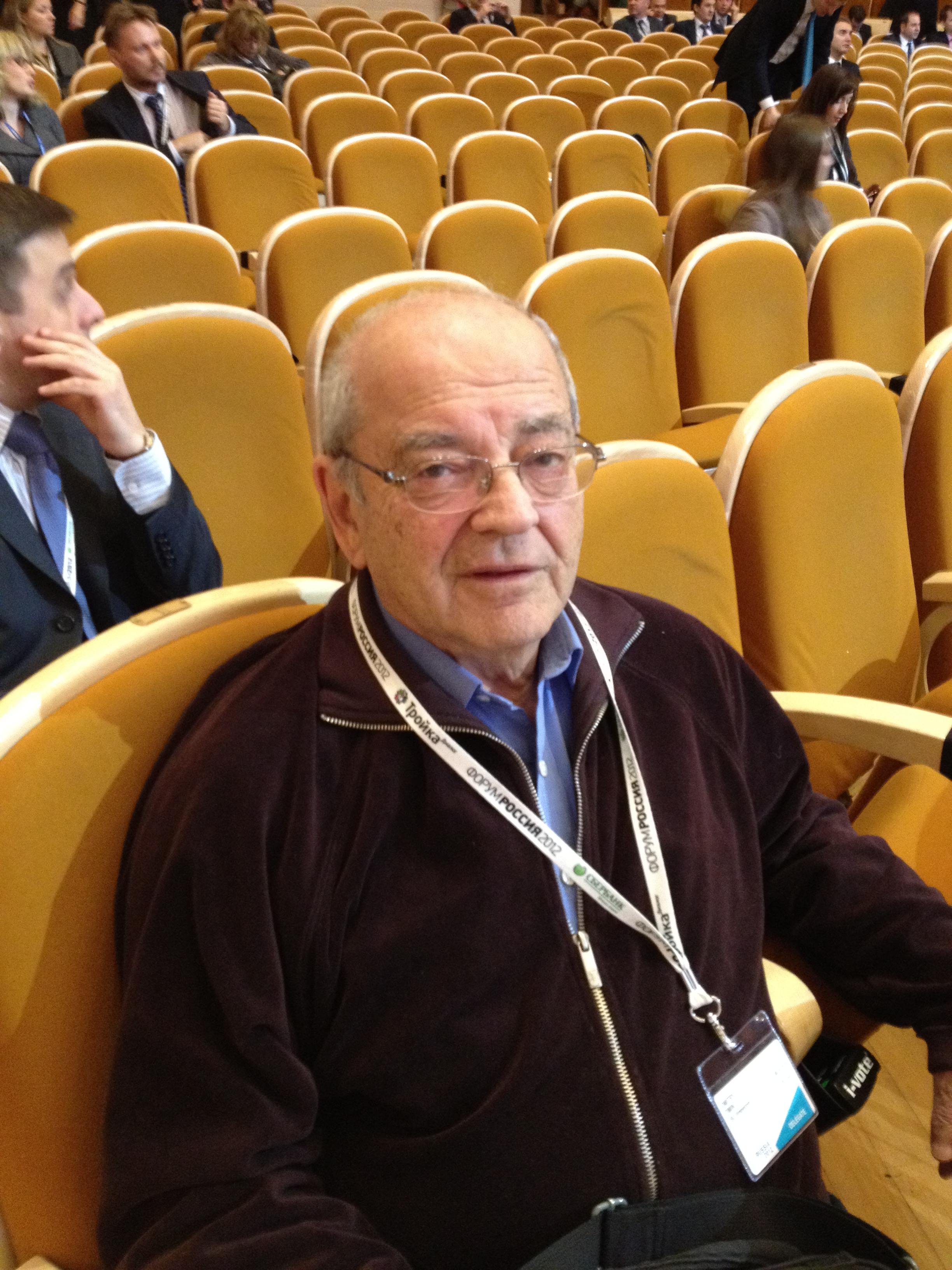
Дмитрий Зимин

- Аль-Раквади, Махлид[араб.] (29) — оманский футболист[106].
- Дуйшеев, Эсенбек Дуйшеевич (80) — советский и киргизский государственный, политический и партийный деятель, первый секретарь Таласского областного комитета Компартии Кыргызстана (1985—1988), государственный секретарь Киргизской Республики[107].
- Зимин, Дмитрий Борисович (88) — российский предприниматель, генеральный директор компании «Вымпел-Коммуникации» (1992—2001), радиотехник, доктор технических наук (1984), лауреат Государственной премии Российской Федерации (1993)[108].
- Кинселла, Томас (93) — ирландский поэт[109].
- Лобанов, Вадим Владимирович (81) — советский и российский актёр, народный артист Российской Федерации (2007)[110].
- Муминов, Толиб Мусаевич (78) — советский и узбекский физик, доктор физико-математических наук, профессор, академик АН Узбекистана (2000)[111].
- Мурару, Иоан[рум.] (83) — румынский юрист, член Конституционного суда Румынии (1992—2001)[112].
- Рамзауэр, Эмиль[значимость?] (103) — швейцарский контрабаcист (Takasa) (о смерти объявлено в этот день)[113].
- Шилов, Иван Фёдорович (91) — советский и российский государственный деятель, генерал-полковник внутренней службы, первый заместитель министра внутренних дел СССР (1988—1991)[114].

## 21 декабря

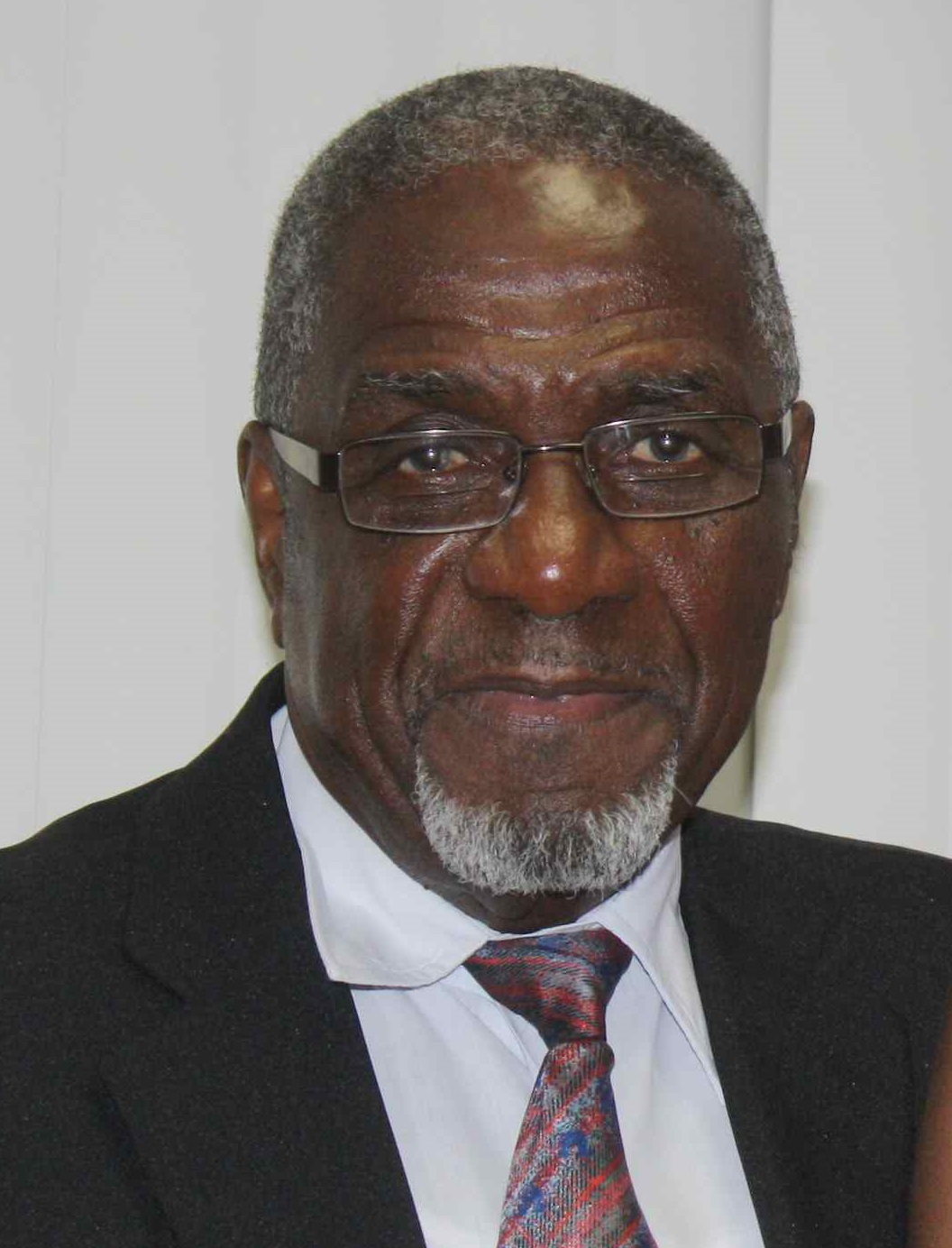
Карлайл Глин

- Альбрехт, Георге Александер[англ.] (86) — немецкий дирижёр и композитор[115].
- Глин, Карлайл (89) — генерал-губернатор Гренады (2008—2013)[116].
- Жаврид, Эдвард Антонович (82) — советский и белорусский онколог, лауреат Государственной премии БССР[117].
- Ирлоо, Хасан (62) — иранский дипломат, посол Ирана в Йемене (с 2020)[118].
- Пену, Аурел (83) — советский и молдавский врач, доктор медицинских наук[119].
- Петросян, Вреж Геворкович (70) — армянский кинорежиссёр и кинооператор, заслуженный деятель искусств Армении (2009)[120].

## 20 декабря

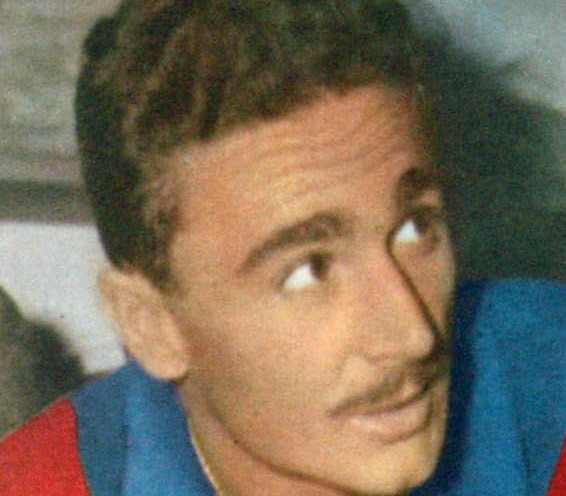
Норберто Боджо

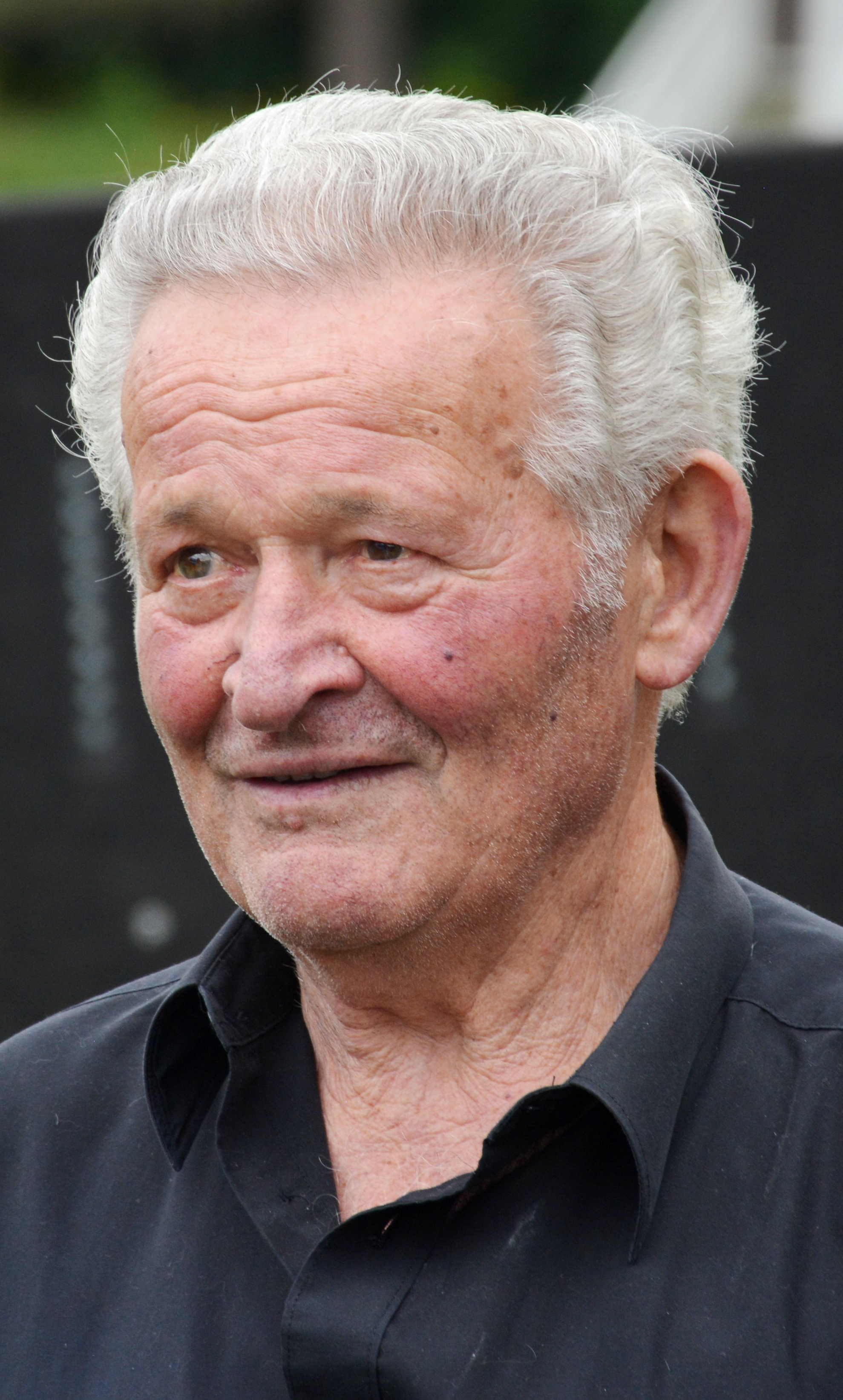
Иржи Чадек

- Андршт, Любош[англ.] (73) — чешский гитарист, композитор и продюсер[121].
- Антихович, Виктор Петрович (76) — советский футболист, советский и российский футбольный тренер, заслуженный тренер РСФСР (1991)[122].
- Боджо, Норберто (90) — аргентинский футболист, игравший в национальной сборной (1958—1961)[123].
- Бусти, Хорхе[англ.] (74) — аргентинский политический и государственный деятель, губернатор провинции Энтре-Риос (1987—1991, 1995—1999, 2003—2007), сенатор (2001—2003)[124].
- Галанте, Джузеппе[англ.] (84) — итальянский спортсмен (академическая гребля), серебряный призёр летних Олимпийских игр в Риме (1960) и в Токио (1964)[125].
- Джало, Мамаду Яя[англ.] (59) — политический и государственный деятель Гвинеи-Бисау, министр юстиции (2018—2019), министр торговли и промышленности (2019—2021), основатель и лидер партии «Новая демократия»[126].
- Каспаров, Юрий Газарович (88) — советский и российский дирижёр и композитор, заслуженный артист РСФСР (1981)[127].
- Кассиньяр, Пьер[англ.] (56) — французский киноактёр[128].
- Морозов, Аркадий Иванович (71) — российский художник и график[129].
- Папинг, Рейнир[нидерл.] (90) — нидерландский конькобежец, победитель Elfstedentocht (1963)[130].
- Ридли, Курт[англ.] (70) — канадский хоккеист, вратарь («Нью-Йорк Рейнджерс», «Торонто Мейпл Лифс», «Ванкувер Кэнакс»)[131].
- Розплоховский, Анджей (71) — польский профсоюзный и политический деятель[132].
- Рокицкий, Михал (37) — польский пловец, участник летних Олимпийских игр в Пекине 2008 года[133].
- Филипов, Лачезар[болг.] (68) — болгарский астрофизик, член-корреспондент Болгарской академии наук, сын Г. Филипова[134].
- Форсберг, Ганс[швед.] (91) — шведский инженер-энергетик, иностранный член РАН (2003)[135].
- Чадек, Иржи (86) — чехословацкий футболист, участник чемпионата мира (1958)[136].
- Юга, Мирча (78) — молдавский юрист, генеральный прокурор Молдовы (1999—2001)[137].

## 19 декабря

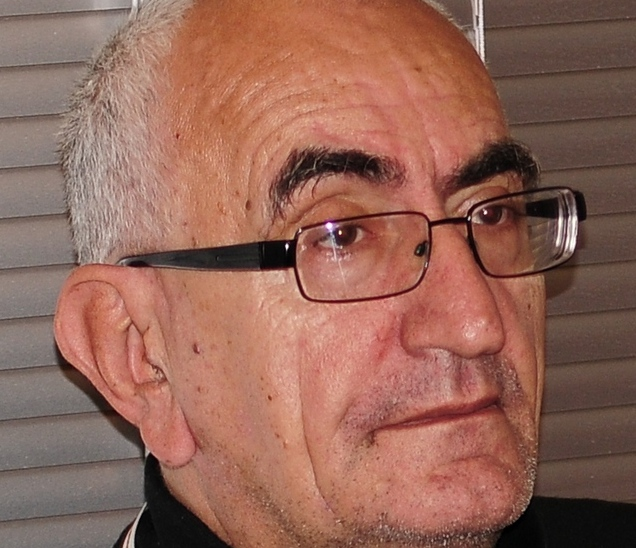
Бошко Абрамович

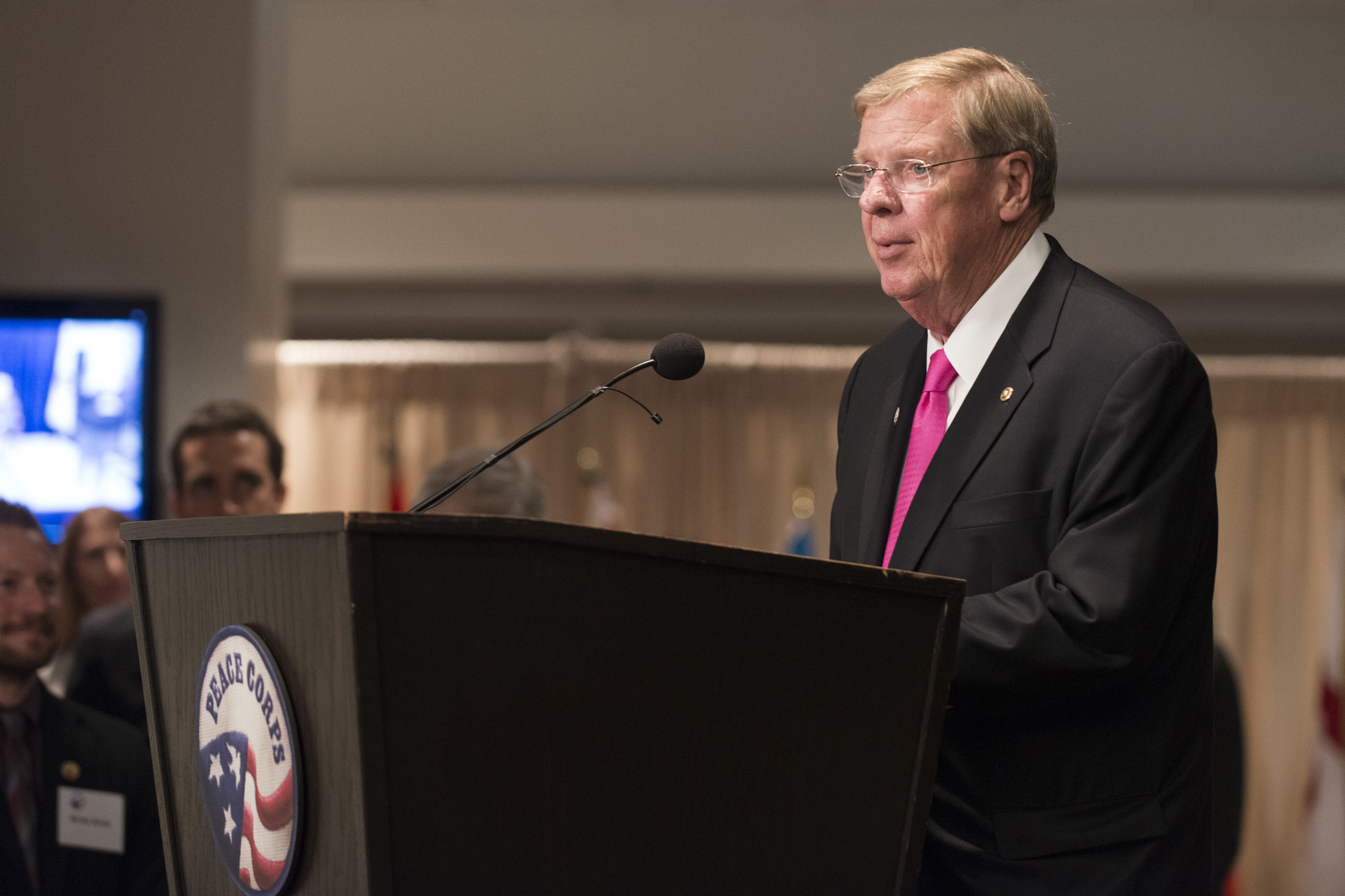
Джонни Айзаксон

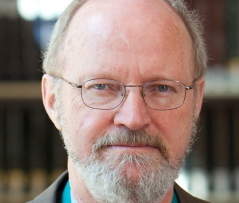
Роберт Граббс

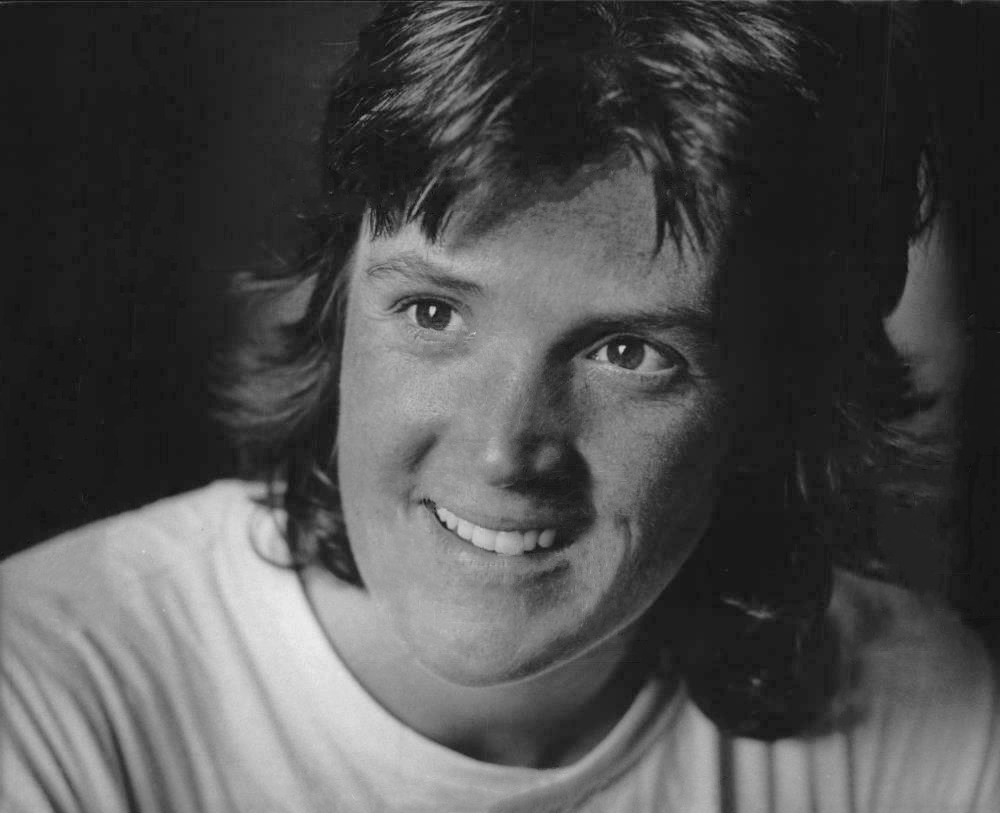
Кэри Грейвз

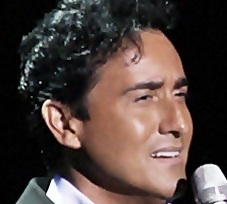
Карлос Марин

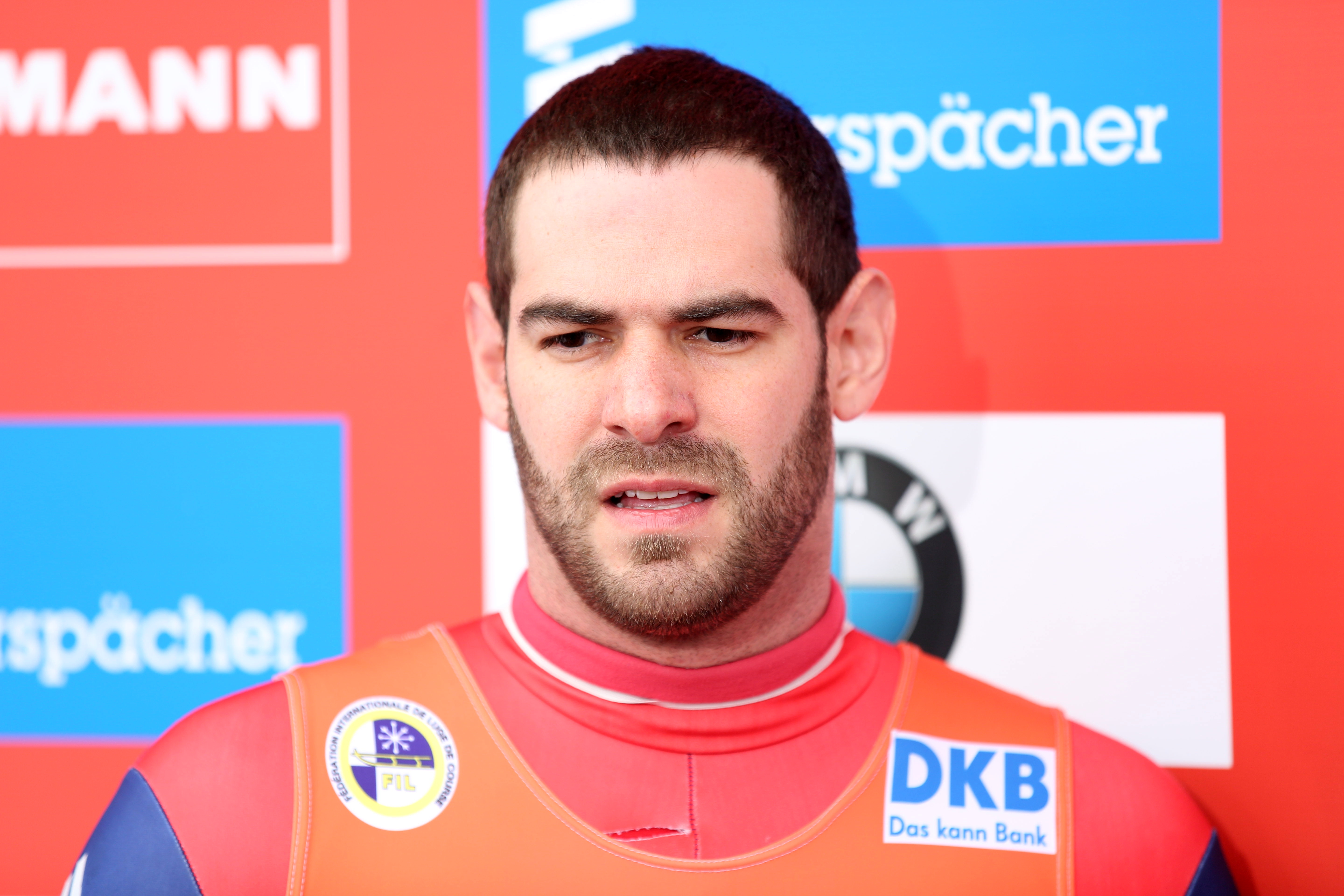
Адам Роузен

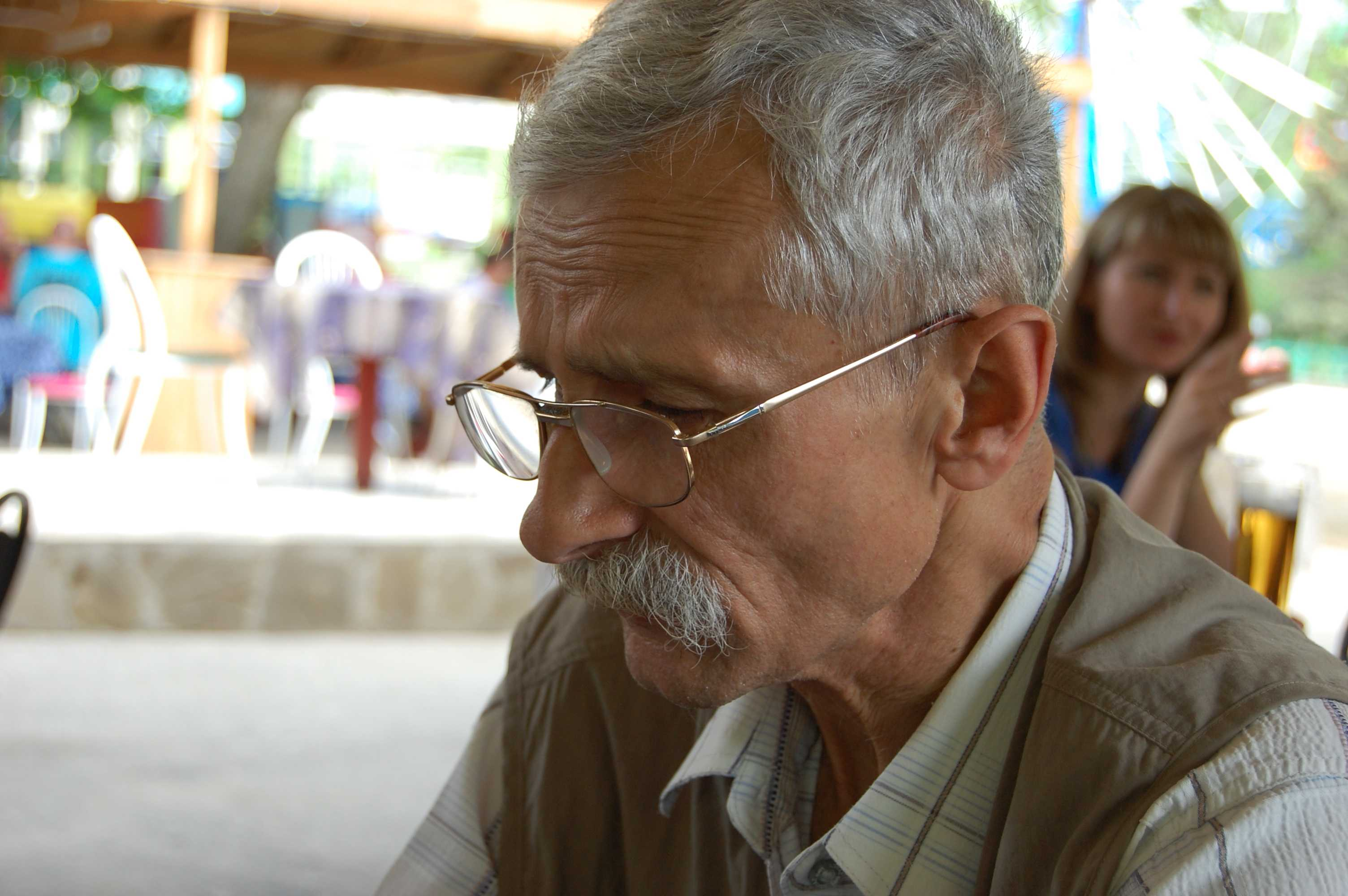
Олег Хаславский

- Абрамович, Бошко (70) — югославский и сербский шахматист, гроссмейстер (1984)[138].
- Авербух, Роман Наумович (82) — советский и российский экономист[139].
- Айзаксон, Джонни (76) — американский политик, сенатор от штата Джорджия (2005—2019)[140].
- Ван Тейн, Эд[англ.] (87) — нидерландский государственный деятель, министр внутренних дел Нидерландов (1981—1982, 1994), мэр Амстердама (1983—1994)[141].
- Граббс, Роберт (79) — американский химик, член Национальной академии наук США (1989), лауреат Нобелевской премии по химии (2005)[142].
- Грейвз, Кэри (68) — американская спортсменка (академическая гребля), чемпионка (1984) и бронзовый призёр (1976) летних Олимпийских игр[143].
- Гуревич, Вадим Львович (87) — советский и российский физик, член-корреспондент РАН (2000), сын физика Л. Э. Гуревича[144]
- Малюков, Андрей Игоревич (73) — советский и российский кинорежиссёр, народный артист Российской Федерации (2004)[145].
- Марин, Карлос (53) — испанский певец[146].
- Полянский, Анатолий Филиппович (94) — русский писатель[147].
- Роузен, Адам (37) — британский саночник, участник зимних Олимпийских игр (2006, 2010, 2018)[148].
- Сабирзянова, Дамира Шарифьяновна[значимость?] (69) — детский хирург, основатель и председатель Медицинской палаты Республики Башкортостан[149].
- Собин, Горан[исп.] (58) — югославский и хорватский баскетболист, обладатель Кубка европейских чемпионов (1989, 1990) в составе клуба «Югопластика»[150].
- Страйжис, Витаутас[лит.] (85) — литовский астроном, член-корреспондент Академии наук Литвы (1996)[151].
- Февр, Антуан (87) — французский историк эзотеризма[152].
- Хаславский, Олег Львович (73) — русский поэт и переводчик[153].
- Хоус, Сэлли Энн (91) — английская и американская актриса театра, кино и телевидения[154].
- Drakeo the Ruler (28) — американский рэпер и автор песен; убит[155].

## 18 декабря

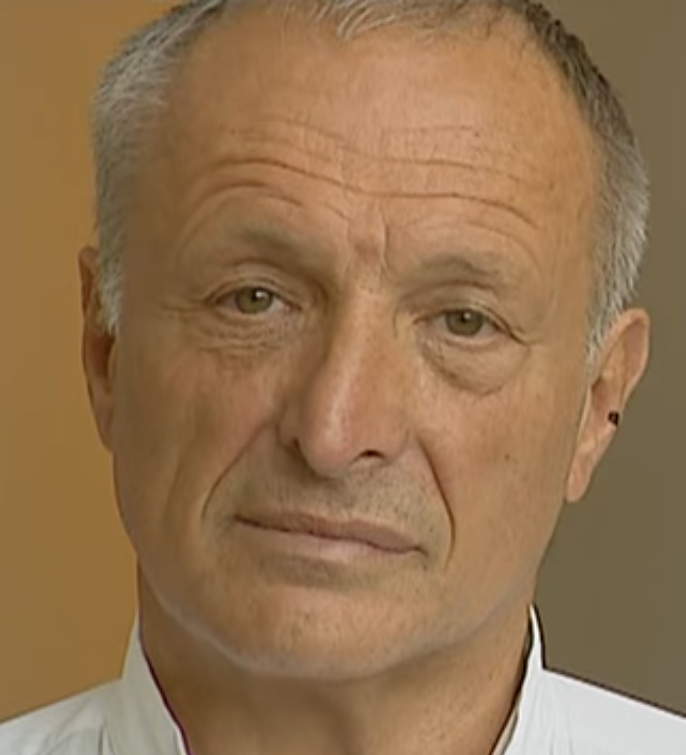
Ричард Роджерс

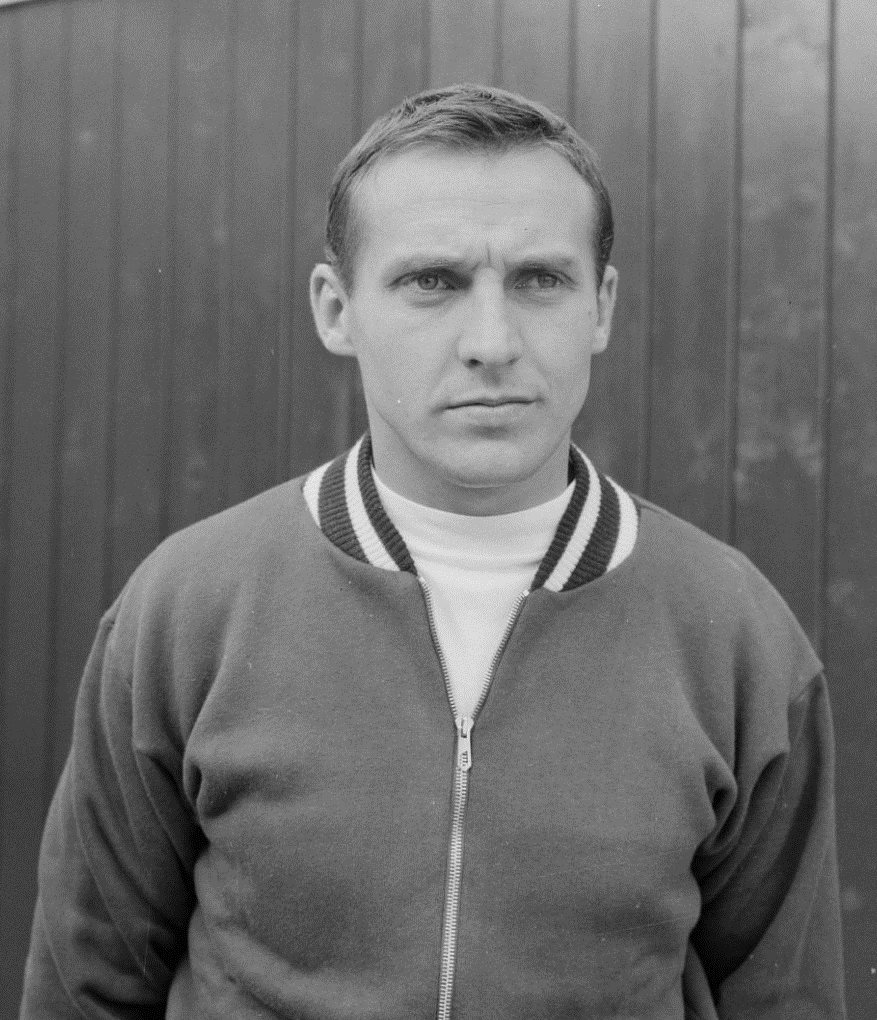
Ян Франс

- Ашибоков, Руслан Султанович (72) — советский футболист, мастер спорта СССР[156].
- Барыкина, Римма Павловна (93) — советский и российский биолог, доктор биологических наук (1995), заслуженный профессор МГУ (2009)[157].
- Баском, Осаджи[англ.] (23) — бермудский футболист, игрок национальной сборной; убит[158].
- Гилка, Валентина Григорьевна (80) — советская и киргизская актриса, народная артистка Кыргызстана (2021)[159].
- Гузман, Энцо[англ.] (74) — мальтийский эстрадный певец[160].
- Канда, Саяка (35) — японская актриса и певица; несчастный случай[161].
- Карпов, Алексей Евгеньевич (58) — российский композитор[162].
- Марк, Ганс[англ.] (92) — американский инженер и государственный деятель, министр военно-воздушных сил США (1979—1981)[163].
- Недоспасов, Артур Владимирович (93) — советский и российский физик, доктор физико-математических наук, профессор, отец академика С. А. Недоспасова[164].
- Оганян, Баграт (40) — армянский боксёр, бронзовый призёр чемпионата Европы (2000)[165].
- Роджерс, Ричард Джордж (88) — британский архитектор, лауреат Императорской (2000) и Притцкеровской (2007) премий[166].
- Стигнеев, Валерий Тимофеевич (84) — советский и российский фотограф, журналист, искусствовед, кандидат философских наук[167].
- Фалта, Ладислав (85) — чехословацкий спортсмен (стрельба из скоростного пистолета), серебряный призёр летних Олимпийских игр в Мюнхене (1972)[168].
- Фивиан, Эрнст[нем.] (90) — швейцарский гимнаст, серебряный призёр летних Олимпийских игр в Хельсинки (1952)[169].
- Фомичёв, Николай Гаврилович (80) — советский и российский хирург, доктор медицинских наук, профессор, директор Новосибирского научно-исследовательского института травматологии и ортопедии (1986—2006), заслуженный врач Российской Федерации[170].
- Франс, Ян (84) — нидерландский футболист[171].

## 17 декабря

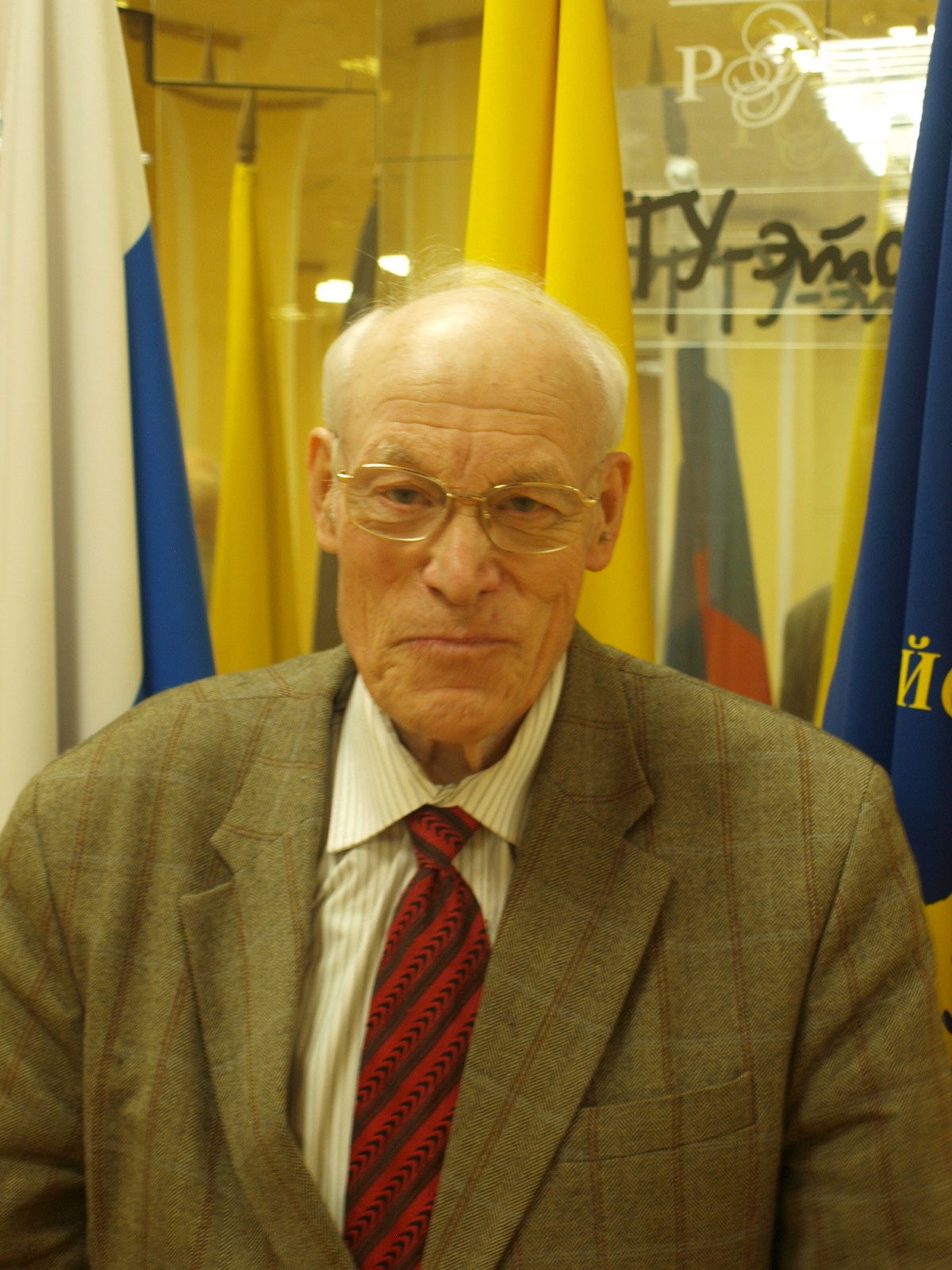
Аркадий Комиссаренко

Юрий Решетняк

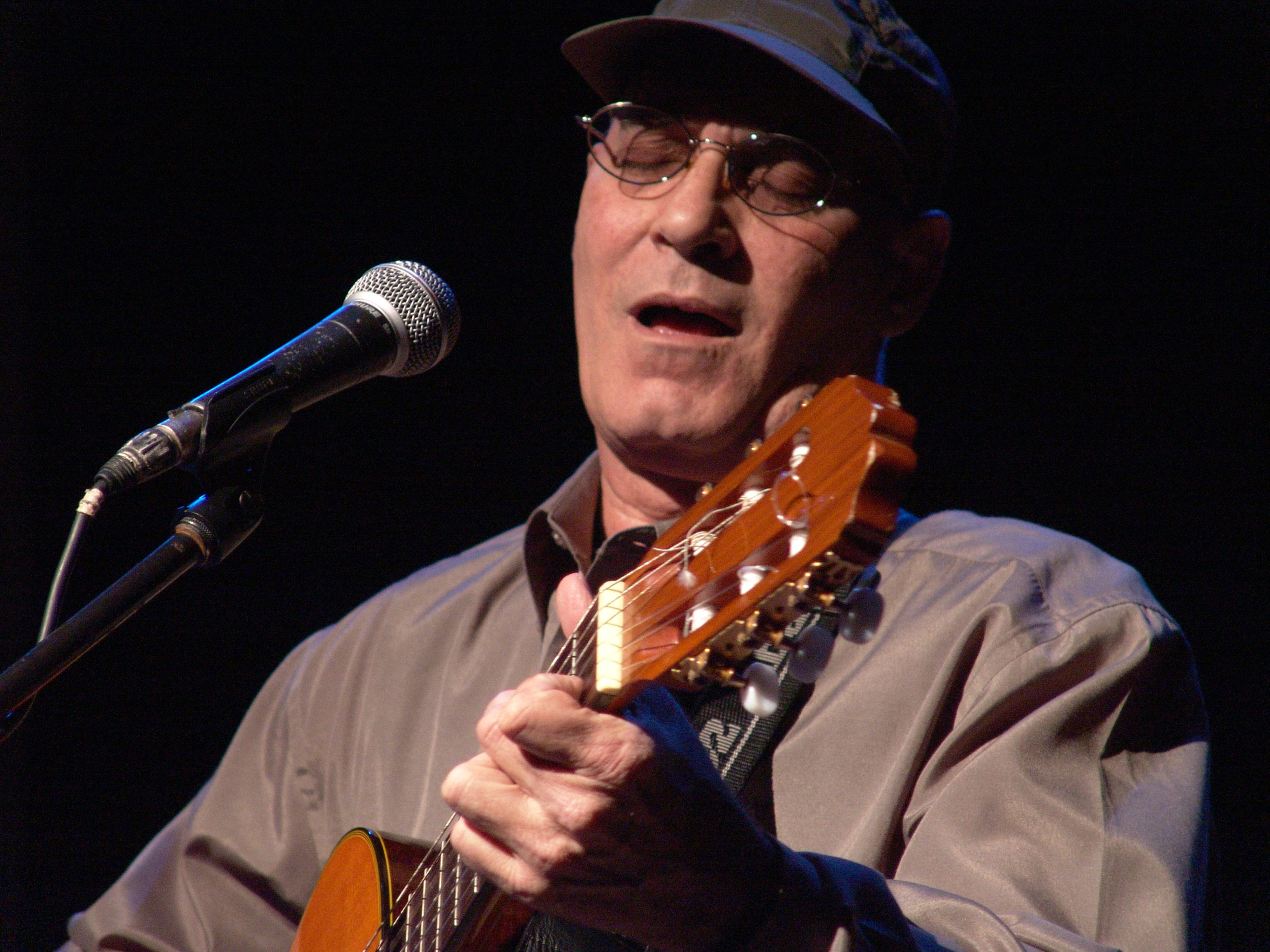
Висенте Фелью

- Акванга, Хуссейни[англ.] (77) — нигерийский государственный деятель, министр труда (2003)[172].
- Бабиц, Ева[англ.] (78) — американская художница и писательница[173].
- Бегалиев, Сайдулло Бегалиевич (67) — узбекский государственный деятель, министр сельского и водного хозяйства (2003—2004), хоким Андижанской области (2004—2006)[174].
- Колевский, Перко[макед.] (76) — македонский государственный деятель, министр здравоохранения Македонии (1991—1992)[175].
- Комиссаренко, Аркадий Иванович (84) — советский и российский историк, доктор исторических наук (1984), профессор (1985)[176].
- Лука (Ковачевич) (71) — иерарх Сербской православной церкви, епископ Австралийско-Новозеландский (1992—1999) и Западноевропейский (с 1999)[177].
- Петросян, Рафик Гарегинович (81) — армянский правовед и политический деятель, депутат Верховного Совета (1990—1995) и Национального собрания (2003—2012) Армении[178].
- Пустаи, Арпад Янош (91) — британский биохимик[179].
- Р. Л. Джалаппа[англ.] (96) — индийский государственный деятель, министр текстильной промышленности Индии (1996—1998)[180].
- Решетняк, Юрий Григорьевич (92) — советский и российский математик, академик РАН (1991; академик АН СССР с 1987)[181].
- Фейнманн, Хосе Пабло[исп.] (78) — аргентинский философ и писатель[182].
- Фелью, Висенте (74) — кубинский музыкант[183].
- Аль Футтейм, Маджид[англ.] (86-87) — эмиратский бизнесмен, миллиардер[184].
- Чкуасели, Джемал[груз.] (86) — грузинский певец, художественный руководитель ансамбля песни и пляски «Эрисиони» (1986—2015), народный артист Грузинской ССР (1990)[185].
- Шубина, Лидия Ивановна[значимость?] (77) — советский и украинский музыковед, педагог, в 1989—2021 заведующая кафедрой истории музыки Харьковского национального университета искусств[186].
- Билл Хилл[англ.] (81) — британский популяционный генетик и статистик, почётный профессор Эдинбургского университета, Член Лондонского королевского общества (1985), кавалер ордена Британской империи[187].

## 16 декабря

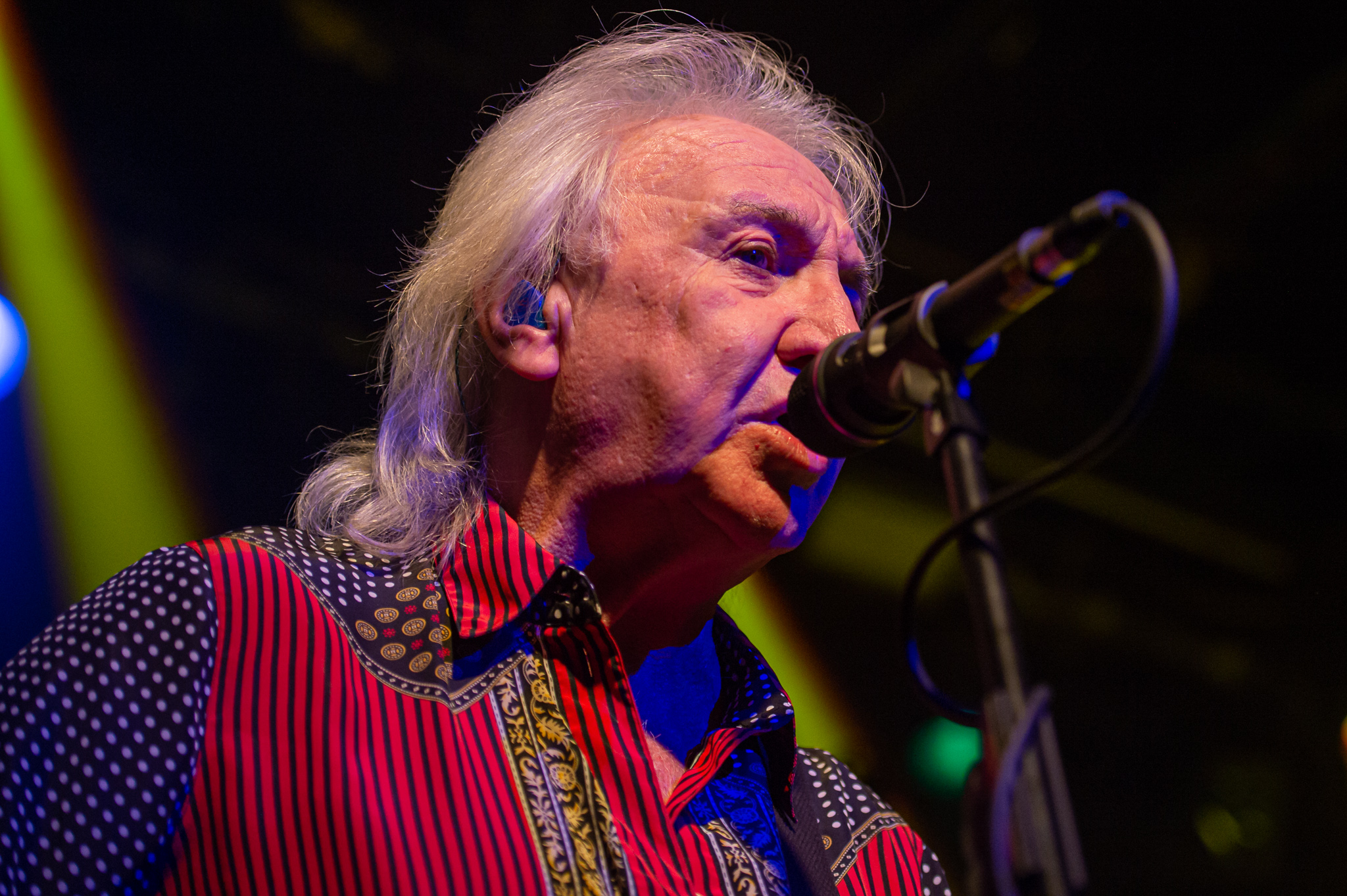
Терри Аттли

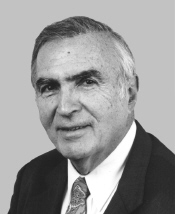
Джордж Гекас

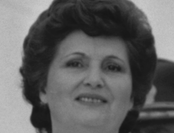
Лусия Ириарт

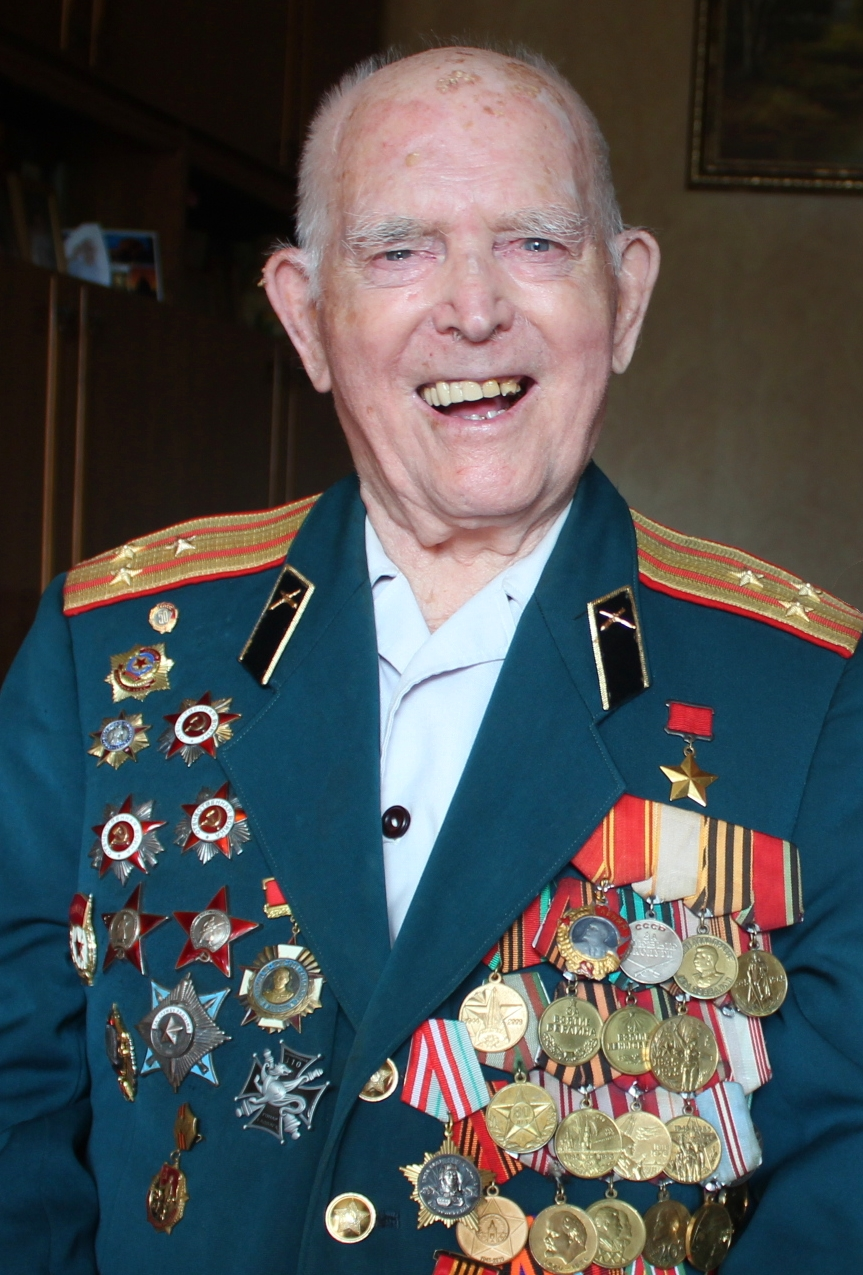
Василий Мичурин

- Алимихан Сейити (135) — китайская неверифицированная долгожительница[188].
- Аттли, Терри (70) — британский бас-гитарист и вокалист рок-группы «Smokie»[189].
- Беллуччи, Валентино (46) — итальянский философ, социолог и писатель[190].
- Гекас, Джордж (91) — американский политический деятель, член Палаты представителей (1983—2003)[191].
- Дешпаль, Павле[хорв.] (87) — югославский и хорватский композитор и дирижёр[192].
- Дрейфус, Ив (90) — французский шпажист, двукратный бронзовый призёр летних Олимпийских игр (1956, 1964), трёхкратный чемпион мира (1962, 1965, 1966)[193].
- Ириарт, Лусия (99) — первая леди Чили (1974—1990), вдова президента страны Аугусто Пиночета[194].
- Леонова, Татьяна Георгиевна (92) — советский и российский фольклорист, доктор филологических наук (1989), профессор кафедры литературы и культурологии ОмГПУ[195].
- Мичурин, Василий Сергеевич (105) — участник советско-финской и Великой Отечественной войн, Герой Советского Союза (1940)[196][197].
- Наумкина, Елена Алексеевна (73) — советская и российская актриса[198].
- Секо, Мануэль[исп.] (93) — испанский филолог, член Королевской академии испанского языка[199].
- Скотт, Алан Браун[англ.] (89) — американский офтальмолог, разработчик препарата Ботокс[200].
- Смолянов, Олег Георгиевич (83) — советский и российский математик, доктор физико-математических наук, заслуженный профессор МГУ[201].
- Хаббард, Леонард[англ.] (62) — американский музыкант, сооснователь и бас-гитарист хип-хоп-группы «The Roots»[202].

## 15 декабря

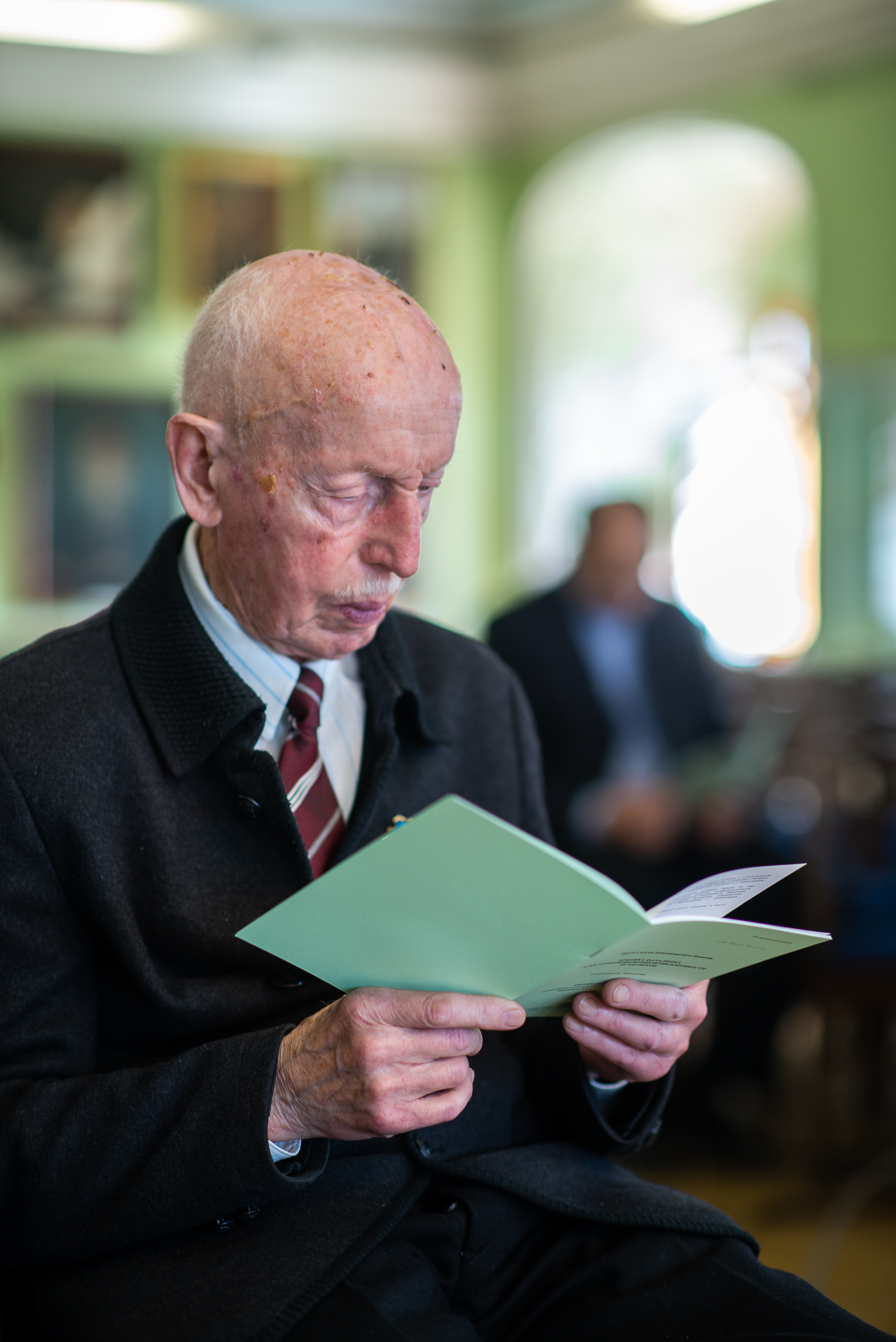
Константин Скурат

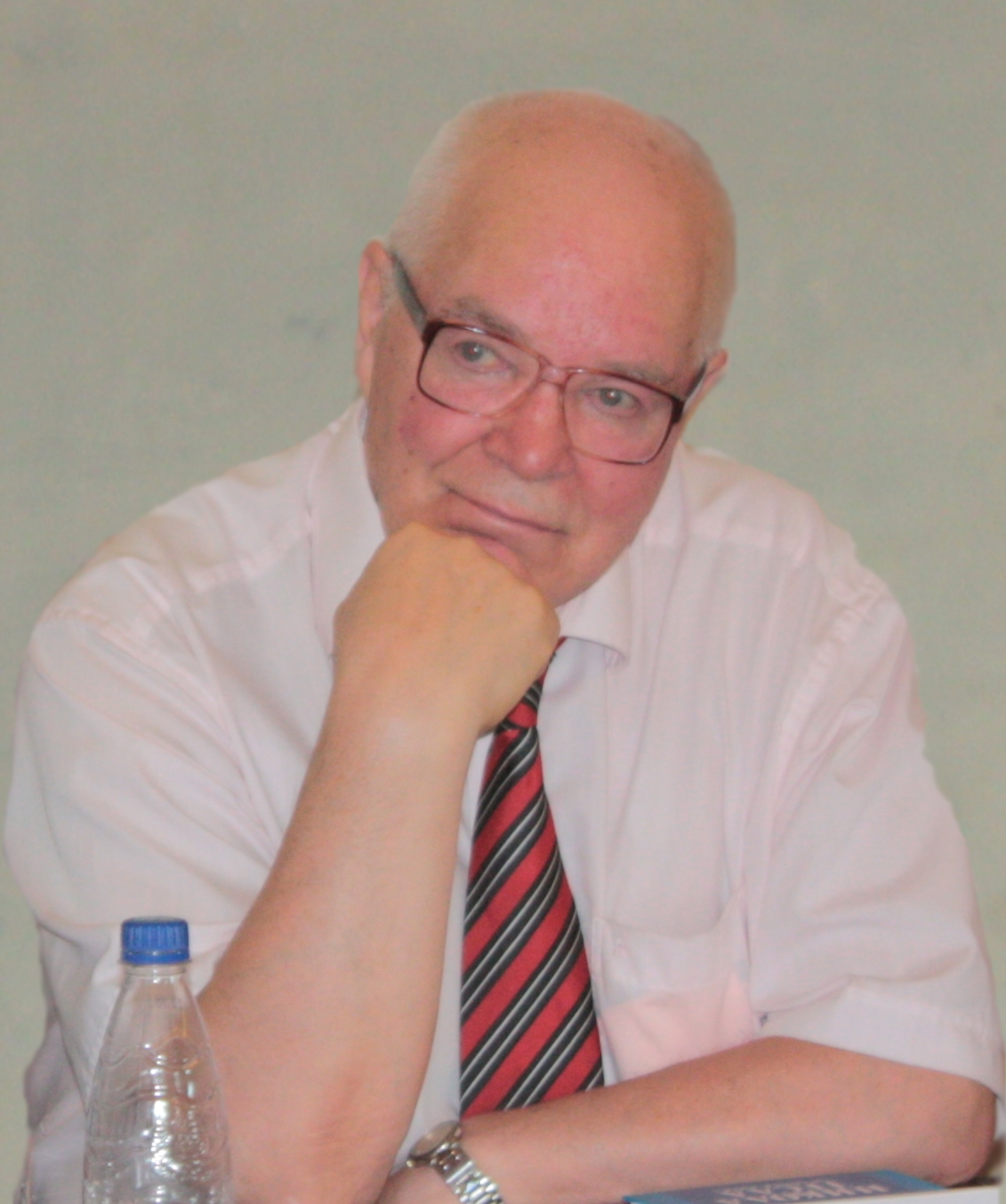
Дмитрий Стребков

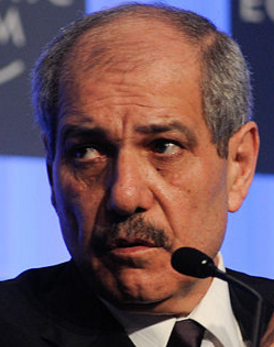
Файез ат-Таравне

- Белл Хукс (69) — американская писательница, феминистка и социальная активистка[203].
- Бойтлер, Майя[нем.] (85) — швейцарская писательница[204].
- Ким Ён Чжу (101) — северокорейский государственный деятель, брат Ким Ир Сена (о смерти объявлено в этот день)[205].
- Крёпфль, Франсиско (90) — аргентинский композитор[206].
- Кюпперс, Ханс (82) — западногерманский футболист, игрок клуба «Мюнхен 1860» и национальной сборной[207].
- Лея, Юрис Янович (83) — советский и латвийский физиолог[208].
- Ломницкий, Адам[пол.] (86) — польский биолог, действительный член Польской академии наук (2004)[209].
- Самора, Рожериу[порт.] (62) — португальский актёр[210].
- Синистра, Фредерик (41) — бельгийский спортсмен, трёхкратный чемпион мира по кикбоксингу[211][212].
- Скурат, Константин Ефимович (92) — российский историк церкви, заслуженный профессор Московской духовной академии[213].
- Степан, Мэрили[англ.] (86) — американская пловчиха, бронзовый призёр летних Олимпийских игр в Хельсинки (1952)[214].
- Стребков, Дмитрий Семёнович (84) — советский и российский учёный в области электрификации сельскохозяйственного производства, академик РАСХН (1997—2013), академик РАН (2013)[215].
- Файез ат-Таравне (72) — иорданский государственный деятель, премьер-министр Иордании (1998—1999, 2012)[216].
- Феттнер, Эрнст[нем.] (100) — австрийский журналист[217].

## 14 декабря

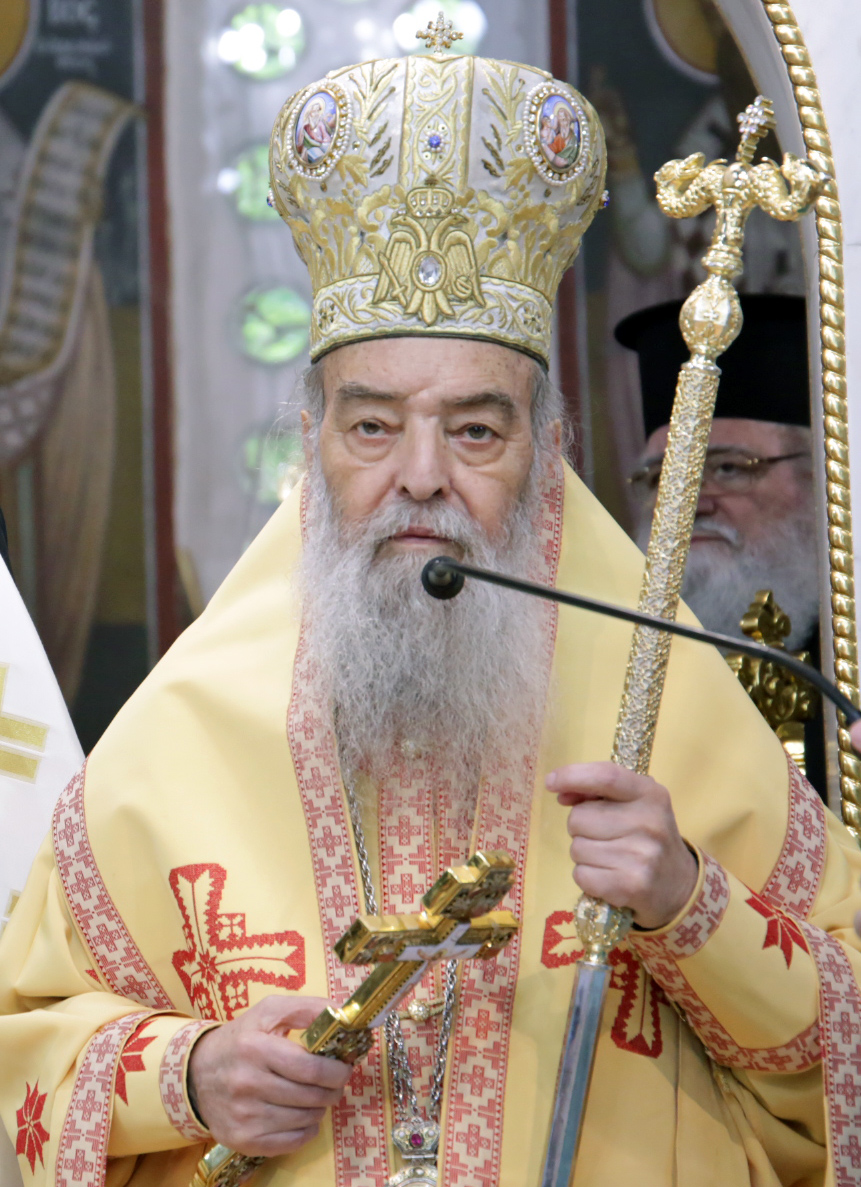
Иеремия (Фудас)

- Абдулраб, Муамер[англ.] (39) — катарский футболист, игрок национальной сборной[218].
- Бендацци, Джаннальберто[итал.] (75) — итальянский историк анимационного кино[219].
- Варен, Карл Хайнц[нем.] (88) — немецкий композитор и пианист[220].
- Гордеев, Лев Сергеевич (82) — советский и российский учёный в области кибернетики химико-технологических процессов, доктор технических наук (1982), почётный профессор РХТУ, заслуженный деятель науки Российской Федерации[221].
- Егоров, Николай Сергеевич (100) — советский микробиолог, государственный и хозяйственный деятель, заслуженный деятель науки Российской Федерации (1995), заслуженный профессор МГУ (1999)[222].
- Иеремия (Фудас) (80) — иерарх Элладской православной церкви, митрополит Гортинский и Мегалопольский (с 2006)[223].
- Оренштейн, Генри (98) — польско-американский предприниматель, производитель игрушек[224].
- Попов, Николай Евгеньевич (83) — российский график и художник-постановщик мультфильмов, заслуженный художник Российской Федерации (1998), почётный член РАХ (2014)[225].
- Ринне, Паули Унович (87) — советский актёр, театральный режиссёр, заслуженный артист РСФСР (1970), народный артист Карельской АССР (1984)[226].
- Робсон, Джимми (82) — английский футболист, чемпион Англии в составе клуба «Бернли» (1960)[227].
- Росс, Тадеуш (83) — польский актёр и политический деятель, депутат Сейма (2007—2011) и Европейского парламента (2013—2014)[228].
- Соку, Розита (98) — греческая журналистка и телеведущая[229].
- Христодул (Саридакис) (78) — иерарх Иерусалимской православной церкви, епископ Ареопольский (1988—1991), митрополит Елевферопольский (с 1991)[230].

## 13 декабря

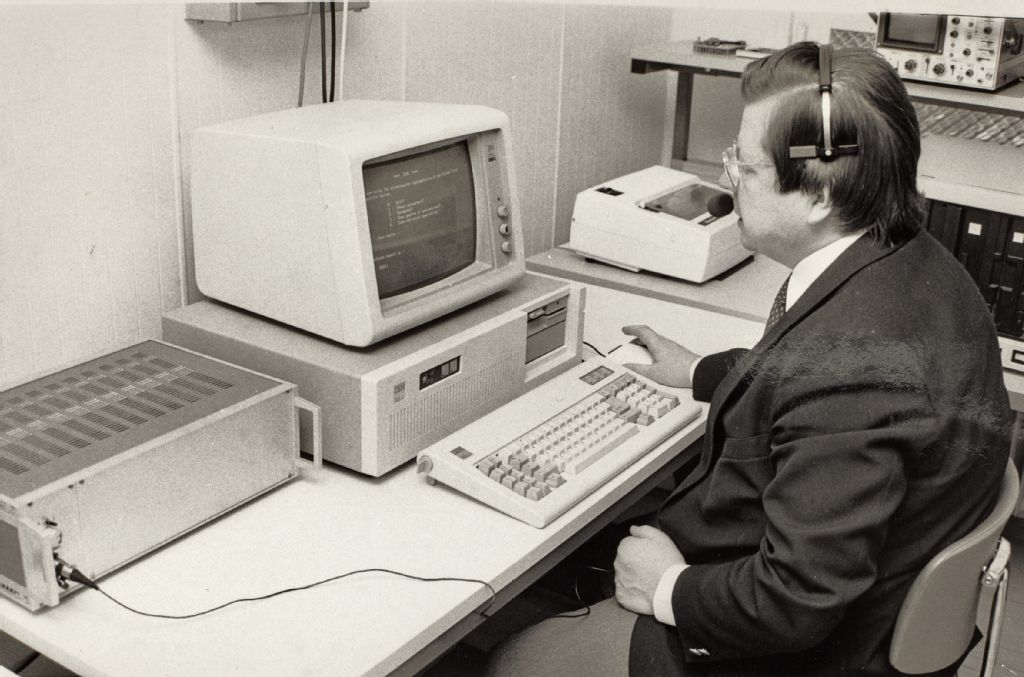
Теуво Кохонен

Николай Селиванов

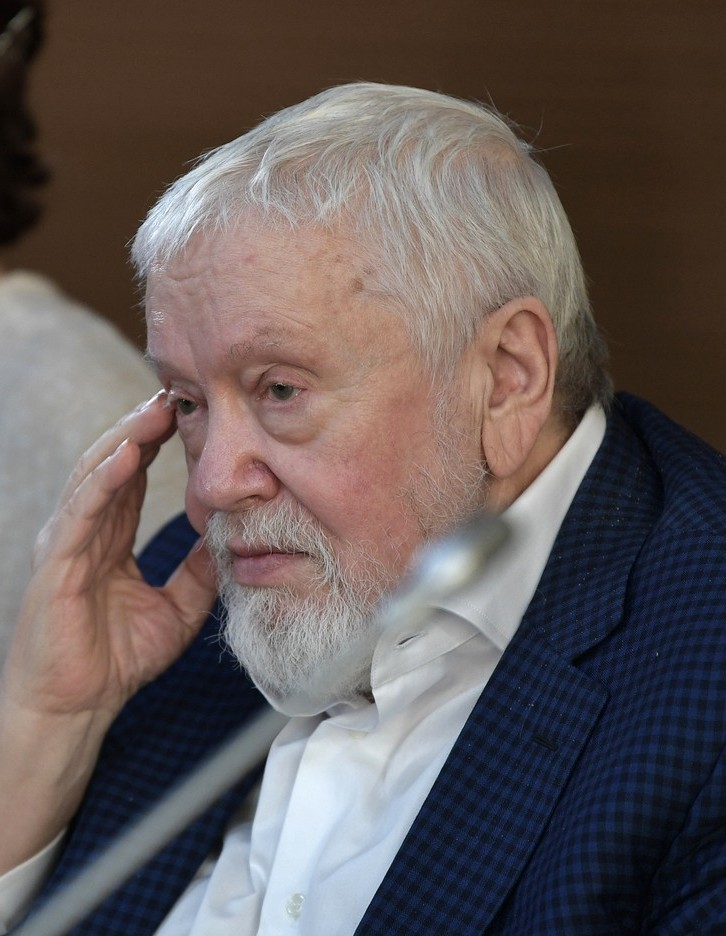
Сергей Соловьёв

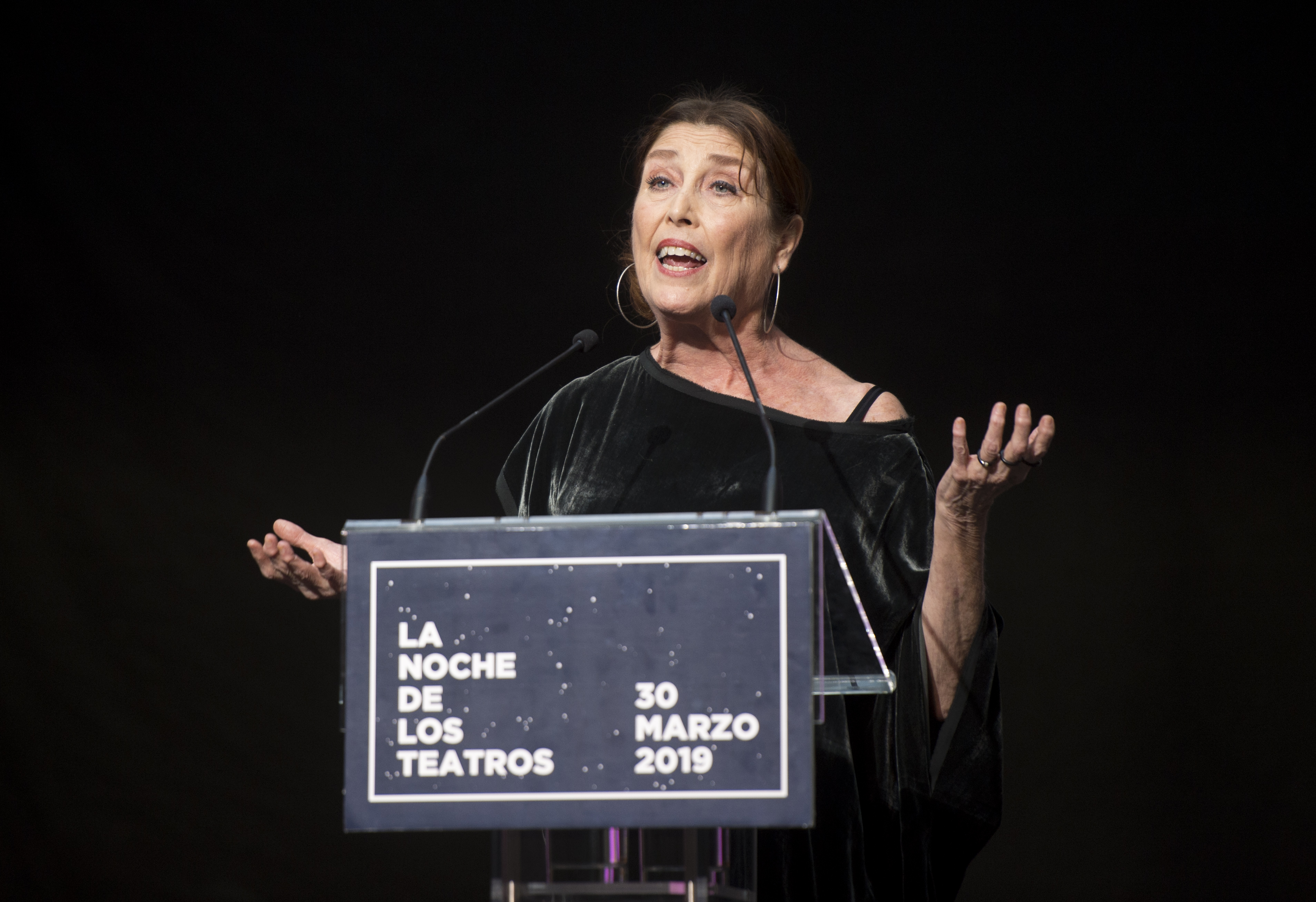
Вероника Форке

- Гломб, Юзеф[пол.] (94) — польский учёный в области строительства, действительный член Польской академии наук (2013)[231].
- Гнездилов, Виктор Семёнович (78) — советский и российский политик, мэр города Находки (1987—2004)[232].
- Кавана, Лиам[англ.] (86) — ирландский политик и государственный деятель, депутат Европейского парламента (1973—1981), министр ряда министерств (1981—1987)[233].
- Кохонен, Теуво (87) — финский учёный в области искусственных нейронных сетей и машинного обучения[234].
- Моррис, Чарльз Р. (82) — американский писатель и банкир[235].
- Мужин, Лешек (61) — польский политический деятель, депутат Сейма[236].
- Рыжих, Виктор Иванович[укр.] (88) — советский и украинский художник[237].
- Селиванов, Николай Александрович (92) — советский и российский скульптор, народный художник Российской Федерации (2006)[238].
- Соловьёв, Сергей Александрович (77) — советский и российский кинорежиссёр, сценарист, кинопродюсер, педагог; лауреат премии Ленинского комсомола (1975) и Государственной премии СССР (1977), народный артист Российской Федерации (1993)[239].
- Тейхма, Юзеф (94) — польский государственный деятель, министр культуры (1974—1978, 1980—1982) и образования (1979—1980), вице-премьер (1972—1979), посол в Швейцарии (1980—1984), в Греции и на Кипре (1984—1988)[240].
- Форке, Вероника (66) — испанская актриса[241].
- Шараев, Леонид Гаврилович (86) — советский и украинский партийный и государственный деятель, первый секретарь Николаевского обкома КПУ (1980—1990)[242].

## 12 декабря

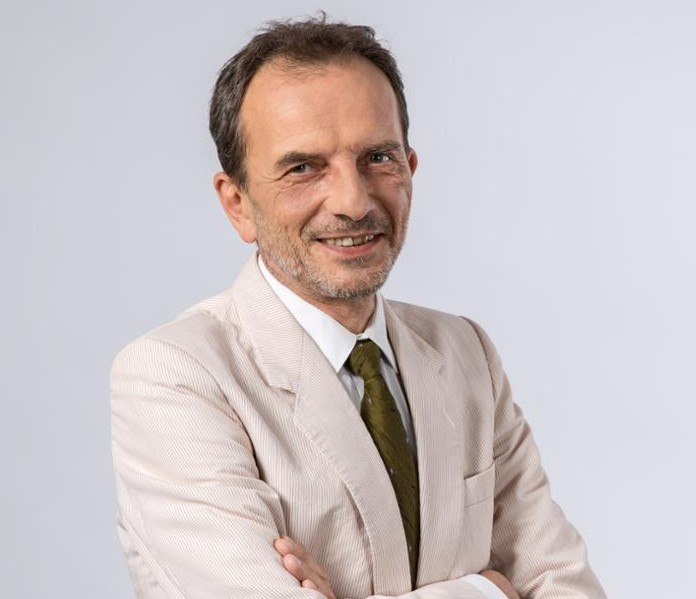
Пётр Ивашкевич

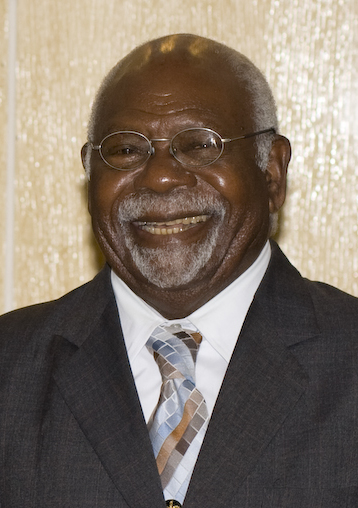
Полиас Матане

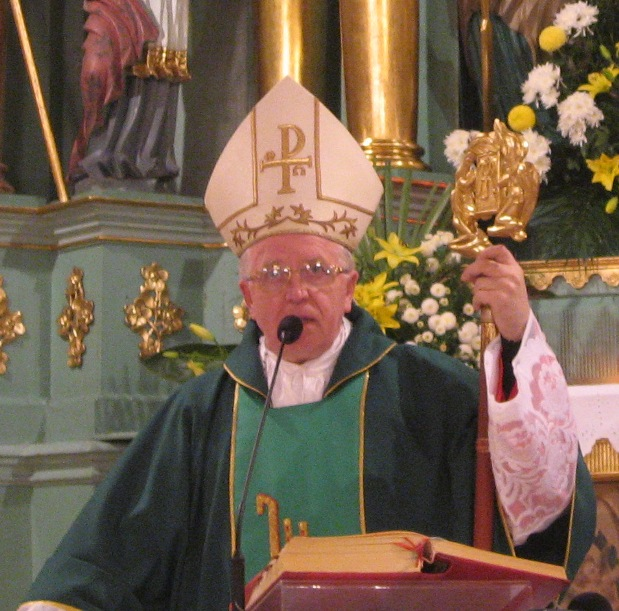
Станислав Новак

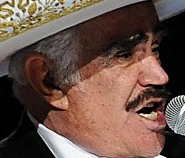
Висенте Фернандес

- Аврамеску, Лучан[рум.] (73) — румынский поэт и журналист[243].
- Бригадин, Пётр Иванович (72) — белорусский историк и государственный деятель, министр образования (2001—2003)[244].
- Ивашкевич, Пётр (62) — польский филолог и дипломат, посол в Узбекистане и Таджикистане (2015—2020)[245].
- Кавьерес, Эдуардо[англ.] (76) — чилийский историк[246].
- Матане, Полиас (90) — генерал-губернатор Папуа — Новой Гвинеи (2004—2010)[247].
- Михайличенко, Геннадий Григорьевич (79) — советский и российский физик и математик[248].
- Новак, Станислав (86) — польский католический прелат, епископ (1984—1992) и архиепископ (1992—2011) Ченстоховы[249].
- Фернандес, Висенте (81) — мексиканский певец[250].
- Шаров, Юрий Дмитриевич (82) — советский рапирист, чемпион летних Олимпийских игр в Токио (1964), серебряный призёр летних Олимпийских игр в Мехико (1968), четырёхкратный чемпион мира, заслуженный мастер спорта СССР (1964)[251].
- Экстрём, Маргарита[швед.] (91) — шведская писательница и переводчица[252].

## 11 декабря

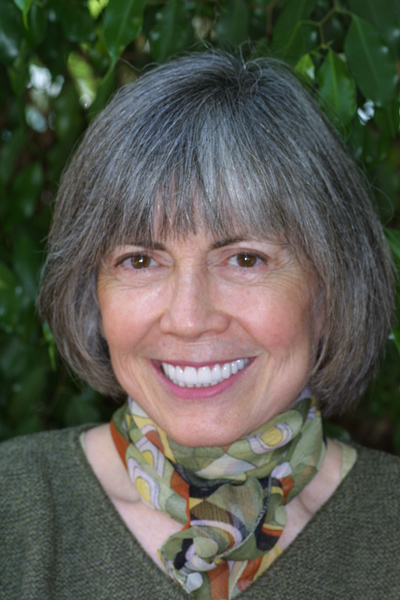
Энн Райс

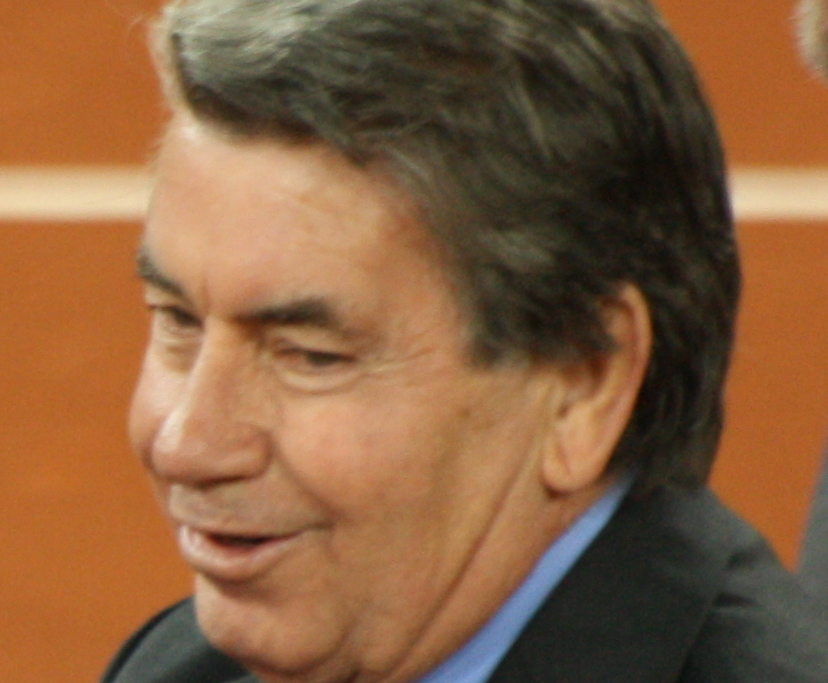
Мануэль Сантана

- Гуйяш, Янош[венг.] (75) — венгерский кинорежиссёр и кинооператор[253].
- Ладыгин, Фёдор Иванович (84) — российский военачальник, начальник ГРУ ГШ (1992—1997), генерал-полковник (1993)[254].
- Ластман, Мел (88) — канадский бизнесмен и политик, мэр Торонто (1998—2003)[255].
- Проненко, Леонид Иванович (81) — советский и российский художник-каллиграф, заслуженный художник РФ (2000)[256].
- Райс, Энн (80) — американская писательница[257].
- Раскатова, Ольга Львовна (64) — российская актриса, заслуженная артистка РФ (2008)[258].
- Самсова, Галина Мартиновна (84) — советская, канадская и британская балерина[259].
- Сантана, Мануэль (83) — испанский теннисист и теннисный тренер[260].
- Уорд, Деннис[англ.] (74) — австралийский регбист, игравший в национальной сборной[261].
- Финберг, Михаил Яковлевич (74) — белорусский дирижёр, народный артист Беларуси (1994)[262].
- Чолак, Меджнур (54) — турецкий футболист[263].

## 10 декабря

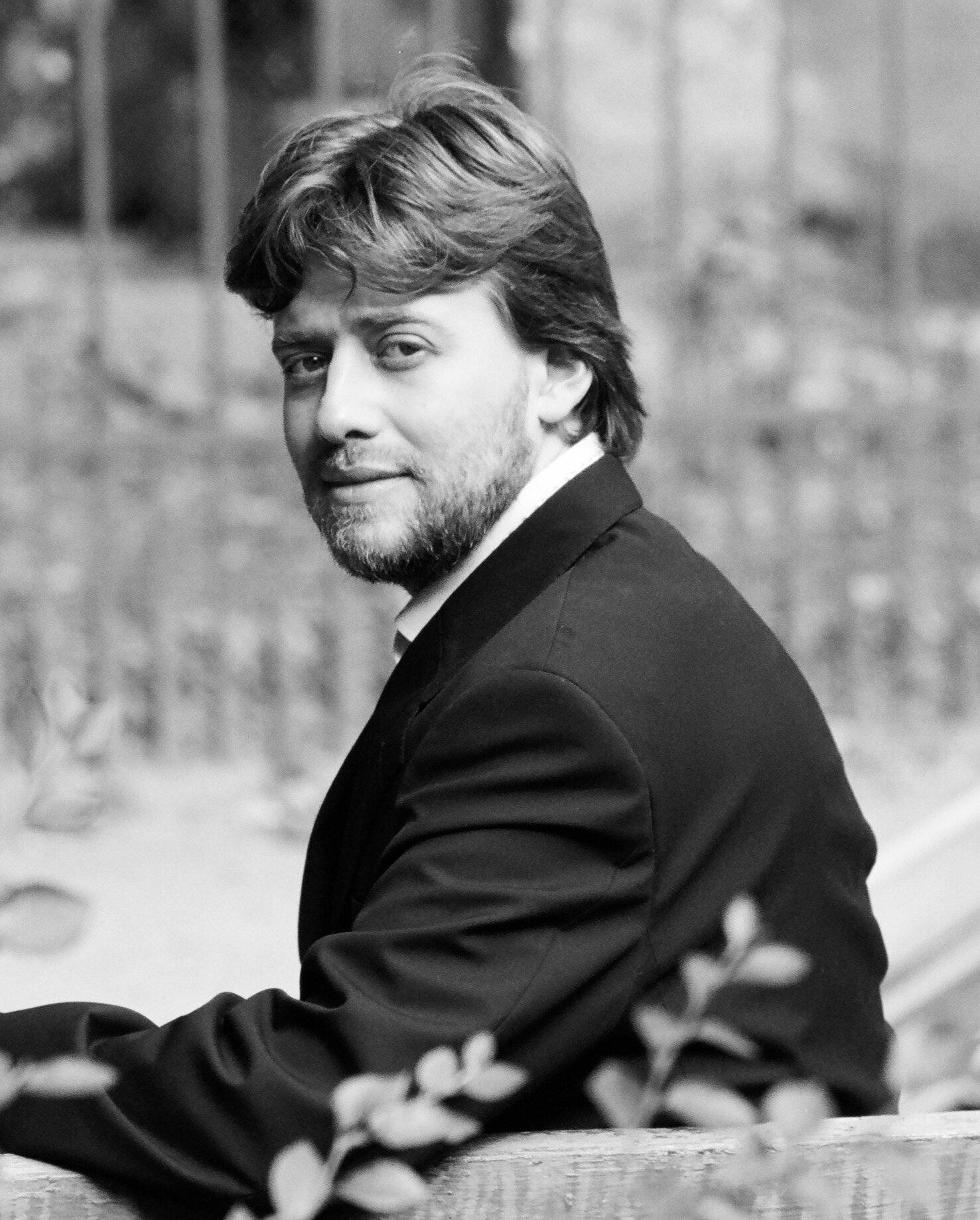
Тимофей (Подобедов)

- Даниал, Одед Мухаммад[индон.] (59) — индонезийский политик, мэр Бандунга (с 2018)[264].
- Кальво, Габриэль[англ.] (66) — испанский гимнаст, участник летних Олимпийских игр (1976, 1980))[265].
- Коваленко, Александр Елисеевич (68) — российский миколог, член-корреспондент РАН (2016)[266].
- Магдыч, Степан Владимирович (91) — советский передовик сельского хозяйства, Герой Социалистического Труда (1976) (о смерти объявлено в этот день)[267].
- Несмит, Майкл[англ.] (78) — американский музыкант, автор песен (The Monkees) и музыкальный продюсер (Pacific Arts Corporation)[268].
- Нэстуреску, Константин (81) — румынский футболист, игрок национальной сборной[269].
- Оксьетт, Жак[фр.] (81) — французский политик, председатель регионального совета Пеи-де-ла-Луар (2004—2015))[270]
- Рюле, Гюнтер[нем.] (97) — немецкий театральный критик, публицист, режиссёр[271].
- Тимофей (Подобедов) (47) — священнослужитель Украинской православной церкви (Московского патриархата)[272].
- Уилкинсон, Лиланд[англ.] (77) — американский статистик и компьютерный учёный[273].

## 9 декабря

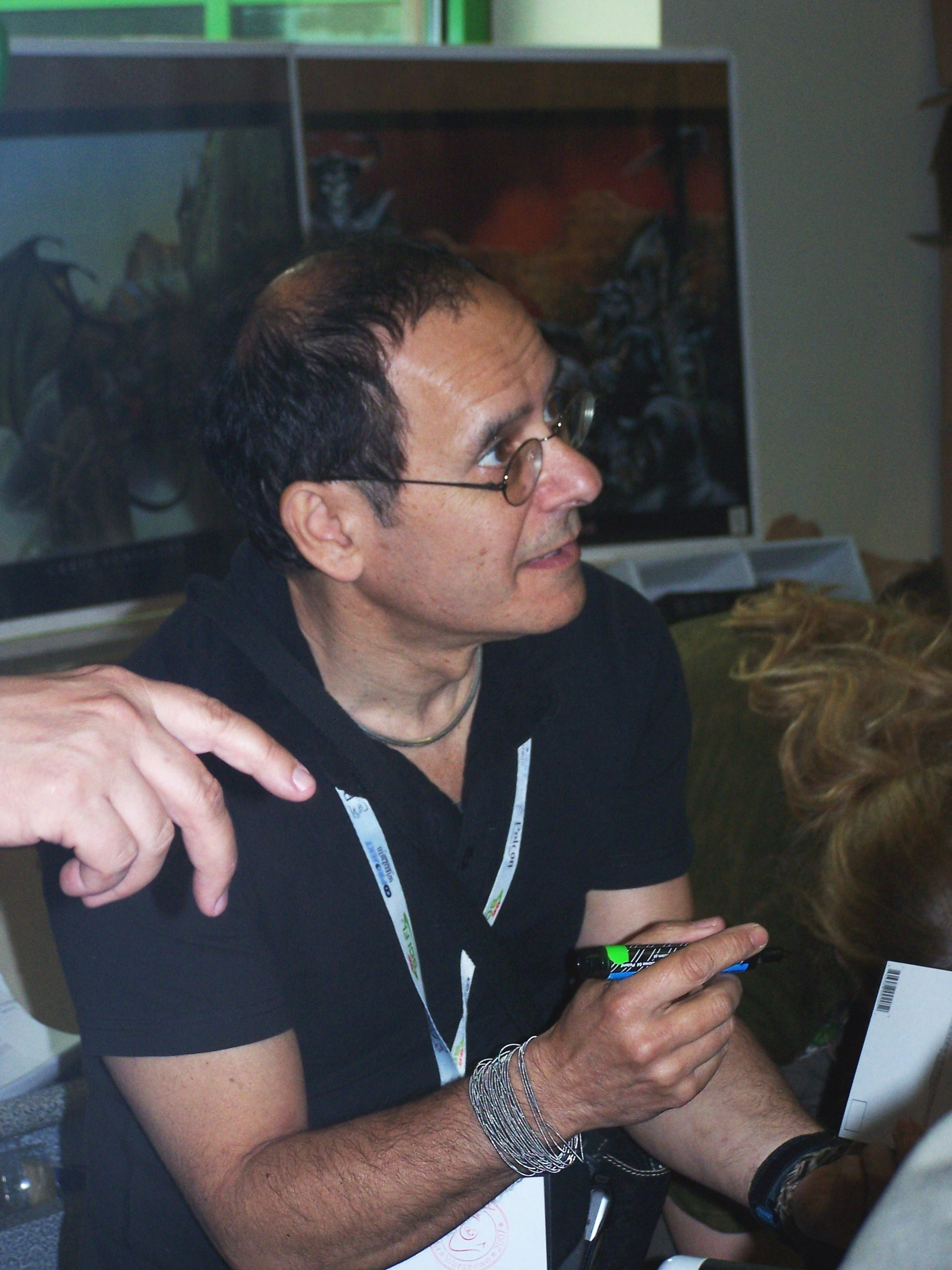
Крис Ахиллеос

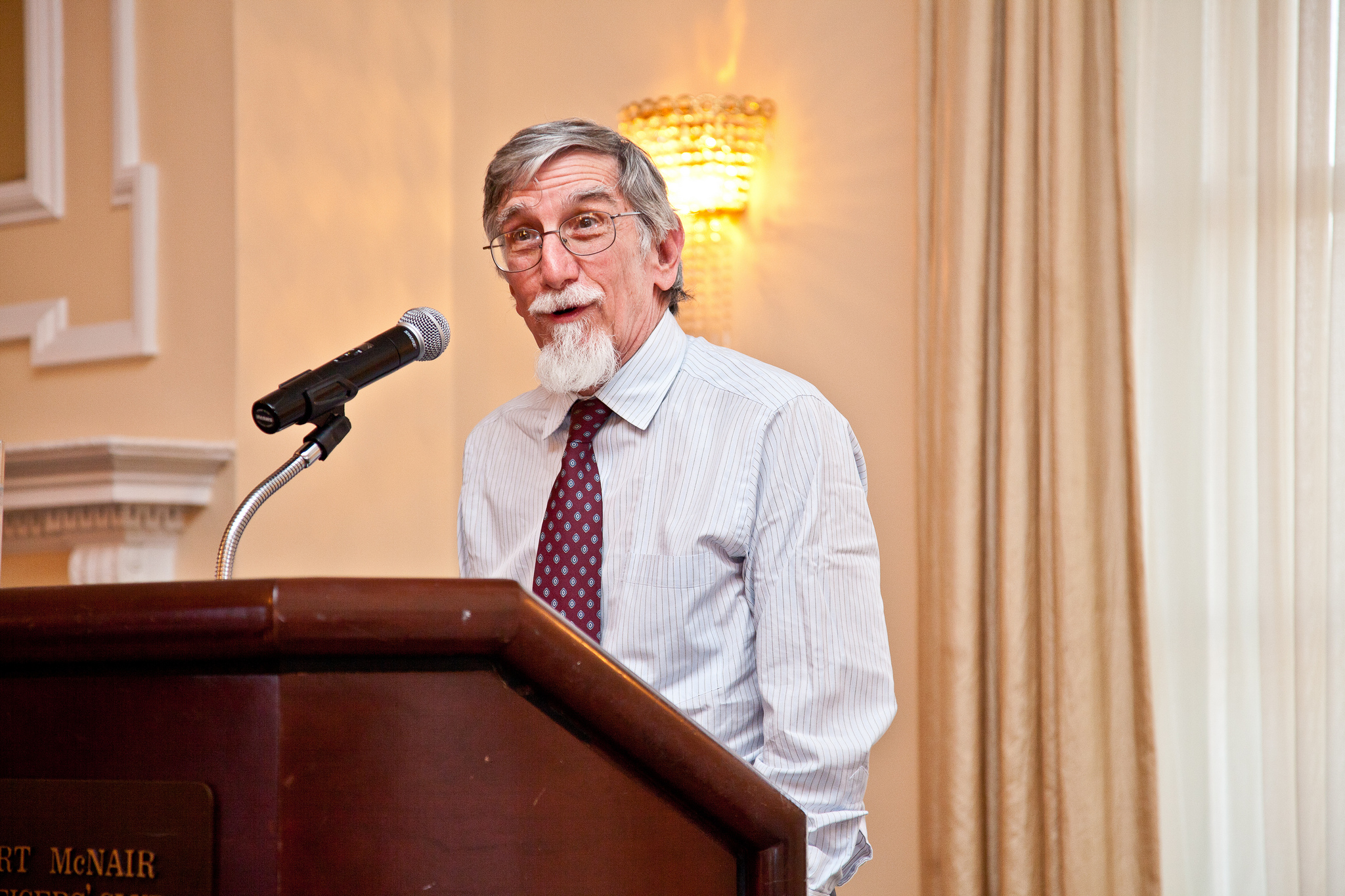
Роберт Джервис

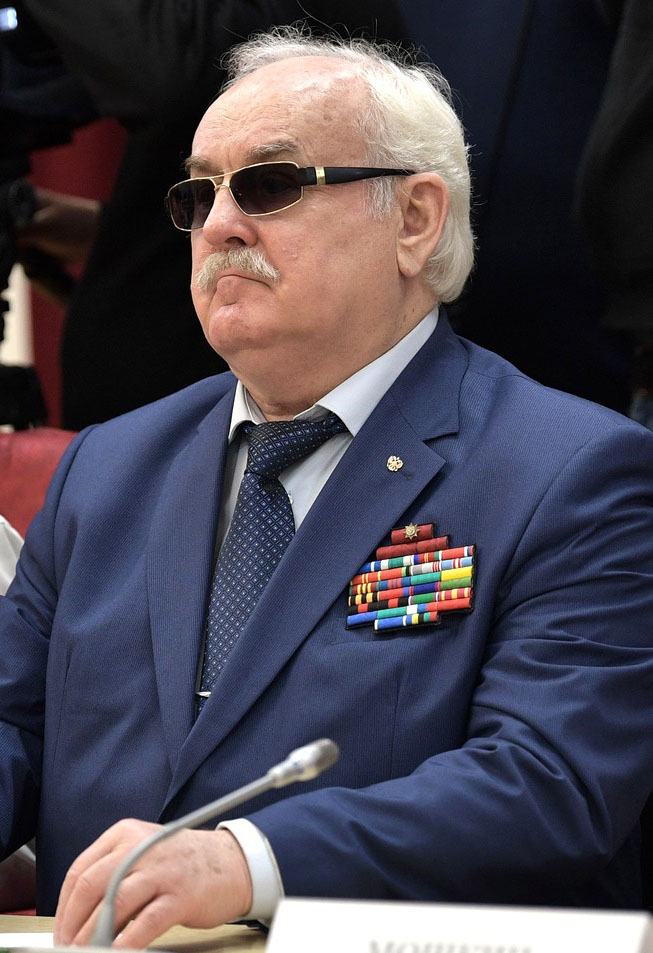
Александр Неумывакин

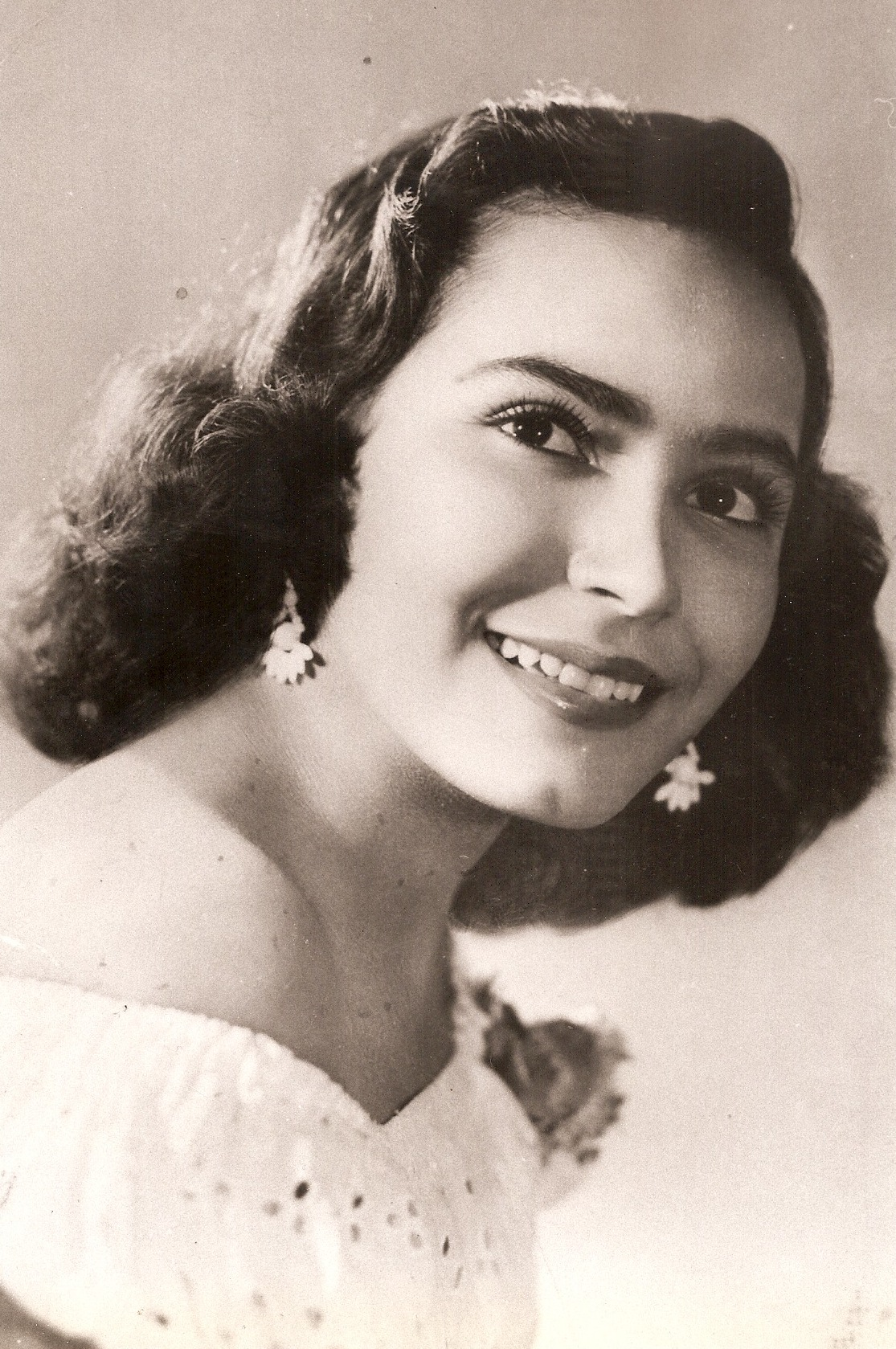
Кармен Салинас

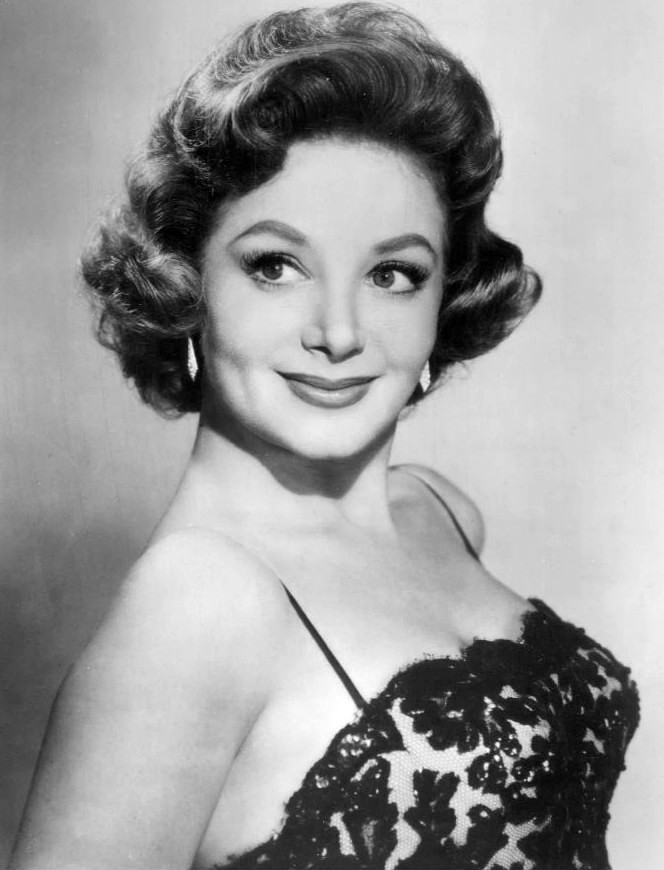
Кара Уильямс

- Алам Хан, Шамим (84) — пакистанский военный деятель, председатель Объединённого комитета начальников штабов (1991—1994)[274].
- Ансер, Эл[англ.] (82) — американский автогонщик, победитель гонки 500 миль Индианаполиса (1970, 1971, 1978, 1987)[275].
- Ахиллеос, Крис (74) — британский художник-фантаст[276].
- Бронски, Стив[англ.] (61) — шотландский музыкант и автор песен, участник группы «Bronski Beat»[277].
- Бруэм, Джули (67) — новозеландская спортсменка (конный спорт), выступавшая в выездке, самая возрастная участница летних Олимпийских игр 2016 года в Рио-де-Жанейро[278].
- Вертмюллер, Лина (93) — итальянский кинорежиссёр[279].
- Волински, Мариз[фр.] (78) — французская писательница и журналистка, вдова Жоржа Волински[280].
- Горлова, Светлана Ивановна[укр.] (86) — советский и украинский радиодиктор, заслуженная артистка Украинской ССР (1990)[281].
- Джервис, Роберт (81) — американский политолог, член Национальной академии наук США (2021)[282].
- Караваев, Алексей Юрьевич (48) — российский гребец, неоднократный призёр чемпионатов России[283].
- Кизяев, Борис Михайлович (83) — советский и российский гидромелиоратор, академик РАСХН (1999—2013), академик РАН (2013); ДТП[284].
- Лесли, Дэвид[англ.] (74) — американский музыкант, певец и автор песен[285].
- Лиджос, Джозуэ[итал.] (92) — депутат Европейского парламента (1979—1989)[286].
- Неумывакин, Александр Яковлевич (81) — советский и российский общественный деятель, народный депутат СССР (1989—1991), глава ВОС (с 1986 года)[287].
- Пацация, Отари Амбакович (92) — премьер-министр Грузии (1993—1995)[288].
- Салинас, Кармен (82) — мексиканская актриса[289].
- Уильямс, Кара (96) — американская актриса[290].
- Slim 400 (33) — американский рэпер; убийство[291].
- Щербатый, Иван Никитович (93) — советский и украинский передовик производства Герой Социалистического Труда (1971)[292].

## 8 декабря

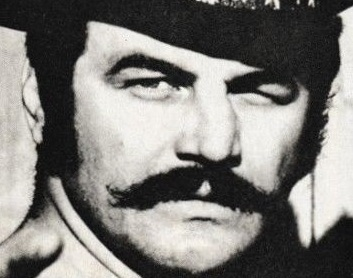
Блэкджек Ланза

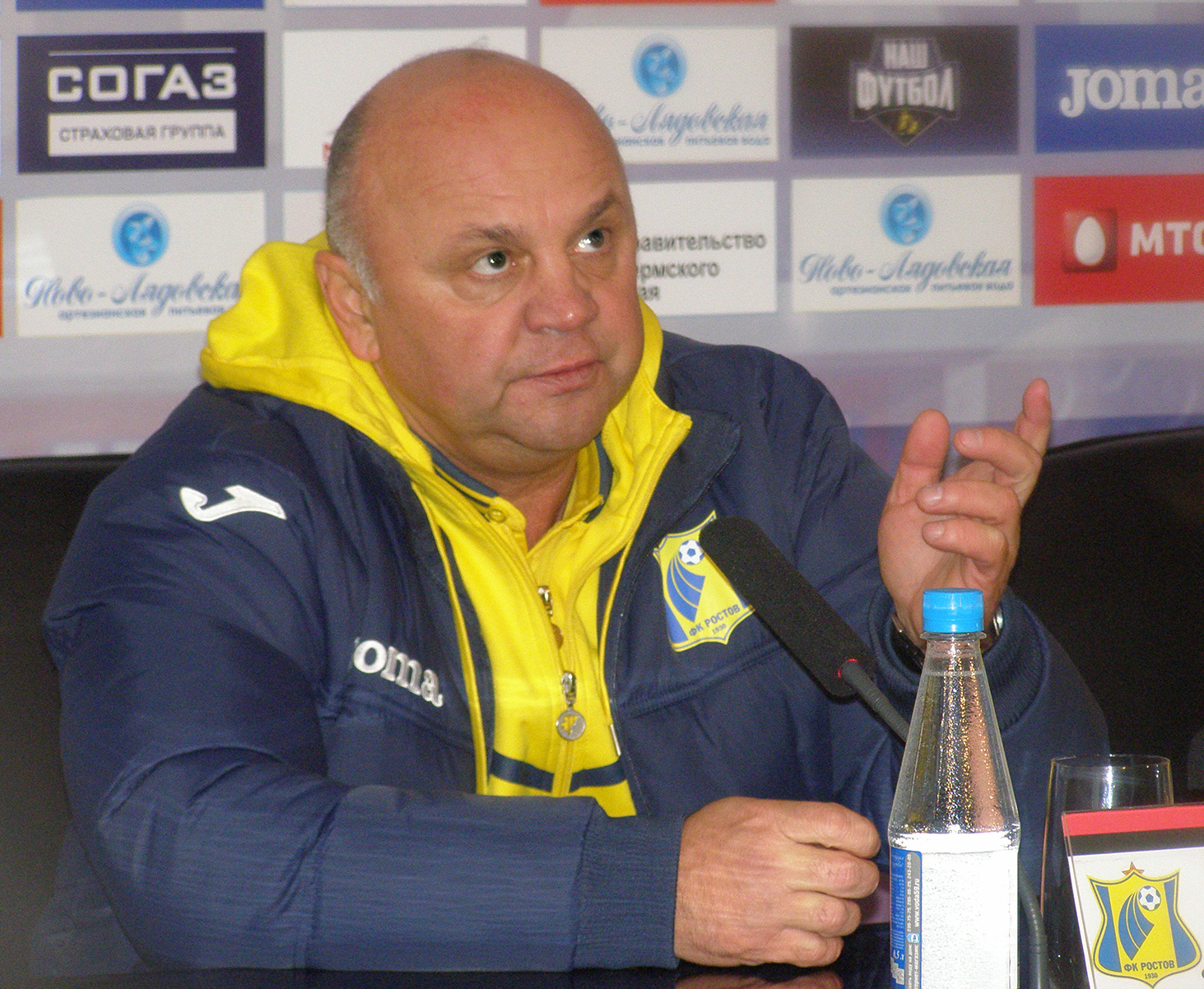
Игорь Гамула

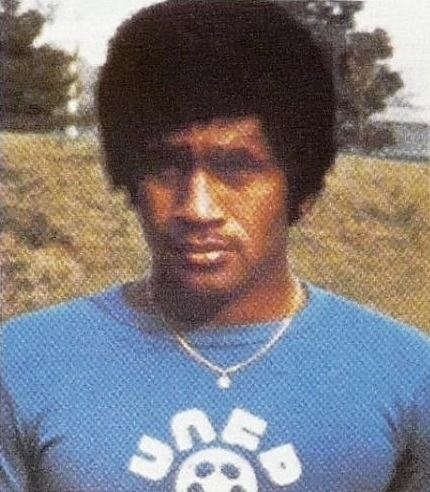
Жак Зимако

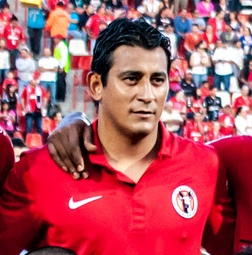
Альфредо Морено

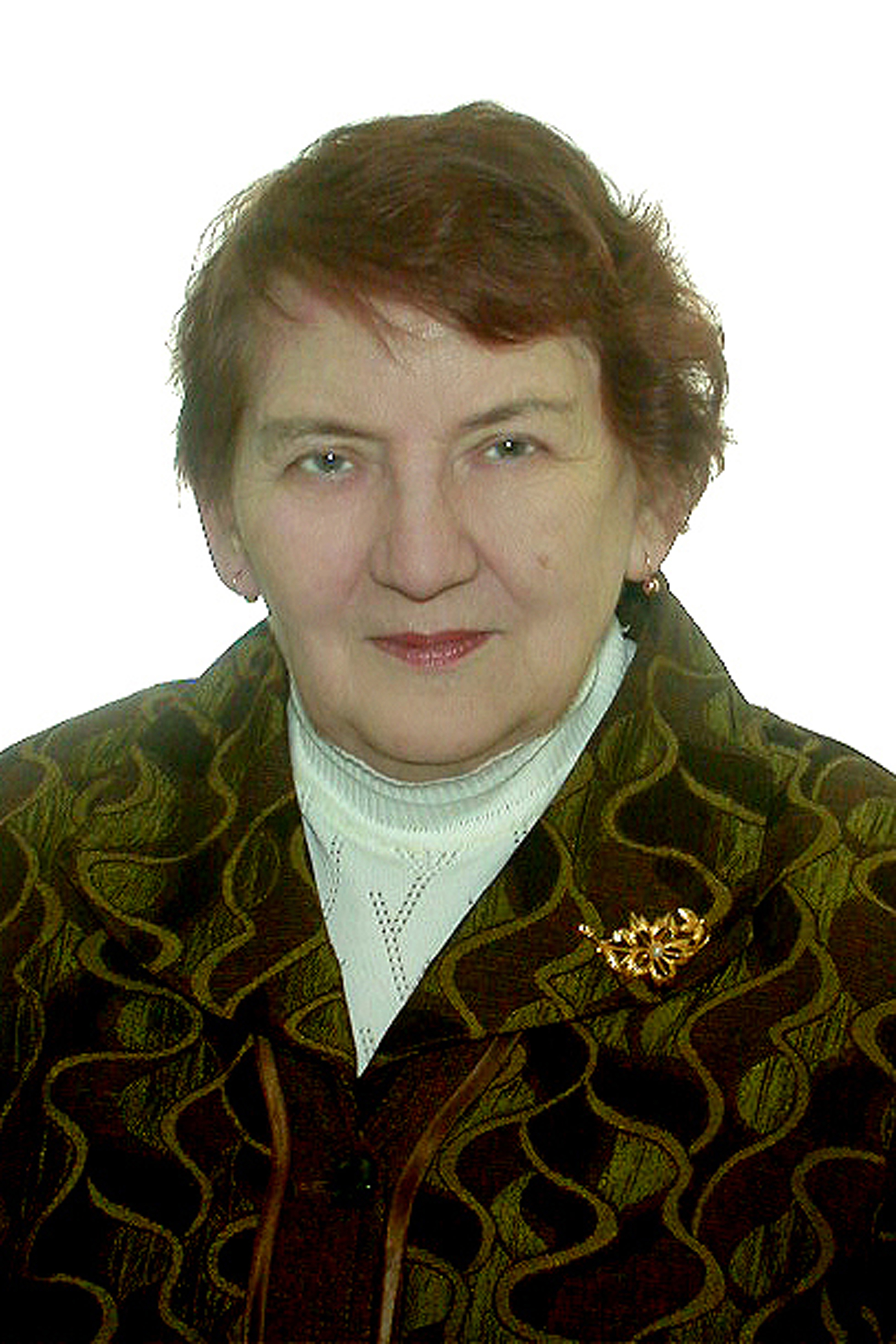
Елена Полякова

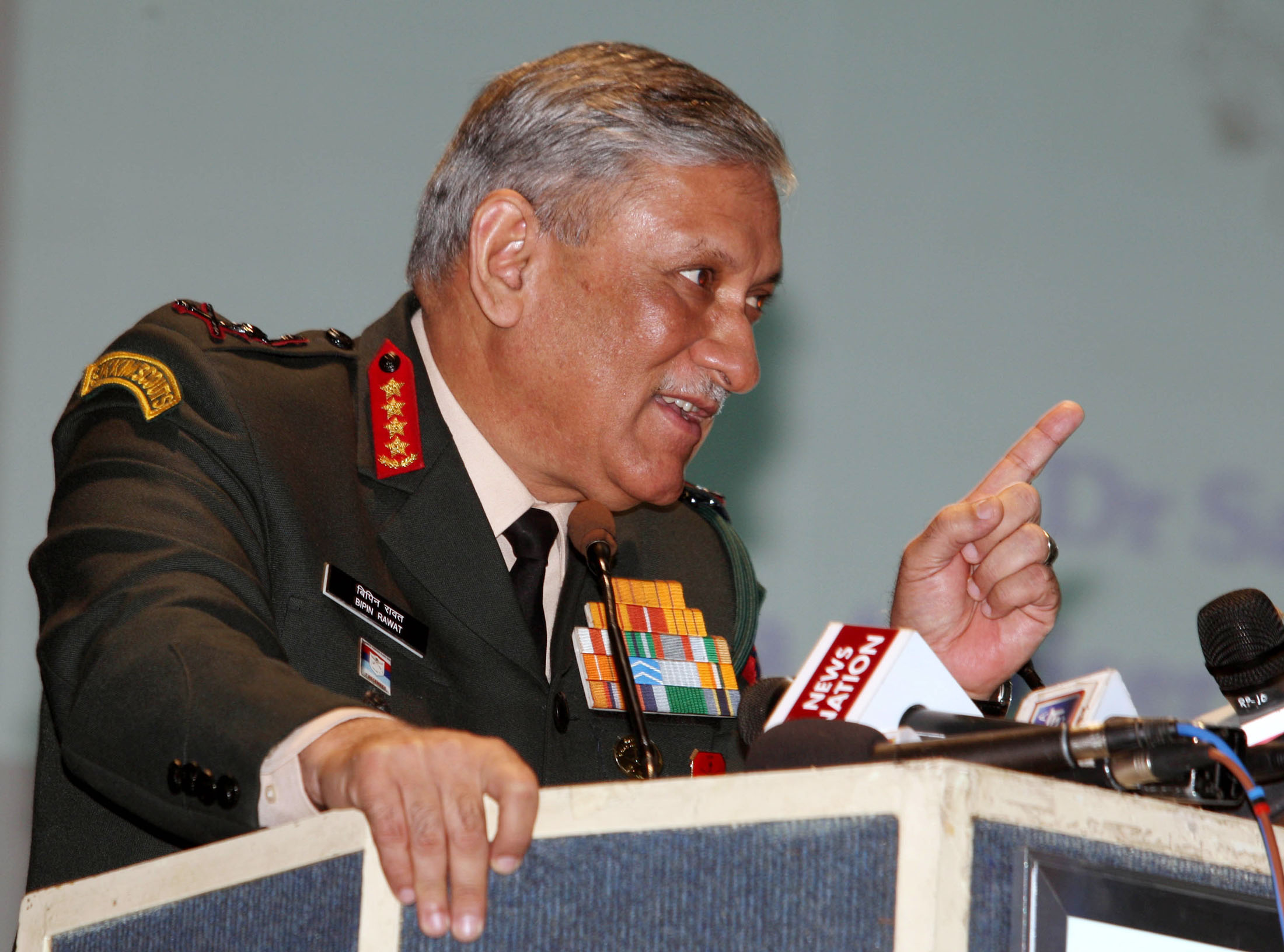
Бипин Рават

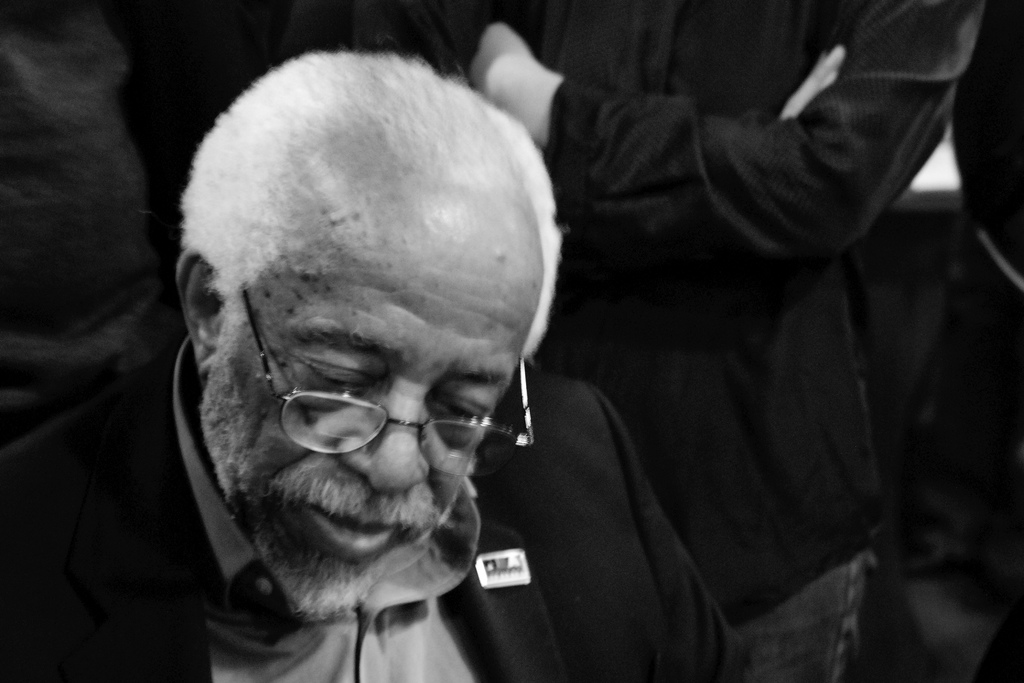
Барри Харрис

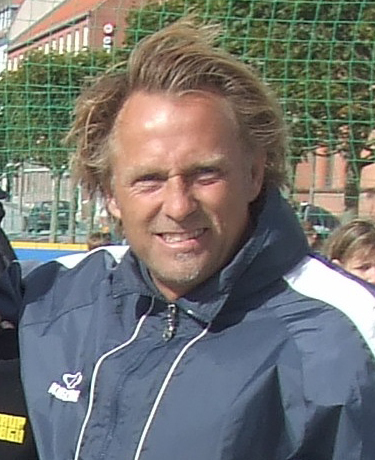
Ларс Хёг

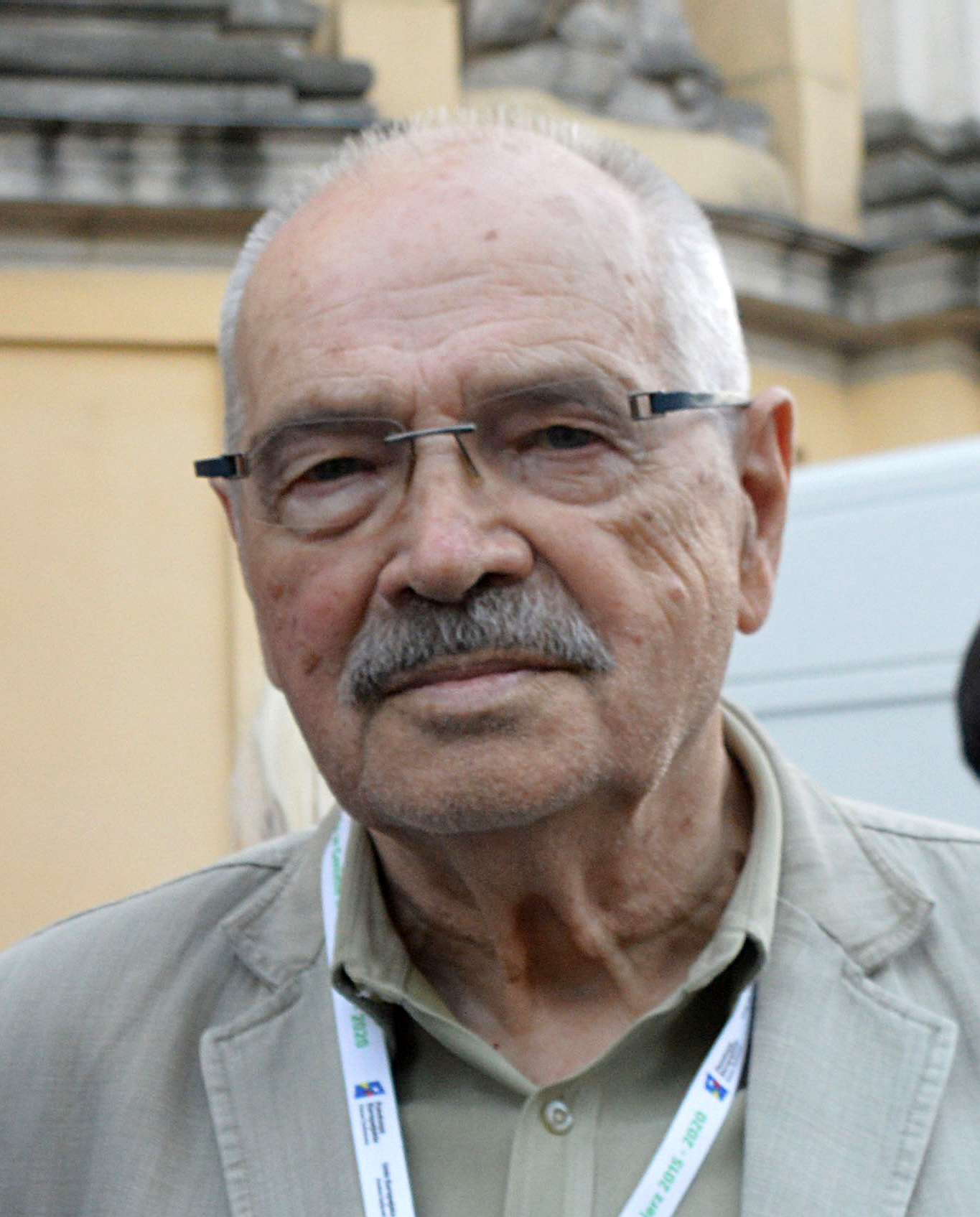
Сильвестр Хенциньский

- Блэкджек Ланза (86) — американский рестлер[293].
- Гамула, Игорь Васильевич (61) — советский, украинский и российский футболист и футбольный тренер[294].
- Забродин, Юрий Михайлович (81) — советский и российский психолог, профессор МГППУ[295].
- Зелиньский, Анджей Францишек (85) — польский легкоатлет, серебряный призёр летних Олимпийских игр в Токио в эстафете 4×100 м (1964)[296].
- Зимако, Жак (69) — французский футболист, игрок национальной сборной[297].
- Игнатенко, Андрей Борисович (64) — советский, российский художник-мультипликатор, режиссёр-мультипликатор[298].
- Кожин, Александр Феодосьевич (72) — советский и российский художник, заслуженный художник РФ (2007)[299].
- Мамедова, Фарида Джафар кызы (85) — советский и азербайджанский историк, член-корреспондент НАН Азербайджана[300].
- Морено, Альфредо Давид (41) — аргентинский футболист[301].
- Полякова, Елена Николаевна (89) — советский и российский языковед, заслуженный деятель науки Российской Федерации[302].
- Рават, Бипин (63) — индийский военачальник, начальник штаба обороны ВС Индии (с 2020); авиакатастрофа[303].
- Харрис, Барри (91) — американский джазовый музыкант[304].
- Хёг, Ларс (62) — датский футболист, игравший в национальной сборной[305].
- Хенциньский, Сильвестр (91) — польский кинорежиссёр и сценарист[306].
- Хигути, Сусана[исп.] (71) — перуанский политик, первая леди (1990—1994) как жена президента Перу Альберто Фухимори; депутат Конгресса (2000—2006)[307].

## 7 декабря

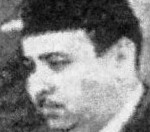
Мустафа Бен Халим

- Абрамов, Виктор Васильевич (81) — украинский медик, доктор медицинских наук (1992), профессор (1993)[308].
- Бабук, Василе[рум.] (88) — советский и молдавский физиолог растений, член-корреспондент АН Молдавской ССР / АН Молдовы (1984)[309].
- Балаев, Айдын Гусейнага оглы (65) — азербайджанский историк, доктор исторических наук, научный сотрудник Института археологии и этнографии НАН Азербайджана[310].
- Бен Халим, Мустафа (100) — премьер-министр Ливии (1954—1957)[311].
- Бенисиу, Жозе[порт.] (84) — бразильский художник-иллюстратор и дизайнер[312].
- Виноградов, Владимир Владимирович (79) — советский и российский звукорежиссёр, заслуженный работник культуры Российской Федерации (2003)[313].
- Карабасов, Юрий Сергеевич (82) — ректор (1992—2007) и президент (2007—2017) НИТУ «МИСиС»[314].
- Карапетян, Гурген Рубенович (84) — заслуженный лётчик-испытатель СССР (1986), Герой Советского Союза (1991)[315].
- Коллур, Раджа[англ.] (83) — шриланкийский государственный деятель, губернатор провинции Ува (с 2019)[316].
- Махоткова, Марцела[нем.] (90) — чехословацкая и чешская оперная певица (сопрано)[317].
- Микуш, Станислав (68) — чехословацкий и словацкий скульптор[318].
- Терещенко, Валентина Ивановна (73) — советский и российский педагог, заслуженный учитель Российской Федерации (1993)[319].
- Фурнье, Катрин (66) — французский политический деятель, сенатор (с 2017)[320].

## 6 декабря

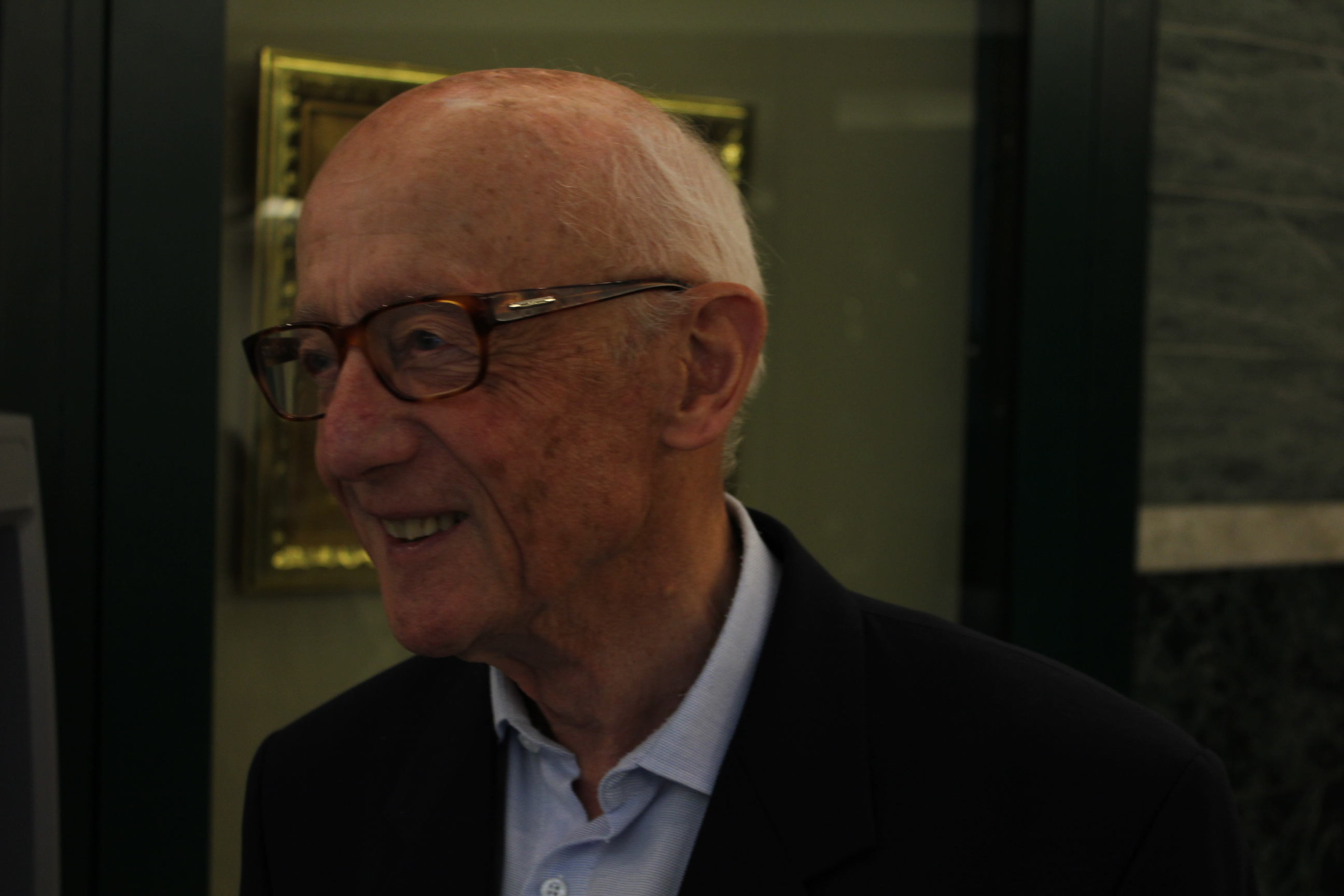
Коре Виллок

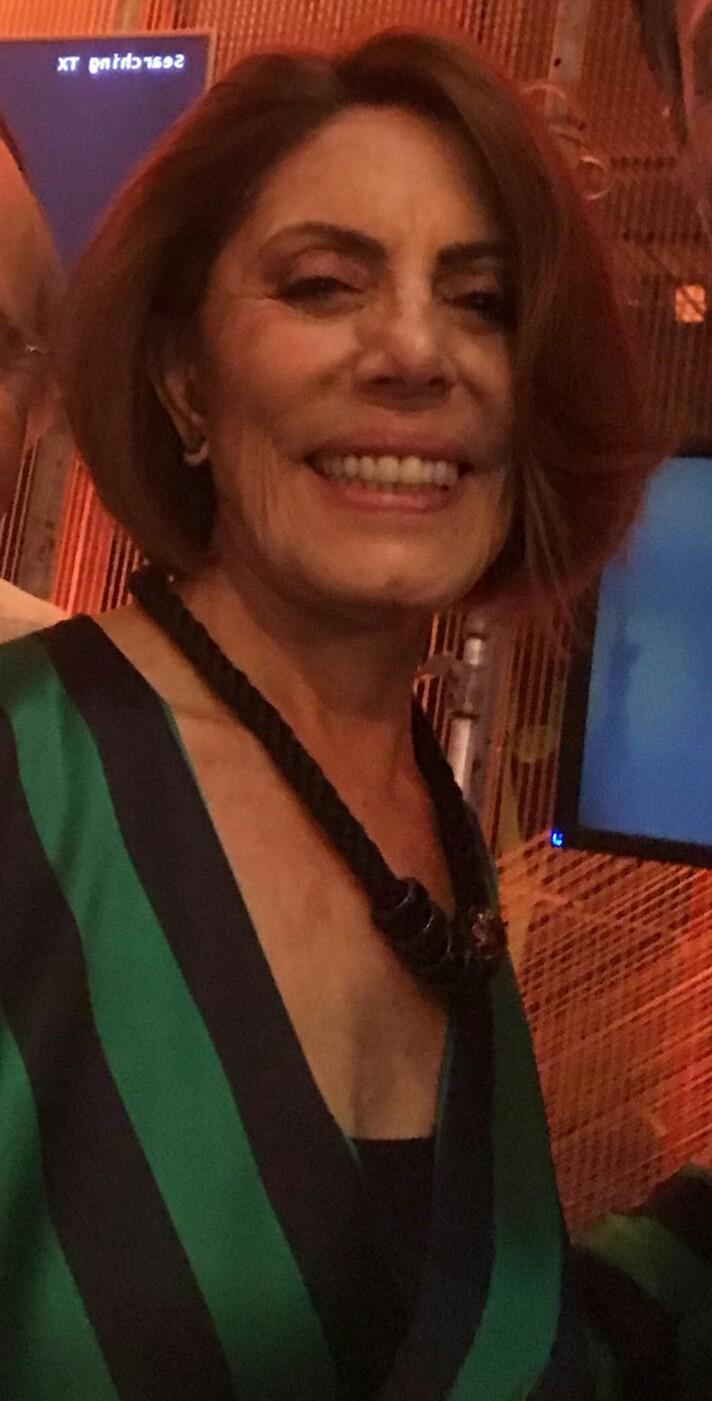
Мила Морейра

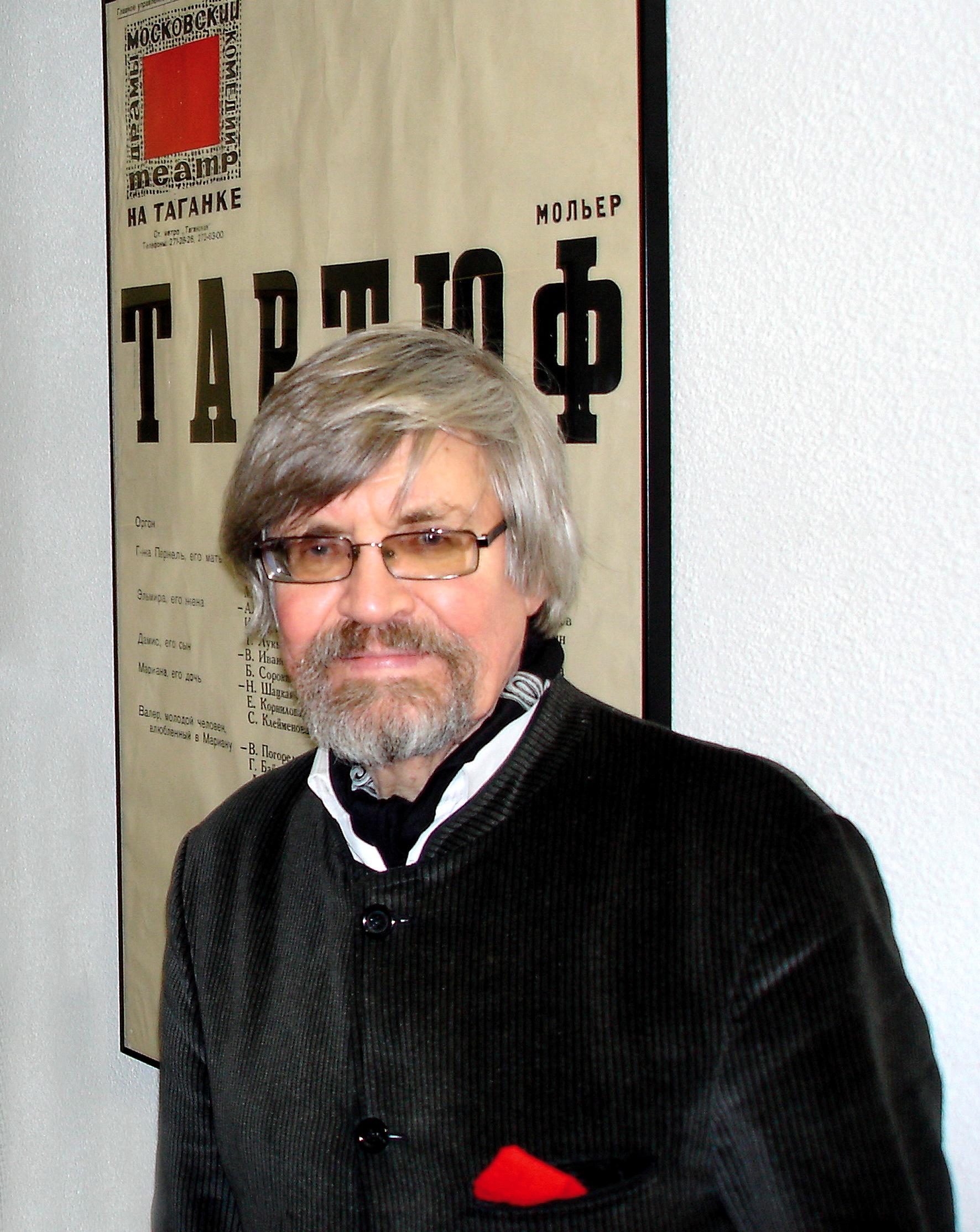
Слава Лён

- Абу Салех, Хусейн Сулейман[англ.] (91) — суданский государственный деятель, министр иностранных дел (1988—1989, 1993—1995)[321].
- Байме, Клаус фон (87) — немецкий политолог[322].
- Виллок, Коре (93) — премьер-министр Норвегии (1981—1986)[323].
- Гапченко, Эмма Васильевна (83) — советская спортсменка в стрельбе из лука, бронзовый призёр летних Олимпийских игр в Мюнхене (1972), четырёхкратная чемпионка мира, заслуженный мастер спорта СССР (1971)[324].
- Дуралы, Теоман (74) — турецкий философ, Лауреат Большой премии президента Турецкой Республики в области культуры и искусств[325].
- Зузук, Фёдор Васильевич[укр.] (81) — советский и украинский геолог, доктор геологических наук (2005), профессор (2006)[326].
- Кобор, Янош[венг.] (78) — венгерский рок-певец[327].
- Лапин, Николай Григорьевич (59) — советский стрелок, рекордсмен мира по пулевой стрельбе, четырёхкратный чемпион СССР[328].
- Морейра, Мила (72) — бразильская актриса и модель[329].
- Омарбеков, Талас Омарбекович (73) — советский и казахский историк, учёный, педагог, доктор исторических наук, профессор, общественный деятель[330].
- Ребекки, Альдо[итал.] (75) — итальянский политический деятель, депутат парламента Италии[331].
- Рогачёв, Юрий Васильевич (96) — советский и российский учёный в области разработки ЭВМ и промышленный деятель[332].
- Слава Лён (83) — советский и российский поэт, художник-нонконформист, философ-рецептуалист[333].
- Уэмура, Масаюки (78) — японский дизайнер игровых приставок[334].
- Харкорт, Джеффри[англ.] (90) — австралийский экономист, представитель посткейнсианства[335].

## 5 декабря

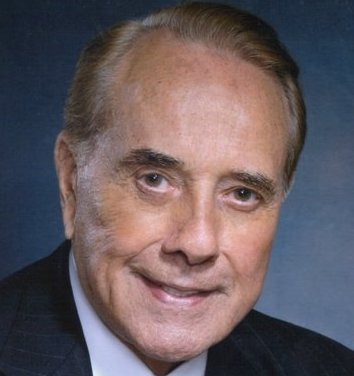
Боб Доул

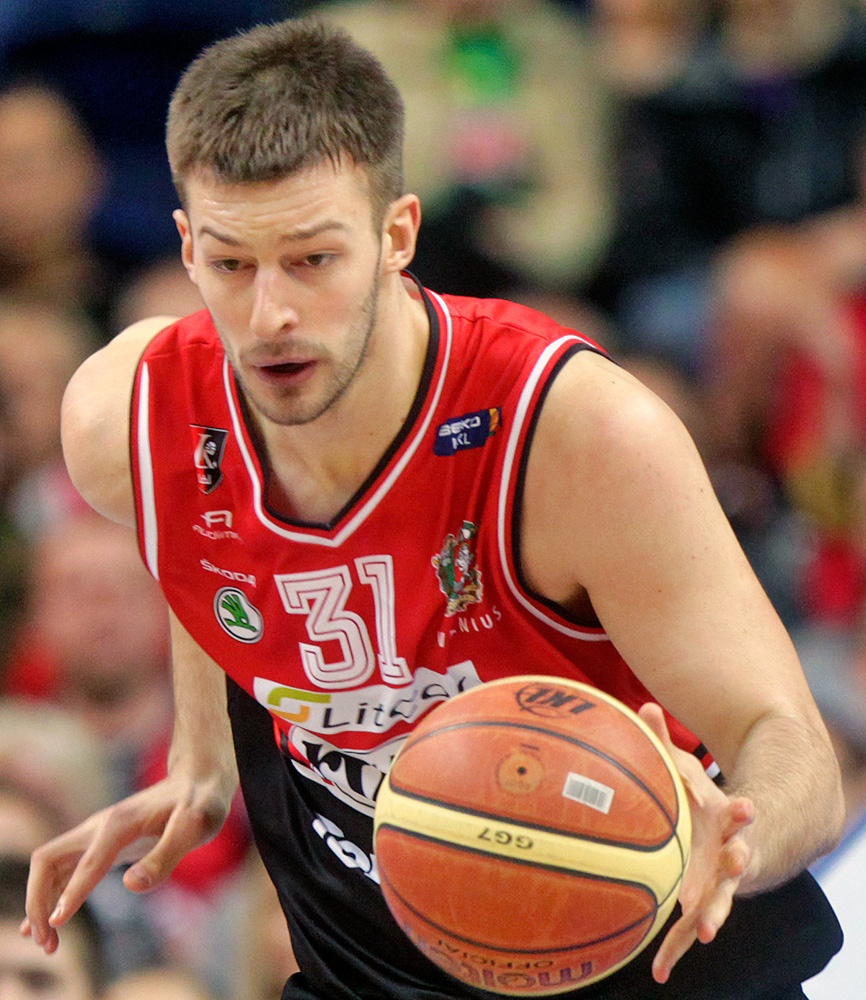
Стеван Еловац

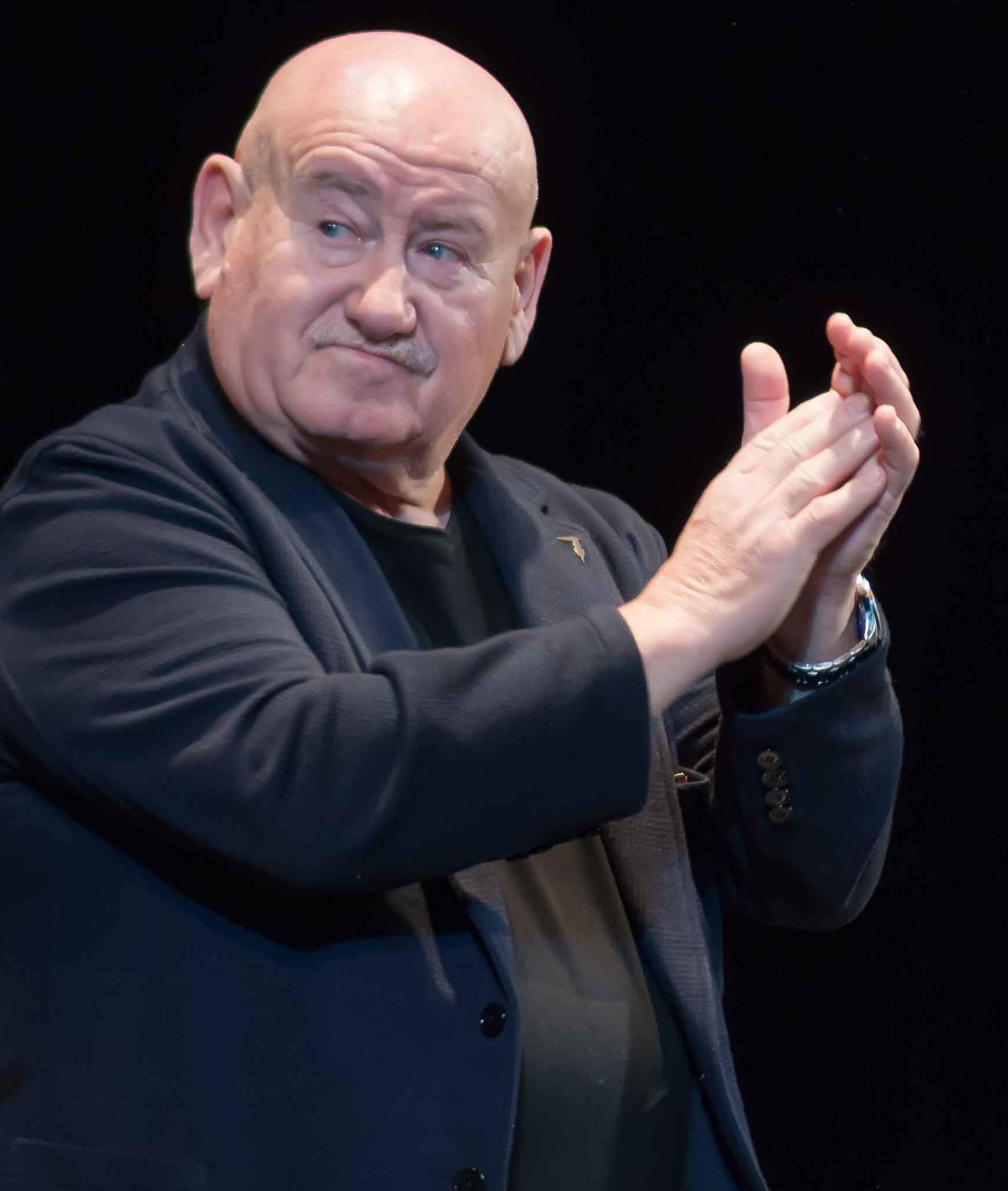
Марк Рудинштейн

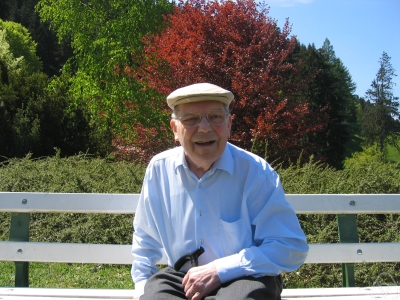
Жак Титс

- Арпаджиоглу, Осман (74) — турецкий футболист, игравший в национальной сборной (1968—1974)[336].
- Волчич, Деметрио[англ.] (90) — итальянский журналист и политический деятель, депутат Европейского парламента (1999—2004)[337].
- Гальфетти, Аурелио[итал.] (85) — швейцарский архитектор[338].
- Грибов, Борис Георгиевич (86) — советский и российский материаловед, член-корреспондент РАН (1991; член-корреспондент АН СССР с 1984)[339].
- Дидьёлоран, Жан-Поль[фр.] (59) — французский писатель[340].
- Доул, Боб (98) — американский политический деятель, член Палаты представителей (1961—1969), сенатор (1969—1996)[341].
- Еловац, Стеван (32) — сербский баскетболист[342].
- Коропачинский, Игорь Юрьевич (93) — советский и российский дендролог, директор ЦСБС СО РАН (1983—2000), академик РАН (1992)[343].
- Майлс, Джон[англ.] (72) — британский рок-певец, автор песен и музыкант[344].
- Маюсяк, Славомир (57) — польский легкоатлет, бронзовый призёр чемпионата Европы в беге на 5000 м (1990)[345].
- Моралес, Инес (72) — испанская и мексиканская киноактриса[346].
- Орлов, Владимир Игоревич (57) — российский издатель, поэт, редактор[347].
- Рудинштейн, Марк Григорьевич (75) — советский и российский продюсер, актёр и кинокритик, заслуженный работник культуры Российской Федерации (2003)[348].
- Сантагата, Тони[итал.] (85) — итальянский фолк-певец и автор песен[349].
- Сироткина, Мария Борисовна (81) — советский строитель, Герой Социалистического Труда (1981) (о смерти объявлено в этот день)[350].
- Титс, Жак (91) — французский математик, лауреат Абелевской премии (2008), член Французской академии наук (1979)[351].
- Хайдеггер, Кристина (79) — австрийская писательница[352].
- Эмиров, Олег Владимирович (51) — российский музыкант, композитор и аранжировщик[353].

## 4 декабря

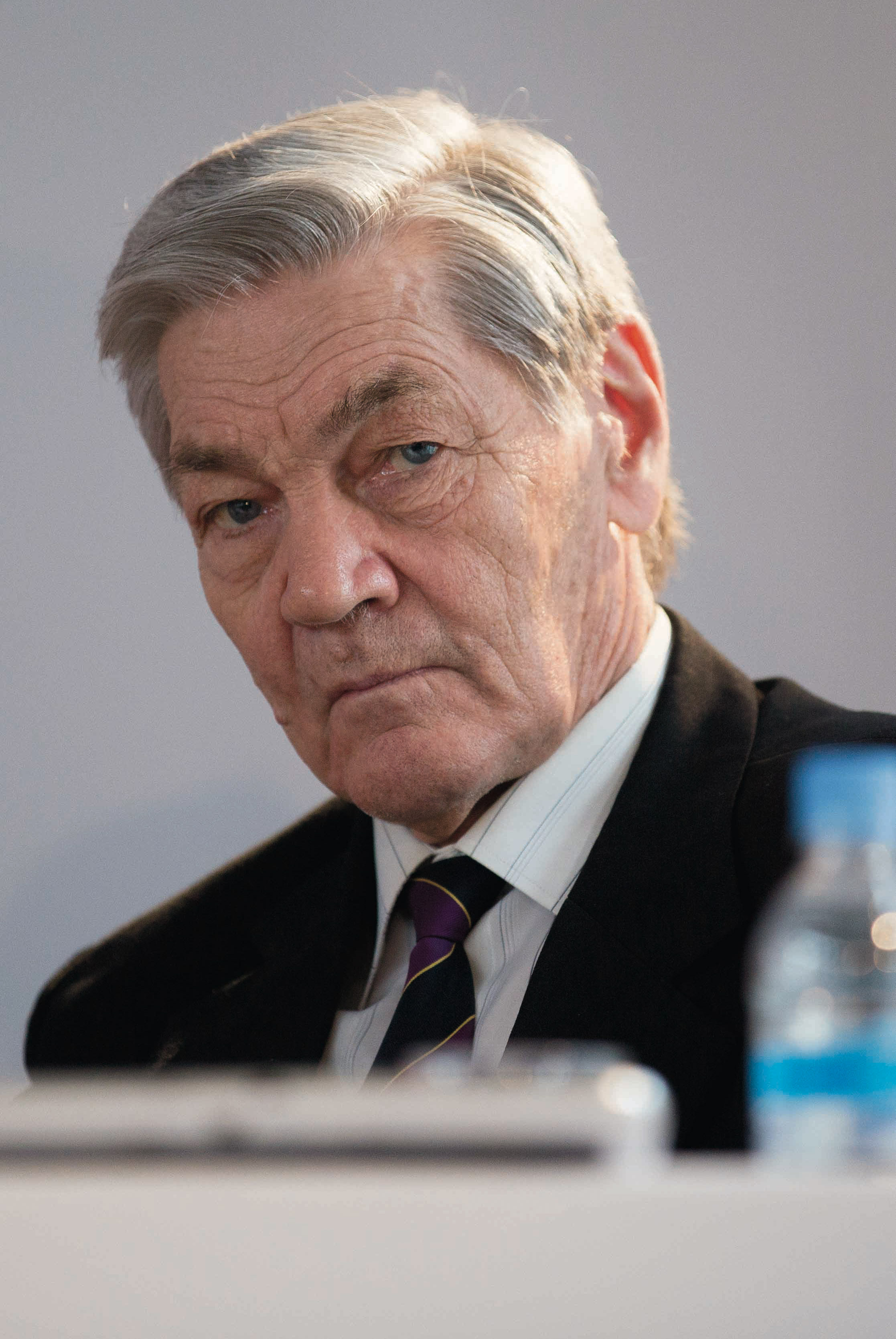
Борис Мисник

- Де Лаурентис, Марта[англ.] (67) — американский кинопродюсер, вдова Дино Де Лаурентиса[354].
- Джексон, Стоунволл[англ.] (89) — американский кантри-певец и музыкант[355].
- Жуков, Вадим Васильевич (87) — советский и российский режиссёр-кукольник, главный режиссёр (1968—1989) и художественный руководитель (1989—2007) Липецкого театра кукол, народный артист Российской Федерации (1993)[356].
- Кониджети, Рошая[англ.] (88) — индийский государственный деятель, губернатор Тамилнада (2011—2016) и Карнатаки (2014)[357].
- Ланнуа, Поль[фр.] (82) — бельгийский политик, депутат Европейского парламента (1989—2004)[358].
- Малинова, Ольга Валентиновна (66) — российский архитектор, академик РААСН (2017)[359].
- Мисник, Борис Григорьевич (83) — российский политический деятель, депутат Государственной думы II созыва (1995—1999)[360].
- Орлов, Ростислав Васильевич (83) — советский и российский спортивный журналист, телекомментатор, заслуженный работник физической культуры Российской Федерации[361].
- Прадхан, Трилочан[англ.] (92) — индийский физик, лауреат Премии Калинги (2014)[362].
- Раби, Пьер[фр.] (83) — французский агроэколог[363].
- Саббаруддин Чик[англ.] (79) — малайзийский государственный деятель, министр культуры, искусства и туризма (1987—1996)[364].
- У Синьчжи (93) — китайский палеоантрополог, член Китайской академии наук (1999)[365].
- Фойерштайн, Гюнтер[нем.] (96) — австрийский архитектор[366].
- Хаммуд, Махмуд[англ.] (57) — ливанский футболист и тренер, игрок национальной сборной[367].

## 3 декабря

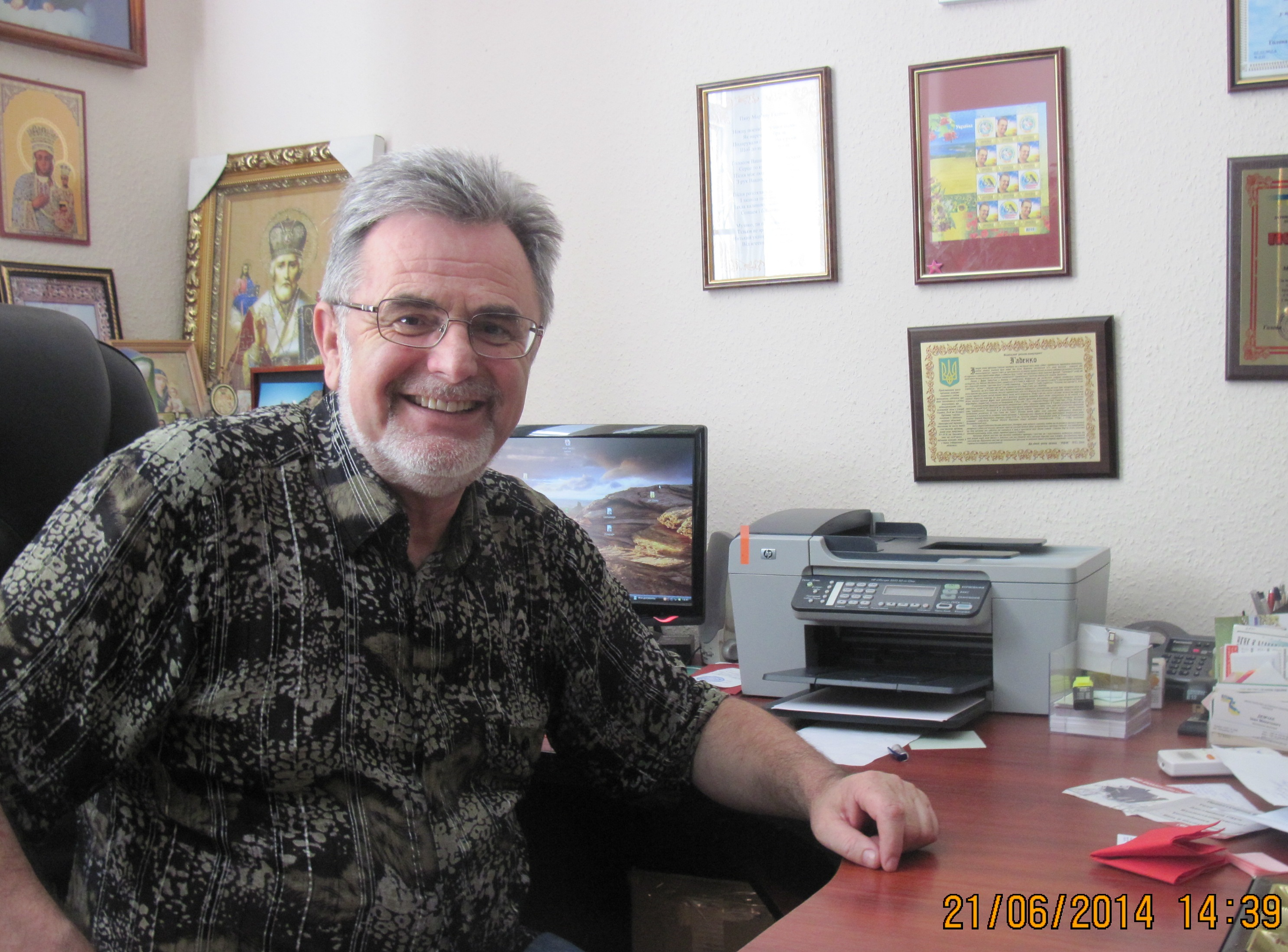
Марьян Гаденко

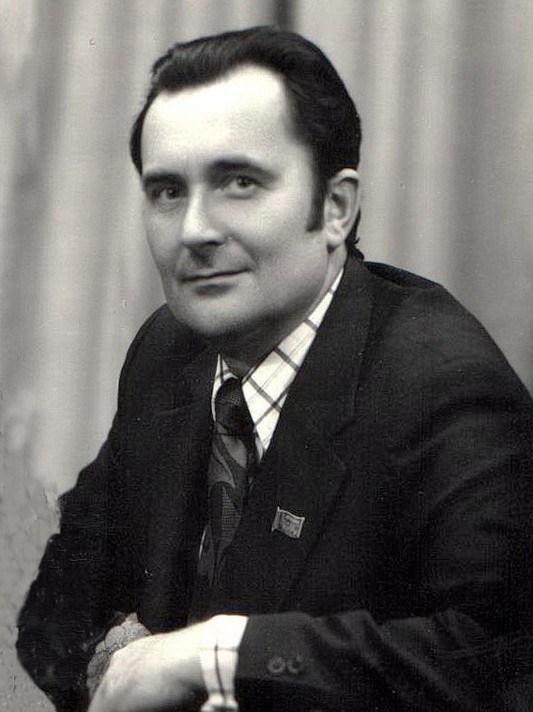
Анатолий Груздилович

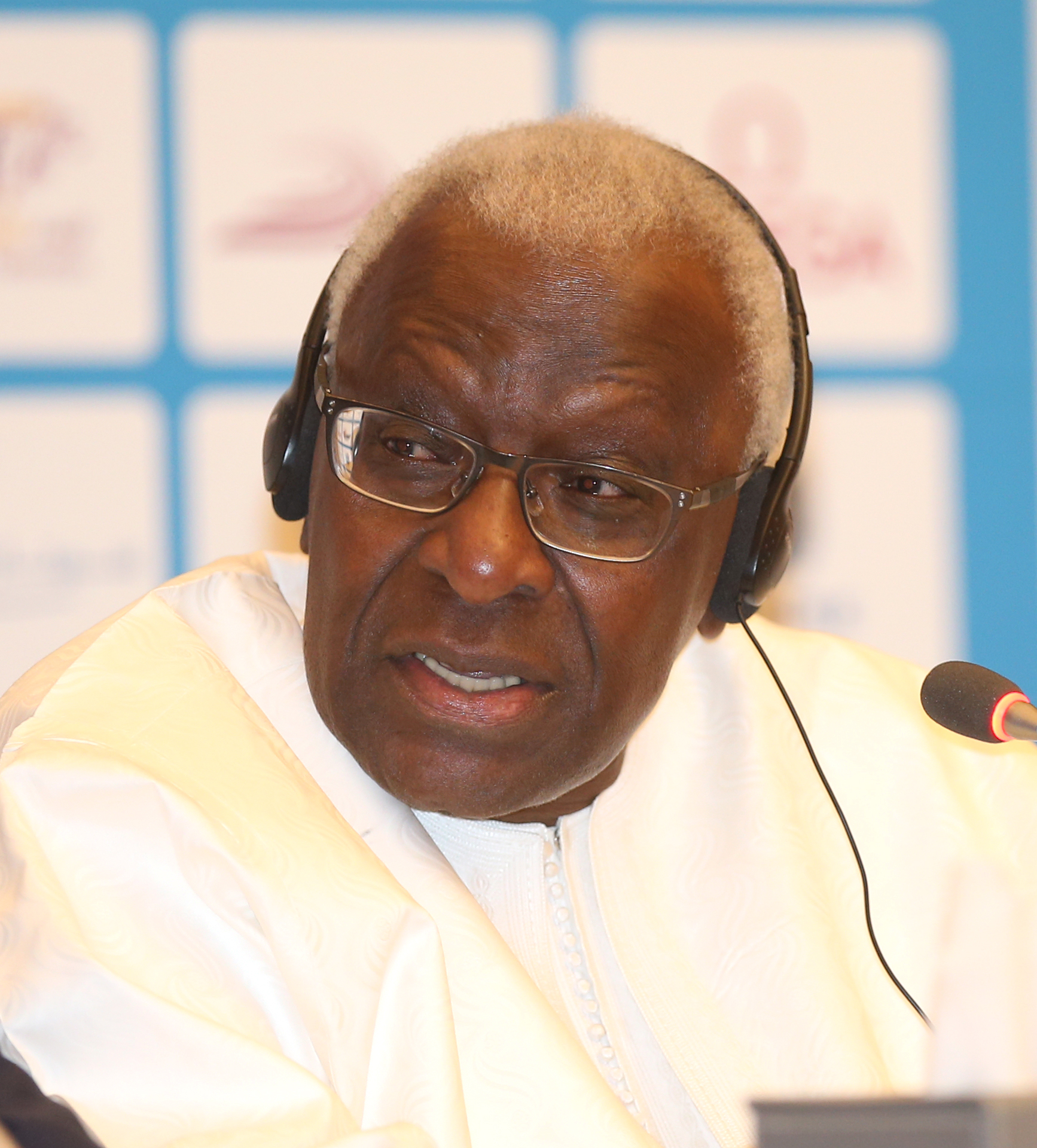
Ламин Диак

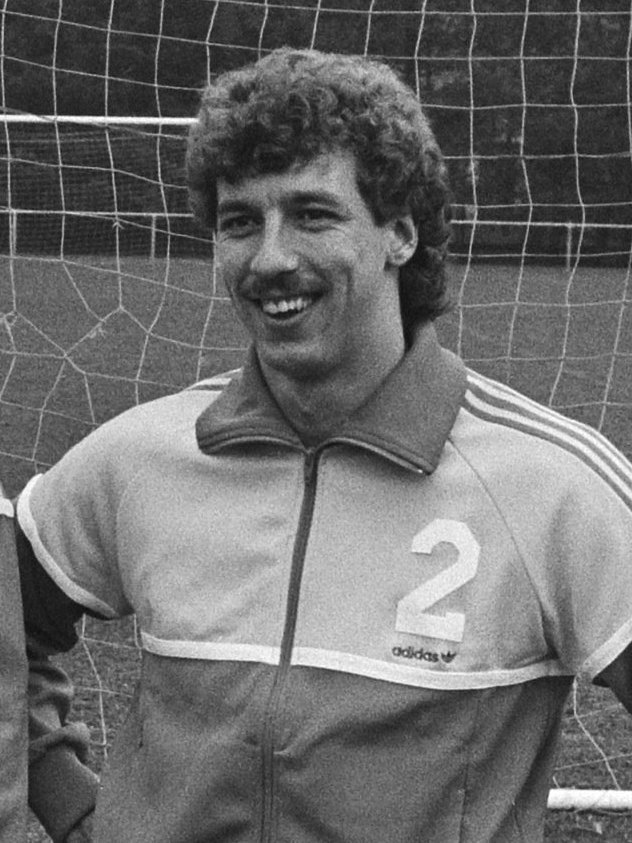
Ваут Холверда

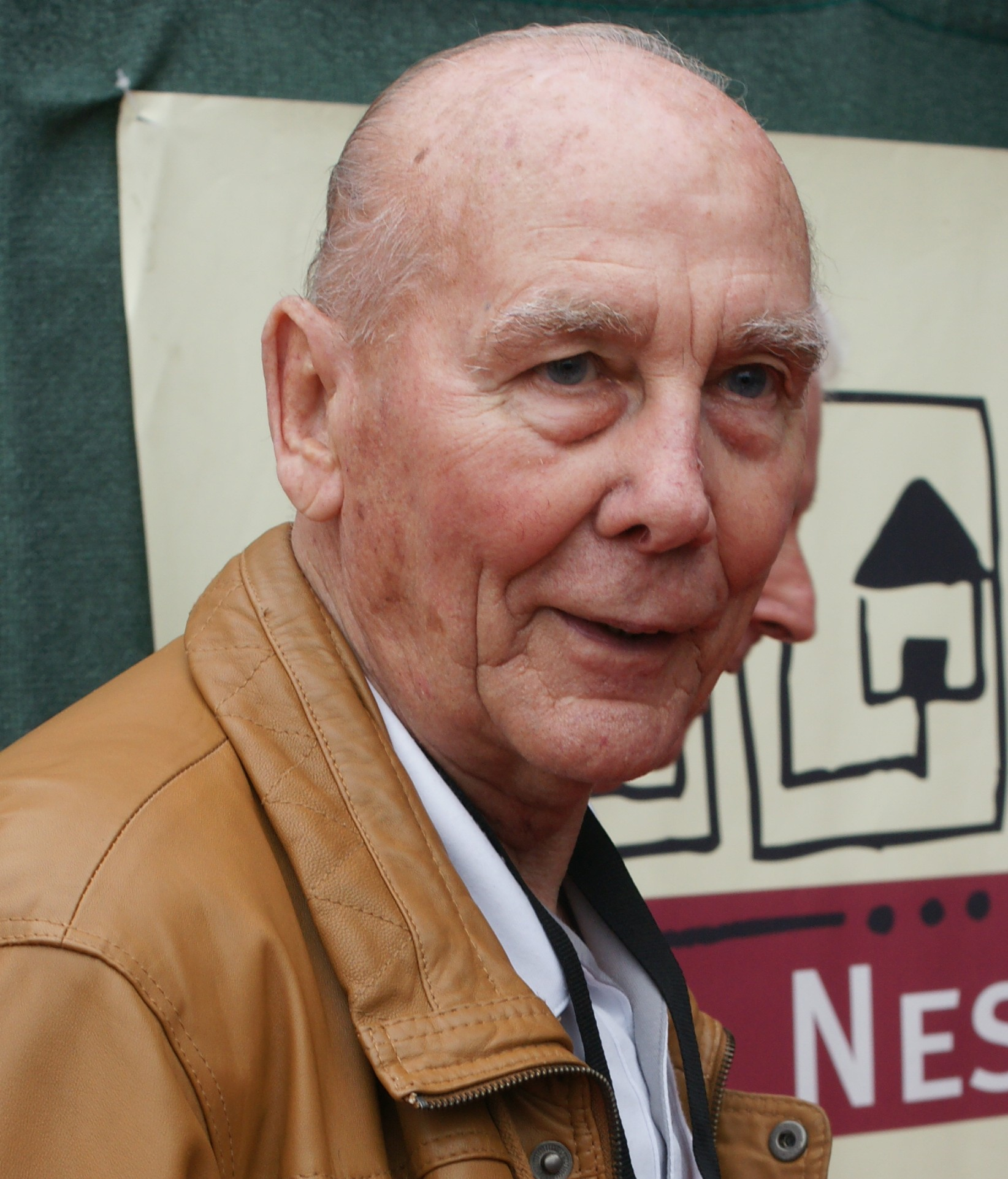
Хорст Эккель

- Акшит, Гюльдал[тур.] (61) — турецкий государственный деятель, министр культуры и туризма (2002—2003)[368].
- Араи, Ман[англ.] (75) — японский писатель, лауреат премии имени Рюноскэ Акутагавы (1988)[369].
- Балтгайлис, Весма (71) — канадская шахматистка[370].
- Баскаков, Виталий Данилович (78) — советский военный лётчик, заслуженный лётчик-испытатель СССР (1991)[371].
- Бриан, Жан[англ.] (90) — французский политик, член Национального собрания Франции (1971—2002)[372]
- Вальехо, Альфонсо (78) — испанский драматург[373].
- Вукотич, Момчило (71) — югославский и сербский футболист и тренер[374].
- Гаденко, Марьян Ильич (66) — украинский композитор, поэт, певец, телеведущий, народный артист Украины (1999)[375].
- Гальцева, Рената Александровна (85) — советский и российский исследователь русской философии, публицист, теоретик культуры[376].
- Груздилович, Анатолий Владимирович (90) — советский государственный деятель, председатель Брестского горисполкома (1969—1979)[377].
- Диак, Ламин (88) — сенегальский бизнесмен и спортивный администратор, президент Международной Ассоциации легкоатлетических федераций (1999—2015)[378].
- Измайлов, Андрей Нариманович (68) — советский и российский писатель[379].
- Ли Тхэ Бок[англ.] (70) — южнокорейский политический деятель, министр здравоохранения и медицинского обслуживания Южной Кореи[380].
- Сандюк, Юрий Иванович (74) — украинский политический деятель, мэр города Николаева (1990—1994)[381].
- Соскин, Варлен Львович (96) — советский и российский историк, заслуженный деятель науки Российской Федерации (1997)[382].
- Томилин, Александр Николаевич (88) — советский и российский учёный в области системного программирования, лауреат Государственной премии СССР, заслуженный деятель науки Российской Федерации, доктор физико-математических наук[383].
- Ургант, Нина Николаевна (92) — советская и российская актриса театра и кино, народная артистка РСФСР (1974)[384].
- Фицрой, Фортуна (101) — британская аристократка[385].
- Холверда, Ваут (63) — нидерландский футболист («Спарта»)[386].
- Эккель, Хорст (89) — немецкий футболист, игрок национальной сборной, последний из остававшихся в живых чемпионов мира 1954 года[387].

## 2 декабря

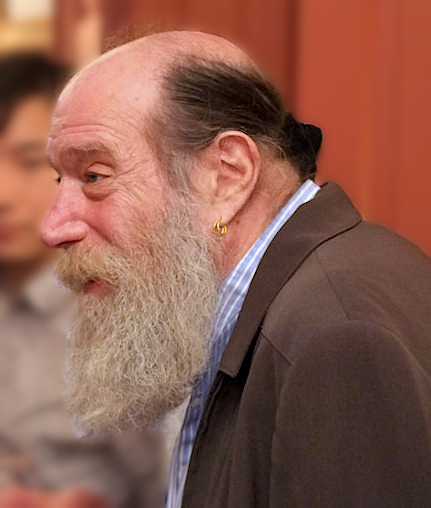
Лоуренс Вайнер

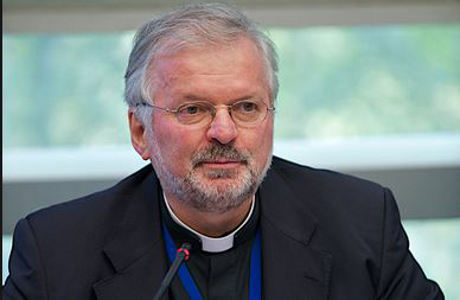
Альдо Джордано

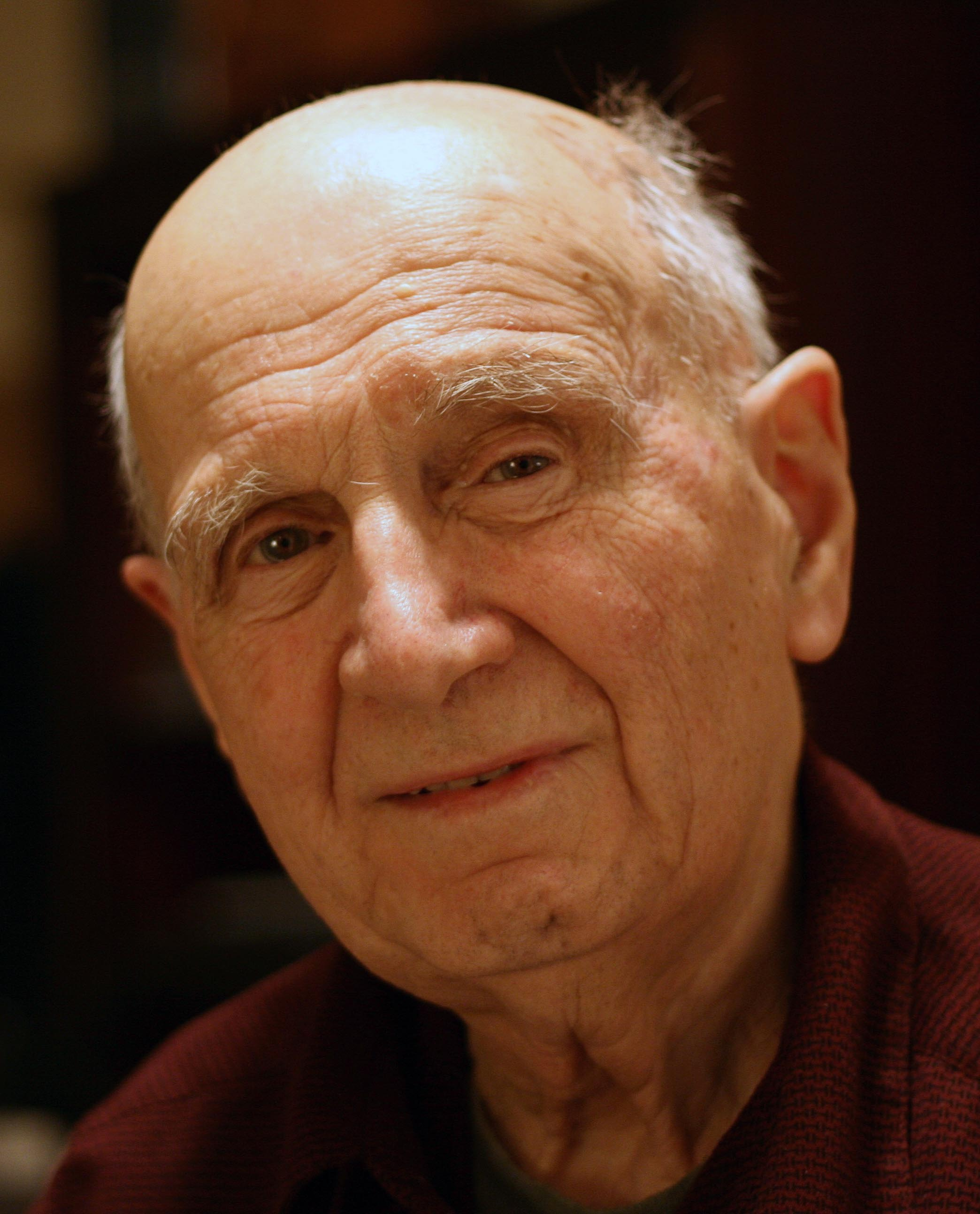
Виктор Крылов

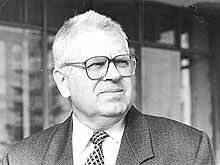
Валериан Снытко

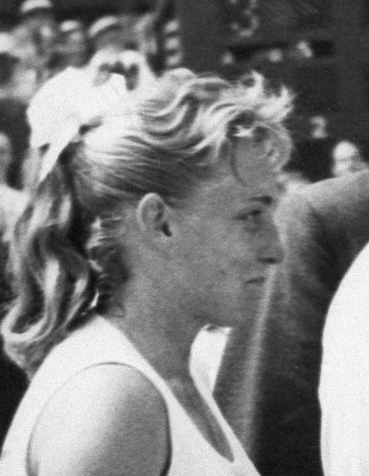
Дарлин Хард

- Балабуха, Андрей Дмитриевич (74) — российский писатель-фантаст и критик, поэт и переводчик, редактор[388].
- Вайнер, Лоуренс (79) — американский художник-концептуалист[389].
- Горносталь, Михаил Николаевич (76) — советский и украинский киноактёр, заслуженный артист Украины (2007)[390].
- Джордано, Альдо (67) — итальянский прелат и ватиканский дипломат, генеральный секретарь Совета конференции европейских епископов (1995—2008)[391].
- Дюпре, Жозеф[англ.] (93) — бельгийский государственный деятель, президент Палаты представителей Бельгии (1995)[392].
- Егорейченко, Александр Андреевич (66) — белорусский историк и археолог, доктор исторических наук, профессор[393].
- Исхаков, Джасур Ильхамович[бел.] (74) — советский и узбекский кинорежиссёр, сценарист и драматург[394].
- Коул, Ричард (75) — британский музыкальный менеджер, гастрольный менеджер британской рок-группы Led Zeppelin[395].
- Крылов, Виктор Соломонович (96) — советский и российский микрохирург[396].
- Лернер, Ричард Алан[англ.] (83) — американский химик, член Национальной академии наук США (1991)[397].
- Маккензи, Уильям Дэвид[англ.] (75) — британский политический деятель, член Палаты лордов (с 2004)[398].
- Праньото, Поэджоно[англ.] (85) — индонезийский государственный деятель, губернатор Лампунга (1988—1997)[399].
- Скобло, Тамара Семёновна[укр.] (86) — советский и украинский учёный, доктор технических наук, профессор Харьковского национального технического университета сельского хозяйства имени Петра Василенко[400].
- Снытко, Валериан Афанасьевич (82) — советский и российский географ, член-корреспондент РАН (2000)[401].
- Хард, Дарлин (85) — американская теннисистка[402].
- Хименес Идальго, Хоакин[исп.] (85) — испанский политический деятель, член Сената Испании (1982—1986)[403].
- Шер, Энтони (72) — британский актёр[404].
- Штурм, Ловро[словен.] (83) — словенский юрист и государственный деятель, председатель Конституционного суда Словении (1997—1998), министр юстиции (2004—2008)[405].

## 1 декабря

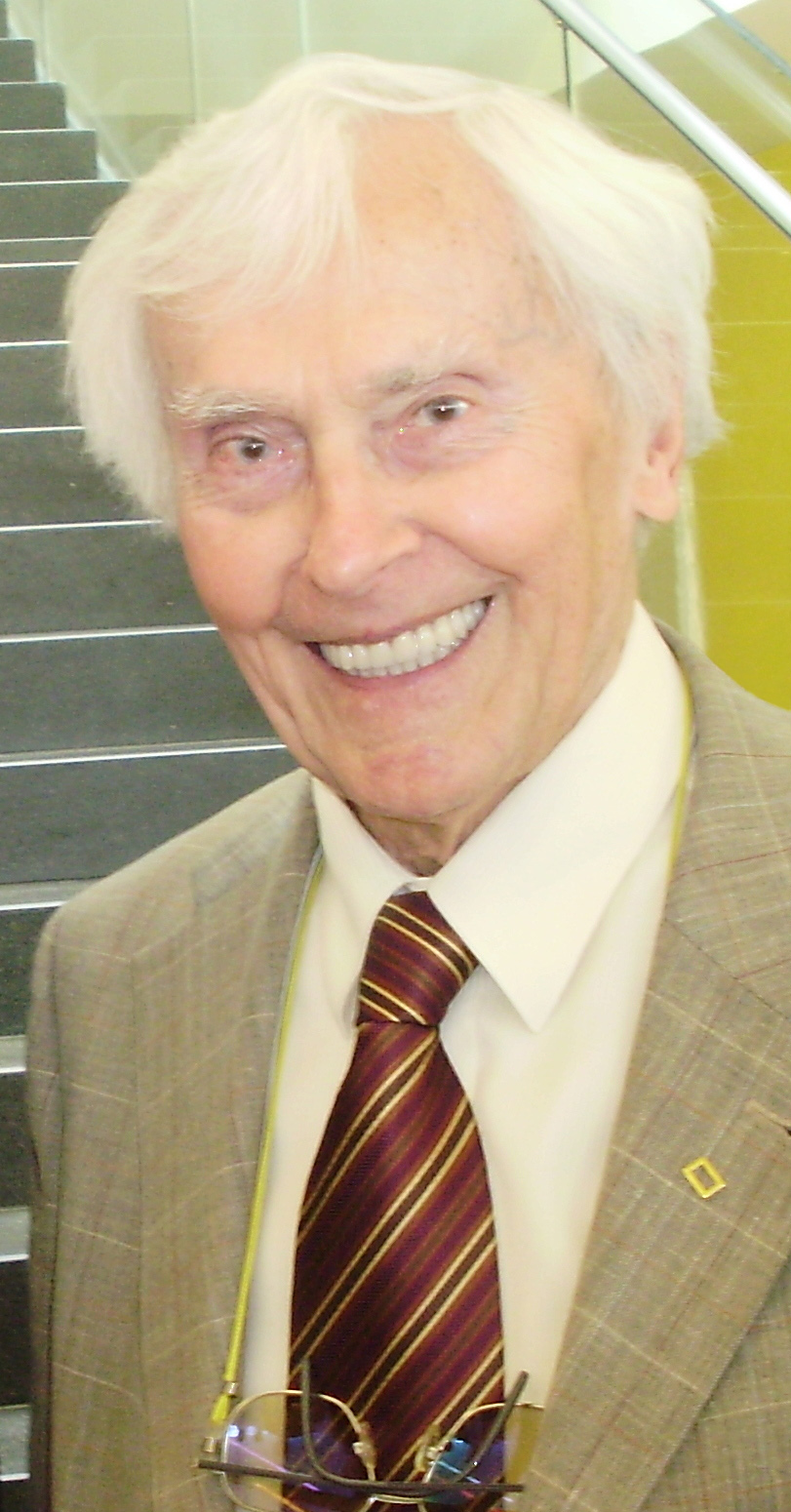
Мирослав Зикмунд

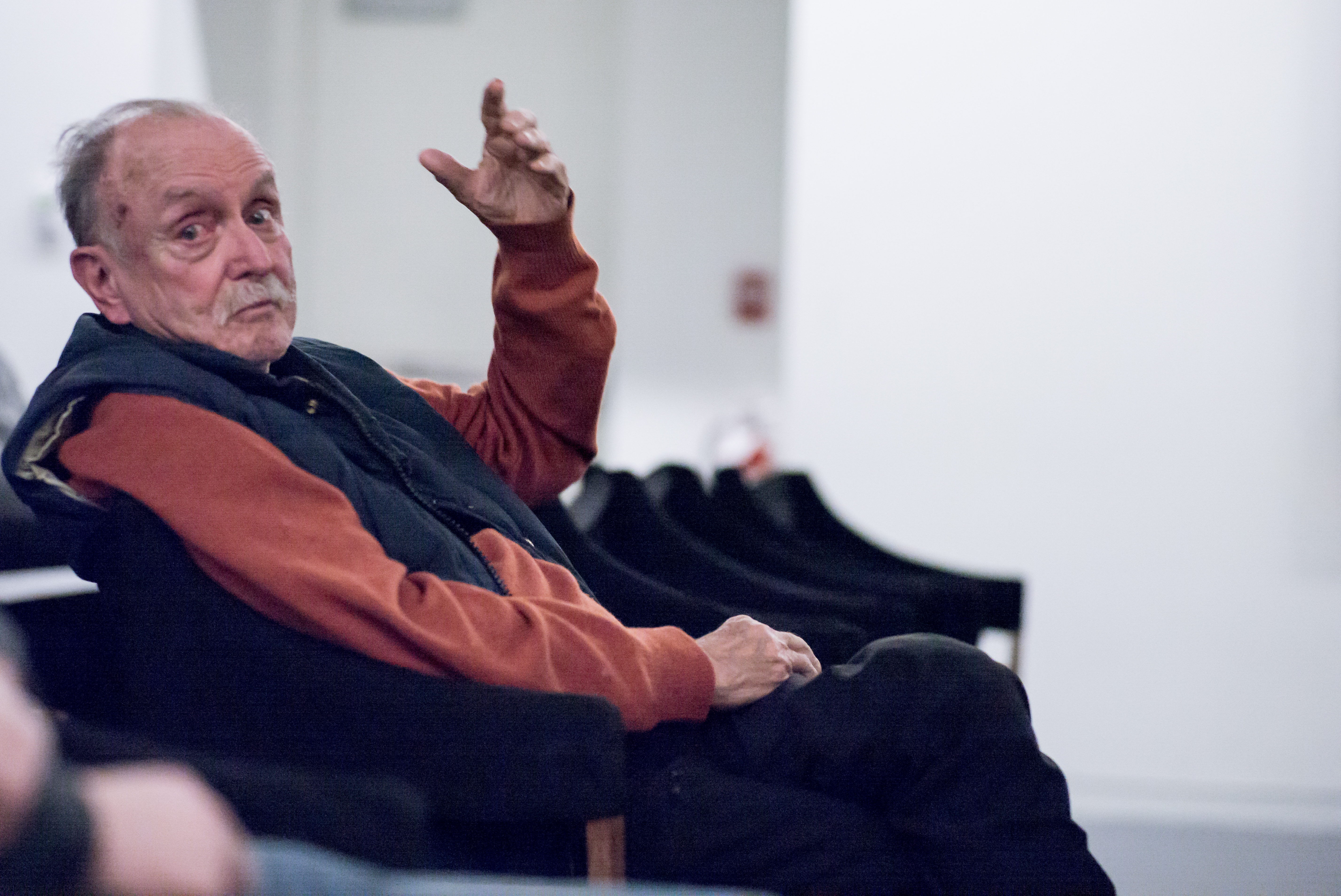
Элвин Лусье

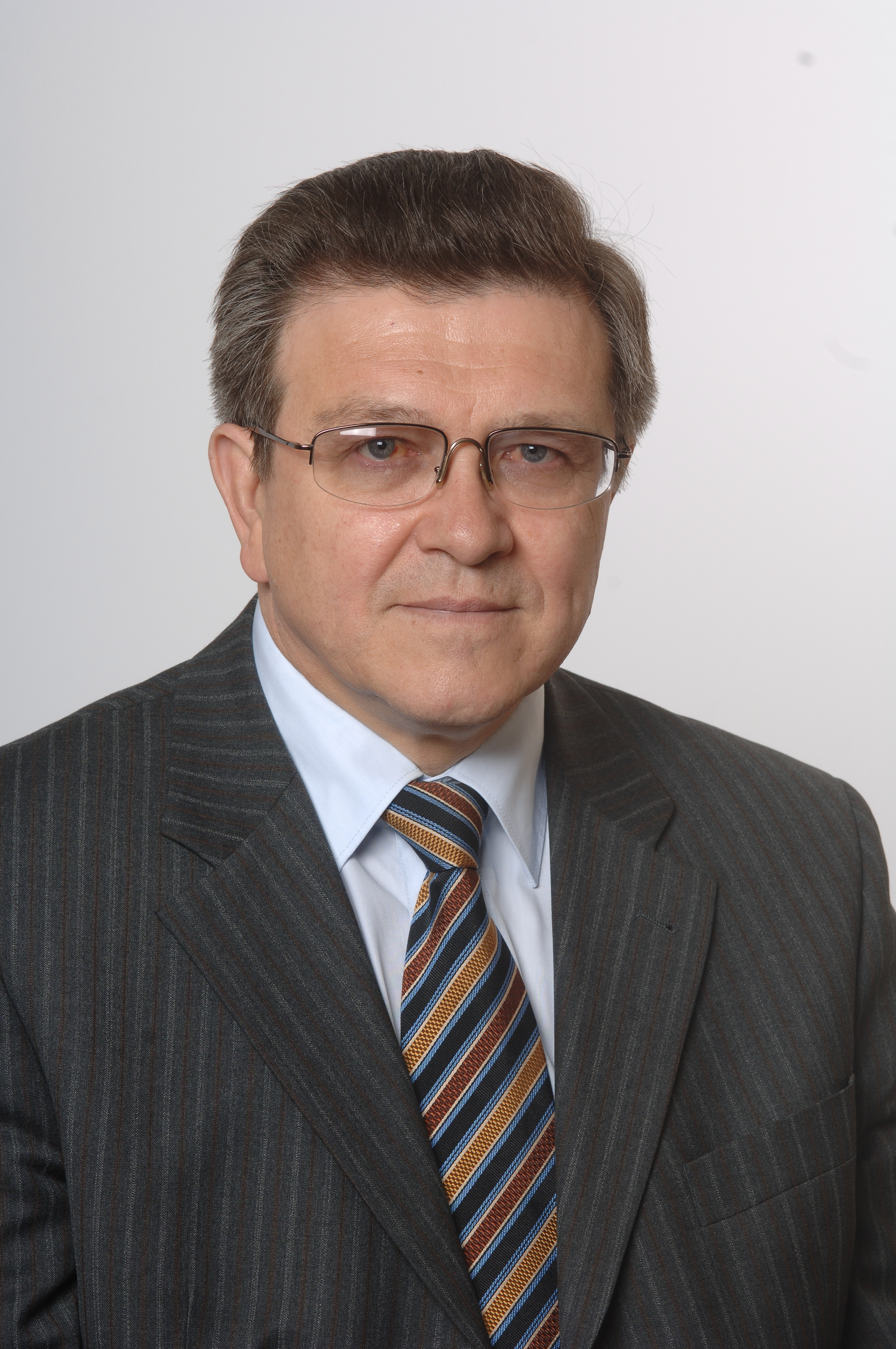
Николай Пальцев

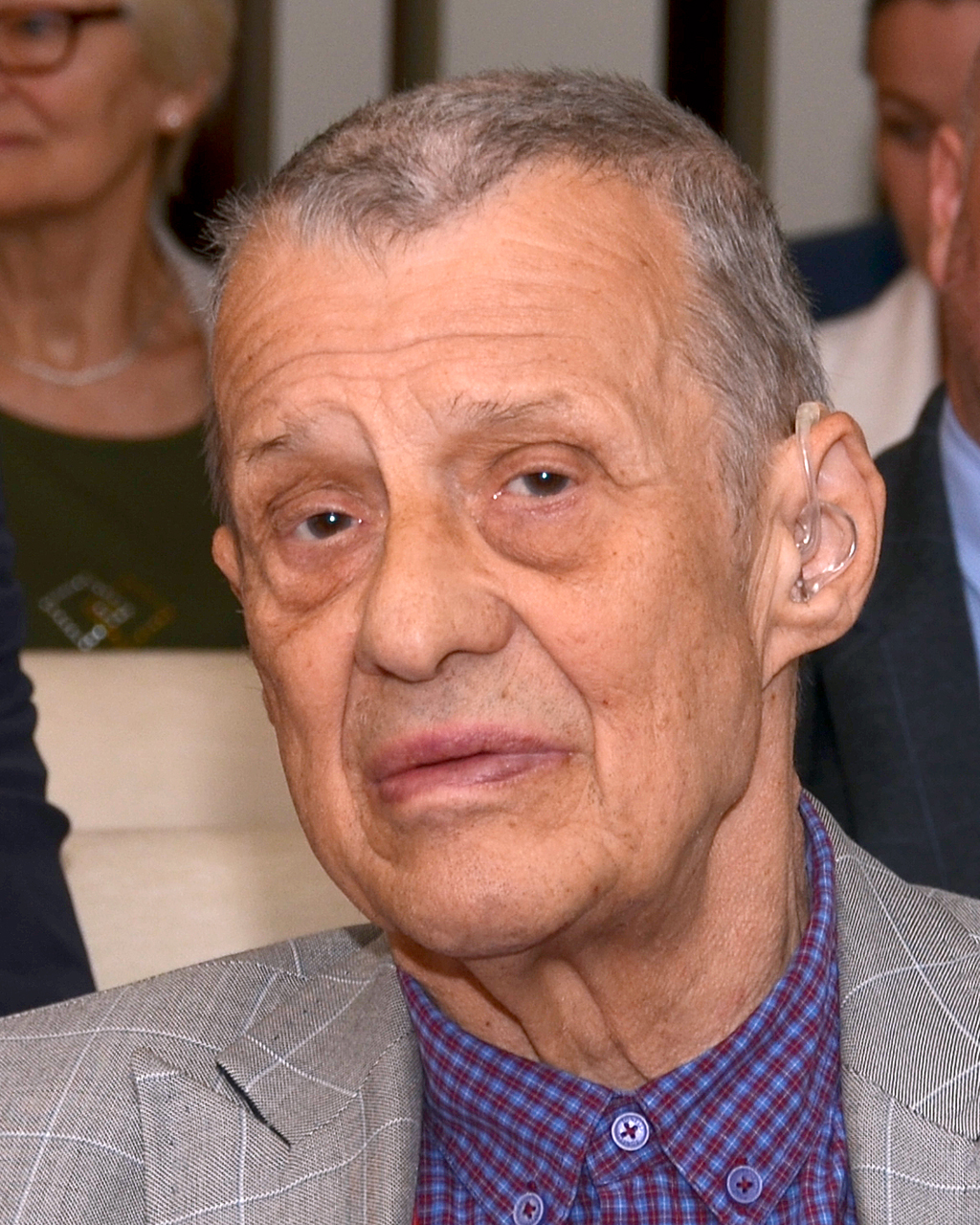
Петр Уль

- Антуш, Шандор[венг.] (77) — венгерский химик, действительный член Венгерской академии наук (2010)[406].
- Бухонская, Лариса Владимировна[укр.] (77) — советская и украинская деятельница культуры, основатель и руководитель хора «Крещатик» (1994—2007), заслуженный деятель искусств Украины[407].
- Гареев, Зуфар Климович (65) — российский писатель и журналист[408].
- Горохов, Владимир Маркович (88) — советский и российский филолог, доктор филологических наук, заслуженный профессор Московского государственного университета[409].
- Гран Жожо[фр.] (85) — бельгийский певец и автор песен[410].
- Джексон, Энрике[исп.] (75) — мексиканский политик, председатель Сената Мексики (2000—2001, 2002—2004, 2005—2006)[411].
- Зикмунд, Мирослав (102) — чешский путешественник, журналист и писатель[412].
- Кроль, Юрий Львович (90) — советский и российский историк-китаист, сотрудник ИВР РАН[413].
- Лейн, Томми (83) — американский киноактёр и каскадёр[414][415].
- Лусье, Элвин (90) — американский композитор[416].
- Любарский, Евгений Леонидович (91) — советский и российский геоботаник, заслуженный деятель науки Российской Федерации (1996)[417].
- Пальцев, Николай Иванович (72) — российский государственный деятель, мэр Ставрополя (2008—2011)[418].
- Порцнер, Конрад (86) — немецкий государственный деятель, президент Федеральной разведывательной службы (1990—1996)[419].
- Редько, Всеволод Петрович (84) — белорусский физик, член-корреспондент НАН Беларуси (1996)[420].
- Странд, Лейф[швед.] (79) — шведский дирижёр, композитор и аранжировщик[421].
- Табиш, Станислав (65) — польский художник, график, сценограф, ректор Краковской академии искусств (2012—2020)[422].
- Уль, Петр (80) — чешский журналист и политический деятель[423].
- Хювёнен, Анна-Лииса[фин.] (95) — финская политическая деятельница, депутат парламента Финляндии[424].